# Liste de peintres italiens
Le foisonnement très important des peintres italiens s'explique par le nombre des mouvements, courants et écoles qui se sont développés, surtout depuis la Renaissance italienne.
(Voir également le tableau Projet:Italie/Wikidata/Peintres).

## Écoles de peinture en Italie
Certains des peintres œuvrant en Italie peuvent être issus d'écoles italiennes de peinture, locales, ce qui a été largement le cas depuis la Renaissance italienne, dont les principales sont :
- École florentine
- École vénitienne
- École véronaise
- École de Ferrare
- École romaine
- École siennoise
- École lombarde
- École génoise
- École de Parme
- École de Mantoue
- École de Crémone
- École de Bologne
- École de Forlì
- École ombrienne
- École napolitaine

La mention de leur appartenance est citée dans leur propre article et la liste de leur regroupement figure dans l'article de l'école en question.
Il s'agit plus d'une généalogie de leurs influences respectives et donc de leur filiation, qu'un regroupement par mouvement artistique, bien que souvent ce soit lié (exemple : école génoise du maniérisme influencé par les Flamands).

## Familles d'artistes italiens
On remarquera également, par l'argument local, les familles de peintres qui font lignée à partir de leur atelier : les Carracci, les Gigante, les Vivarini, les Gandolfi, les Campi, les Aspertini, les Procaccini, les Bassano, les Piola, les Gennari, les De Ferrari, les Bellini, les Zuccari, les Ghirlandaio, les Castiglione, les Guardi, les Bibiena, les Da Sangallo, les Pisano, les Sansovino, les Gagini, sculpteurs...

## Tableau comparatif des chronologies de quelques peintres italiens
- Haut – A
- B
- C
- D
- E
- F
- G
- H
- I
- J
- K
- L
- M
- N
- O
- P
- Q
- R
- S
- T
- U
- V
- W
- X
- Y
- Z

## Classement alphabétique

### A
- Ercole dell'Abate (1563 - 1613)
- Giuseppe Abbati (1836-1868)
- Vincenzo Abbati (1803-1866)
- Pietro Giovanni Abbati (actif première moitié du XVIIIe siècle).
- Guido Ubaldo Abbatini (1600 - 1656)
- Filippo Abbiati (1640 - 1715)
- Carla Accardi (1924 - 2014)
- Enrico Accatino (1920 - 2007)
- Pietro di Fabrizio Accolti (1579 - après 1642)
- Ezechiele Acerbi (1850 - 1920)
- Angiolo Achini (1850-1930)
- Maestro della natura morta Acquavella (act. 1615 - 1650)
- Vincenzo Acquaviva (1832-1902)
- Camilla Adami née Cantoni Mamiani della Rovere ( v. 1935 -…)
- Pietro Adami (… -…) (XVIIIe siècle)
- Valerio Adami (1935 -…)
- Carlo Ademollo (1824 - 1911)
- Luigi Ademollo (1764 - 1849)
- Ciro Adolfi (1683 - 1758)
- Giacomo Adolfi (1682 - 1741)
- Pietro Paolo Agabito (actif 1511 - 1531)
- Ermenegildo Agazzi (1866 - 1945)
- Giuseppe Agelio dit Agelio da Sorrento (écrit aussi Agellio) (1570 - après 1620)
- Agostino Aglio (1777 - 1857)
- Francesco Agnesotti (1882 - 1960)
- Livio Agresti (dit Ritius, Il Ricciutello ou Il Ricciutino) (1505 - 1579)
- Filippo Agricola (1795 - 1857)
- Luigi Agricola ou Luigi Bauer ou encore Luigi Pauer (v. 1750 - ap. 1821)
- Antonio da Alatri (ou Bitino) (XIVe siècle- XVe siècle)
- Macrino d'Alba pseudonyme de Gian Giacomo de Alladio dit Macrino, (1460/1465 - 1513)
- Francesco Albani, dit L'Albane (1578 - 1660)
- Clemente Albèri (1803 - 1864)
- Giovanni Battista Alberoni (1703 - 1784)
- Antonio Alberti ou Antoniano Ferrarese (né au début du XVe siècle)
- Leone Battista Alberti (1404 - 1472)
- Alberto Alberti (v. 1525 -  1598)
- Alessandro Alberti (1551 - 1590)
- Cherubino Alberti (1553 - 1615)
- Durante Alberti dit « Durante del Nero » (1538 - 1623)
- Giovanni Alberti (1558 - 1601)
- Mariotto Albertinelli (1474 - 1515)
- Maître des Albertini (en italien Maestro degli Albertini) (actif entre 1290 et 1320 environ)
- Raffaele Albertolli (1770 - 1812)
- Luca Albino (1884 - 1952)
- Paolo Alboni (1665 - 1734)
- Giacomo Alboresi (1632 - 1677)
- Francesco Albotto (v. 1721 - 1757)
- Pietro Aldi (1852 - 1888)
- Tommaso Aldrovandini (1653 - 1736)
- Giorgio d'Alemagna (v. 1410/ 1420 - 1479)
- Giovanni d'Alemagna (env. 1411 - 1450)
- Gaetano Alemani (1728 - 1782)
- Giuseppe Alemanni (v. 1675 - 1739)
- Domenico Alfani (v. 1480 - v. 1553)
- Orazio Alfani ou Orazio di Domenico ou encore Orazio di Paris Alfani, (v. 1510 - 1583)
- Alessandro Algardi (1595 - 1654)
- Girolamo Alibrandi (Raffaello da Messina) (1470 - 1524)
- Tullio Allegra (1862 - 1934)
- Pomponio Allegri, ou « Pomponio Leiti » (1521 - 1593)
- Anna Angelica Allegrini (XVIIe siècle)
- Flaminio Allegrini (1624 - 1684)
- Francesco Allegrini da Gubbio (Francesco da Gubbio) (1587 - 1663)
- Cristofano Allori ou Christophe Allori (1577 - 1621)
- Alessandro Allori (1535 - 1607)
- Giuseppe d'Alvino , également Albina et « il Sozzo  » (1550 - 1611)
- Emilio Amadei (1867 - 19XX)
- Bruno Amadio connu comme Giovanni Bragolin (1911 - 1981)
- Pietro di Giovanni d'Ambrosio (ou d'Ambrosi) (connu de 1410 - 1449)
- Agostino Apollonio (actif première moitié du XVIe siècle)
- Andrea Aloigi (Andrea di Aloigi di Apollonio da Assisi ou L'Ingegno) (1484 - 1501)
- Edina Altara (1898 – 1983)
- Cristofano dell'Altissimo (1525 - 1605)
- Niccolò Alunno ou Niccolò di Liberatore et Niccolò da Foligno (1430 - 1502)
- Getulio Alviani (1939 -… )
- Eduardo Amato (1938 -… )
- Pomponio Amalteo (1505 - 1588)
- Domenico Ambrogi (appelé aussi Domenico degli Ambrogi, Menichino ou encore Menghino del Brizio  (v. 1600 - 1678)
- Alfredo Gauro Ambrosi (1901 - 1945)
- Giulio Cesare Amidano (ou Pomponio Amidano) (né entre 1566 et 1572 - mort en 1629 ou 1630)
- Giuliano Amidei (av. 1446 - 1496)
- Jacopo Amigoni (1685 - 1752)
- Ottavio Amigoni (1605 - 1661)
- Domenico Ammirato (1833 - 1883 ou vers 1892)
- Antonio Amorosi (1660 - 1738)
- Carlo Anadone (1851 – 1941)
- Domenico della Marca di Ancona XVe siècle
- Nicola di Maestro Antonio d'Ancona (actif entre environ 1472 et 1510)
- Pietro Anderlini ou Pietro Andorlini (1687 – 1755)
- Pietro Anderloni (1785 - 1849)
- Onorato Andina (1803 – 1867)
- Alfredo d'Andrade (1839-1915)
- Giusto d'Andrea (1440 - 1498)
- Ippolito Andreasi (Andreasino) (1548 - 1608)
- Giuseppe Andreoli (1720 - 1776)
- Federico Andreotti (1847 - 1930)
- Paolo Anesi (1697 - 1773)
- Giuseppe Angelelli (1803 - 1844)
- Giuseppe Angeli (1712 - 1798)
- Costanzo Angelini (1760 - 1853)
- Fra Angelico (Guido di Pietro da Mugello) (1387 - 1445)
- Scipione Angelini (1661 - 1729)
- Mattioli Ludovico di Angelo ou encore Angelo Mattioli, (1481 - v. 1506)
- Napoleone Angiolini (1797 - 1871)
- Alessandro d'Anna (1746 - 1810)
- Baldassarre d'Anna (v. 1560 - ap. 1639)
- Vito d'Anna (1718 - 1769)
- Giovanni Andrea Ansaldo ou Andrea Ansaldo (1584 - 1638)
- Vincenzo Ansaloni (actif vers 1615)
- Giorgio Anselmi (1723 - 1797)
- Michelangelo Anselmi (1492 - 1556)
- Giovanni Angelo d'Antonio, (1415/ 1420 - 1478/ 1481)
- Pietro Antoniani (vers 1740 - 1805)
- Giovanni Antonio di Amato le Jeune (1535 - 1598)
- Jacobello d'Antonio ou encore Jacobello Antonello, Jacobello da Messina , ou Iacobello di Antonello (vers 1456 - 1482/1488),
- Salvo d'Antonio ou Giovanni Salvo de Antonio (après 1461 - avant février 1526)
- Fausto Antonioli (1814 - 1882)
- Enzo Apicella ou Vincenzo Apicella (1922 - 2018)
- Raffaele Apicella (1852 - 1939)
- Andrea Appiani (1754 - 1817)
- Francesco Appiani (1704 - 1792)
- Giorgio d'Aquila (Georges de Florence ou Georges Delaigly) XIVe siècle
- Alessandro Araldi (v. 1460 - v. 1529)
- Paolo Araldi (XVIIIe siècle - après 1820)
- Cesare Arbasia (1540 - 1614)
- Giuseppe Arcimboldo (1527 - 1593)
- Alessandro Ardente (... - 1595)
- Maestro dell'Arengario (ou Maestro dell'Arengo) (fin du XIIIe  - première moitié du XIVe siècle)
- Spinello Aretino, né Spinello di Luca Spinelli (v. 1350 - 1410)
- Cesare Aretusi (1549 - 1612)
- Pellegrino Aretusi (ou Pellegrino Munari ou Pellegrino da Modena) (v. 1460 - 1523)
- Montano d'Arezzo ( vers 1305 - 1310)
- Giuseppe Ariassi (1825 - 1906)
- Carlo Arienti (1801 - 1873)
- Raffaele Armenise (1852-1925)
- Cavalier d'Arpin, Giuseppe Cesari dit le  ou Il Giuseppino, en français Le Joseppin ou Chevalier Josépin, (1568 - 1640)
- Guariento di Arpo (1310/1320 - 1368/1370)
- Stefano dall'Arzere (v. 1515 - ap. 1575)
- Pellegrino Ascani (XVIIe siècle)
- Luigi Asioli (1817 - 1877)
- Domenico Aspari (1745-1831)
- Amico Aspertini (1474 - 1552)
- Gioacchino Assereto (1600 - 1649)
- Franco Assetto (1911 - 1991)
- Tiberio d'Assisi né Tiberio Ranieri di Diotallevi (v. 1470 - 1524)
- Andrea dell'Asta (1673 - 1721)
- Antonio Martini di Atri (XIVe siècle - 1433)
- Natale Attanasio (1845-1923), peintre, scénographe et illustrateur italien
- Ugo Attardi (1923 - 2006)
- Attavante degli Attavanti , Gabriello di Vante, dit (1452 -1517/1525)
- Simona Atzori (1974 -…)
- Cristoforo Augusta ou Fra Cristoforo (v. 1550 - v. 1600)
- Giuseppe Aureli (1858-1929)
- Lodovico Aureli (1816-1865)
- Ernesto Aurini (1873-1947)
- Mariano di ser Austerio (env. 1470 - env. 1530)
- Giuseppe Avallone (1865 - 1940)
- Mario Avallone (1899 - 1953)
- Pasquale Avallone (1884 - 1965)
- Francesco Avanzarani (XVe siècle)
- Jacopo Avanzi ( ? – 1416)
- Pietro Antonio Avanzini (1656 - 1733)
- Francesco Xanto Avelli (v. 1487 - v. 1542)
- Marcello Avenali ou Marcelo appelé par erreur Avenali (1912 - 1981)
- Alonzo et Giuseppe Antonio Avondo XIXe siècle
- Vittorio Avondo (1836 - 1910)
- Vincenzo degli Azani également connu comme Vincenzo da Pavia, Vincenzo Aniemolo, Vincenzo degli Azani da Pavia, Il Romano et Vincenzo Romano (fin XVe siècle - 1557)

### B
- Jacopo Baccarini (Jacopo da Reggio ou Giacomo Baccarini) (1600 - v. 1682)
- Stellario Baccellieri (le peintre du Caffè Greco  ou le peintre des cafés) XXe siècle
- Marcello Bacciarelli  (1731 - 1818)
- Baccio del Bianco ou Luigi Baccio del Bianco (1604 - 1656)
- Baciccio, Giovan Battista Gaulli dit il Baciccio (1639 - 1709)
- Sisto Badalocchio dit Rosa Sisto (1581 ou 1585 - v. 1647)
- Giuseppe Badaracco (Il sordo) (1588 - 1657)
- Carla Badiali (1907 - 1992)
- Antonio Badile v. 1518 - 1560)
- Giovanni Baglione (1566 – 1643)
- Cesare Baglioni (ou Cesare Baglione) (v. 1525-1590)
- Giovanni Francesco Bagnoli (1678 - 1713)
- Mario Balassi (1604 - 1667)
- Filippo Balbi (1806-1890)
- Giuseppe Balbo (1902 - 1980)
- Maria Maddalena Baldacci (Gozzi) (1718 - 1782)
- Mattioli Battista di Baldassarre ou Baldassarre Mattioli (1443 - 1474)
- Giovanni Maria Baldassini (1540 - 1601)
- Ambrogio di Baldese (reconnu comme Lippo d'Andrea) (v. 1377 - v. 1427)
- Pietro Paolo Baldini (v. 1614 - v. 1684)
- Philippe Baldinucci ou Filippo Baldinucci (1624 - 1696 ou 1697)
- Alesso Baldovinetti ou Alessio (1427 - 1499)
- Giuseppe Baldrighi (1722 - 1803)
- Giovanni Balducci dit il Cosci (1560 - ap. 1631)
- Matteo Balducci première moitié du XVIe siècle
- Antonio Baldi (v. 1692 - v. 1768)
- Alesso Baldovinetti (1424 - 1499)
- Giovanni Baleison (v. 1463 - ap. 1492)
- Maestro dei Baldraccani (actif entre 1480-1510)
- Antonio Balestra (1666 - 1740)
- Lionello Balestrieri (1872 - 1958)
- Giacomo Balla (1871 - 1958)
- Luce Balla (1904 - 1994)
- Camillo Ballini (… -…, XVIe siècle
- Guido Balsamo Stella (1882 - 1941)
- Niccolò Bambini (1651 - 1736)
- Maestro di Bambino Vispo (XVe siècle)
- Pietro Santi Bambocci (documenté 1684 - 1736)
- Maso di Banco ou Maso di Banco Giottino (… - 1348)
- Benedetto Bandiera (1557/ 1560 - 1634)
- Baccio Bandinelli ou  Bartolomeo Bandinelli ou Bandelli, ou encore Bartolomeo Brandini (1493 - 1560)
- Giorgio Bandini (1830 - 1899)
- Cristiano Banti (1824 - 1904)
- Nicolò Barabino (1832 - 1891)
- Carlo Alberto Baratta ou encore Carlo Baratta (1754 - 1815)
- Paolo Baratta (1874 - 1940)
- Giovanni Barbagelata (av. 1459 – 1508)
- Giuseppe Barbaglia (1841 - 1910)
- Antonio Barbalunga ou Barbalonga également appelé Antonio Alberti (1600 - v. 1649)
- Jacopo de' Barbari ou Jacopo di Barberino et Jacques de Barbary en français, surnommé le « Maître au caducée » (v. 1445 - 1516)
- Ida Barbarigo (1925 - 2018)
- Bartolomeo Barbiani (1596 - 1645)
- Paolo Antonio Barbieri (1603 - 1649)
- Silvio Barbini (v. 1750 - …)
- Alessandro Bardelli (1583 - 1633)
- Pietro Bardellino (1728 ou 1731 - 1806)
- Maestro del San Francesco Bardi première moitié du XIIIe siècle
- Luigi Bardi (Luigi Aloisio Bardi) actif ap. 1814
- Simonetta Bardi (1928 - 2007)
- Gregorio Calvi di Bergolo (1904 - 1995)
- Giacomo Bargone XVIe siècle
- Tommaso Barnabei (Maso Papacello) (…- 1559)
- Cecrope Barilli (1839 - 1911)
- Latino Barilli (1883 - 1961)
- Federico Barocci (dit Barocci ou Baroccio, ou encore Fiori da Urbino), en français le Baroche (1535 - 1612)
- Antonio Baroni (1678 - 31 décembre 1746)
- Giovanni Baronzio (Giovanni da Rimini) (avant 1300 - après 1362)
- Giovanni Barrella (1884 - 1967)
- Cesare Bartolena (1830 - 1903)
- Giovanni Bartolena (1886 - 1942)
- Pietro Santi Bartoli (1635 - 1700)
- Amerigo Bartoli, (1890 - 1971)
- Louisa Grace Bartolini (1818 - 1865)
- Luigi Bartolini, (1892 - 1963)
- Andrea di Bartolo (1389 - 1428)
- Domenico di Bartolo (v. 1400 / 1404 - v. 1445 / 1447)
- Pace di Bartolo ou Pace da Faenza (XIVe siècle)
- Taddeo di Bartolo (1363 - 1422)
- Fra Bartolomeo (1474 - 1517)
- Francesco Bartolozzi, (1727 - 1815)
- Gianfranco Baruchello (1924 -…)
- Antonio Baruffaldi (1793 - 1819)
- Ferruccio Baruffi, (1889 - 1958)
- Evaristo Baschenis (1617 - 1677)
- Pietro Baschenis (1590 - 1630)
- Luigi Basiletti (1780 – 1859)
- Pier Angelo Basili (ap. 1550 - 1604)
- Antonio Basoli (1774 - 1848)
- Luigi Basoli (1776 - 1848)
- Francesco Bassano l'Ancien (Francesco da Ponte) (v. 1475 - 1530)
- Francesco Bassano le Jeune, ou (Francesco Giambattista da Ponte) (1549 - 1592)
- Gerolamo Bassano né Girolamo da Ponte dit  (1566 - 1621)
- Jacopo Bassano, ou Jacopo da Ponte ou Jacopo Bassano il Vecchio (1515 - 1592).
- Marcantonio Bassetti, (1588 - 1630)
- Bartolomeo Bassi (v. 1600 - 1640)
- Giambattista Bassi (1784-1852)
- Lazzaro Bastiani (v. 1430 - 1512)
- Mattia Battini (1666 - 1727)
- Pompeo Batoni, (1708 - 1787)
- Francesco Battaglioli (1722 - 1796)
- Mattia Battini (1666 - 1727)
- Luca Baudo (1460/ 1465 - 1510)
- Ottavio Baussano (1898 - 1970)
- Luigi Bazzani (1836 - 1927)
- Giuseppe Bazzani (1690 - 1769)
- Ercole Bazzicaluva (1590-1641)
- Claudio Francesco Beaumont (1694 - 1766)
- Domenico Beccafumi (Domenico di Giacomo di Pace) (1486-1551)
- Antonio Beduzzi (1675 - 1735)
- Giulio Cesare Begni XVIIe siècle
- Chicco Beiso (1940 -… )
- Giovan Maria di Bartolomeo Baci di Belforte dit Rocco Zoppo (actif 1496 - 1508)
- Adolfo Belimbau (1845 - 1938)
- Belio, pseudonyme d'Elio Bozzola (1942-2020)
- Gabriele Bella, (v. 1730 - 1799)
- Giovanni Bellati (1745 - 1808)
- Gaetano Bellei (1857-1922)
- Filippo Bellini (v. 1550/1555 - 1604)
- Gentile Bellini (v. 1428 - v. 1507)
- Giovanni Bellini dit Giambellino (1425/ 1433 - 1516)
- Leonardo Bellini (actif 1443 - 1490)
- Giuseppe Bellisario (1821-1896)
- Romualdo Belloli (1813 - 1885/1890)
- Giorgio Belloni (1861 - 1944)
- Carlo Bellosio (1801 - 1849)
- Pietro Bellotti (1625 ou 1627  – 1700)
- Bernardo Bellotto (1721 - 1780)
- Antonio Bellucci (1654 - 1726)
- Andrea Bellunello ou Andrea da San Vito ou encore Andrea di Foro (1430 - 1494)
- Giovanni Beltrami (1860-1926) (1860 - 1926)
- Agostino Beltrano (1607 - 1656)
- Aniella di Beltrano ou Anniella di Rosa (1613-1649)
- Andrea Belvedere (dit) Abate Andrea, (vers 1642 - 1732)
- Giovanni Francesco Bembo ou Gianfrancesco Bembo (actif 1515 - 1543)
- Francesco Benaglio (v. 1432 - 1492)
- Giovanni Battista Benaschi (1636 - 1688)
- Giuseppe Benassai (1835-1878)
- Federico Bencovich (Federiko Benković, ou Federico Bencovic, Federigo ou Federighetto ou Dalmatino (1667-1753)
- Vasco Bendini (1922 - 2015)
- Enzo Benedetto (1905 – 1993)
- Perinetto da Benevento (XVe siècle)
- Manfredi Beninati (1970 -….)
- Bartolomeo de Benincà (XVe siècle)
- Luigi Benini (1767 - 1801)
- Alesso di Benozzo également connu sous le nom d' Alesso Gozzoli (1473 - 1528)
- Lippo di Benivieni (1296 - 1327)
- Giulio Benso (1592 - 1668)
- Pietro Benvenuti (1769 - 1844)
- Girolamo di Benvenuto (1480 - 1525)
- Ettore De Maria Bergler (1850 – 1938)
- Lorenzo Bergonzoni aussi appelé Lorenzo Bergunzi ou Bergunzoni (1645 - 1722)
- Barone Berlinghieri ou Barone di Berlinghiero da Lucca (actif 1228 - 1282)
- Berlinghiero Berlinghieri fin du XIIe siècle - après 1236)
- Bonaventura Berlinghieri ou Bonaventura Berlinghiero (vers 1210 - après 1274)
- Camillo Berlinghieri dit Il Ferraresino (1590 ou 1605 - 1635)
- Marco Berlinghieri (actif 1232 - 1255)
- Pier Antonio Bernabei (surnommé Della Casa) (1567 - 1630)
- Laura Bernasconi, XVIIe siècle
- Antonio Bernieri (1516 - 1565)
- Cesare Bernieri (… - ap. 1870)
- Gian Lorenzo Bernini dit Le Bernin (1598 - 1680)
- Valerio Berruti  (1977 - …)
- Ferrando Bertelli ou Ferdinando Bertelli (v. 1525 - v. 1580)
- Santo Bertelli (1840 - 1892)
- Flavio Bertelli (1865 - 1941)
- René Berti (Renato Berti dit René Berti et Ribet) (1884 - 1939)
- Gianni Bertini (1922 - 2010)
- Giuseppe Bertini (1825 - 1898)
- Mario Bettinelli (1880 - 1953)
- Giovan Battista Bertucci il Giovane (1539 - 1614)
- Giovanni Battista Bertucci il Vecchio (actif entre 1495 - 1516)
- Michele Bertucci (act.1493-1520)
- Nicola Bertucci ou Bertuzzi, dit Nicola d'Ancône ou L'Anconetano Bertucci (1710 - 1777)
- Raffaelle Bertucci (né vers 1496-1501)
- Giacomo Bertucci (dit Jacopone da Faenza) (v. 1502 - 1579)
- Girolamo Bertucci (mort en 1528)
- Ambrogio Besozzi (Giovanni Ambrogio Besozzi ), (1648 - 1706)
- Leonardo da Besozzo ou Leonardo Molinari da Besozzo (actif 1421 - 1481)
- Michelino da Besozzo, (fin XIVe  - début XVe siècle)
- Bartolomeo Bettera (1639 - 1688)
- Biagio Betti ou Biagio da Cutigliano ou Biagio Betti da Pistoia (1545 - 1615)
- Sigismondo Betti (1699 - 1765)
- Domenico Bettini (1644 - 1705)
- Giovanni Carlo Bevilacqua, (1775 - 1849)
- Giovanni Francesco Bezzi, dit il Nosadella (actif entre 1530 - 1571)
- Giuseppe Bezzuoli (1784 - 1855)
- Biagio Biagetti (1877 - 1948)
- Baldassare Bianchi (1612 - 1679)
- Francesco Bianchi, dit il Frari (1447 - 1510)
- Gaetano Bianchi (1819 - 1892)
- Mosè Bianchi (1840 - 1904)
- Pietro Bianchi (1694 - 1740)
- Vincenzo Bianchini (1903 - 2000)
- Alberto Biasi (1937 - …)
- Guido Biasi (1933 - 1983)
- Mario Biazzi (1880 - 1965)
- Lorenzo di Bicci, (… - 1427)
- Neri di Bicci (1418 - 1492)
- Maestro del Bigallo (maître du Bigallo) maître anonyme italien de l'école florentine de la première moitié du XIIIe siècle
- Maestro della Croce 434 (« Maître du crucifix 434 ») maître anonyme de la peinture byzantine du début XIIIe siècle
- Gaspare Bigari (1724 - 1797)
- Vittorio Bigari  (Vittorio Maria Bigari), (1692 - 1776)
- Marco Bigio (actif 1530 - 1570)
- Filippo Bigioli (1798 - 1878)
- Olga Biglieri Scurto, connue sous le pseudonyme de « Barbara » (1915-2002)
- Adolfo Bignami (1845-1906)
- Antonio Bignoli (1812 - 1886)
- Giovanni Bilivert ou Biliverti ou Filiberto de Florence (1585 - 1644)
- Tiberio Billò (actif de 1562 à 1587)
- Atanasio Bimbacci (v. 1649 – ap.1734)
- Benedetto di Bindo ou Benedetto di Bindo Zoppo (1380/1385 - 1417)
- Nicola Biondi (1866-1929)
- Francesco Biondo  ou Anton Francesco Biondi, (1735 - 1805)
- Giovanni del Biondo (v. 1356 - v. 1398)
- Sergio Birga (1940 - 2021)
- Renato Birolli (1905 - 1959)
- Bartolomeo Biscaino (1629 - 1657)
- Antonietta Bisi (1813 - 1866)
- Fulvia Bisi (1818 - 1911)
- Giuseppe Bisi (1787 - 1869)
- Luigi Bisi (1814 – 1886)
- Michele Bisi (1788 - 1874)
- Francesco Bissolo (Pier Francesco Bissolo) (v. 1470 - 1554)
- Giovanni Bizzelli (1556 - 1612)
- Giovanni Battista Bracelli (v.1584 - v. 1650)
- Giacinto Brandi (1621 - 1691)
- Alessandro Bruggiati (1707 - 1780)
- Gaetano Brunacci (1853 - 1922)
- Giuseppe Boano (1872 - 1938)
- Boccaccio Boccaccino (v. 1467 - v. 1525)
- Camillo Boccaccino ( v. 1505 - 1546)
- Giuseppe Boccaccio (1790 ou 1791-1852)
- Giacinto Boccanera (1666 - 1746)
- Giovanni Boccardi appelé aussi Boccardino il Vecchio (1460 - 1529)
- Gino Boccasile (1901 - 1952)
- Giovanni Boccati Giovanni di Pier Matteo Boccati da Camerino (1420 - après 1480)
- Amedeo Bocchi (1883 - 1976)
- Clemente Bocciardo dit il Clementone (1620 - 1658)
- Domenico Bocciardo (v. 1680 - 1746)
- Umberto Boccioni (1882 - 1916)
- Alighiero Boetti (1940 - 1994)
- Antonio Boldini (1799 - 1872)
- Giovanni Boldini (1842 - 1931)
- Giovanni Boldù dit Zuan  (… - v. 1477)
- Andrea da Bologna, ou de' Bartoli (… –…), actif et documenté entre 1355 et 1369
- Niccolò da Bologna, connu aussi comme Nicolo di Giacomo di Nascimbene, (v. 1325 -  v. 1403)
- Vitale da Bologna (ou Vitale di Almo de' Cavalli ou encore Vitale degli Equi) (documenté 1330 - 1361)
- Rosalba Bolognini (1680 ou 1683 - 1735)
- Guido de Bonis (1931 - 2013)
- Giovanni Battista Bolognini (1611 - 1668)
- Giovanni Antonio Boltraffio ou Beltraffio (1467 - 1516)
- Sebastiano Bombelli (1635 - 1719)
- Piero di Giovanni Bonaccorsi dit Perin del Vaga (1501 - 1547)
- Antonino Bonaccorsi (1826 - 1897),
- Giuseppe Bonachia (dit aussi Maxarato) (1562 - 1622)
- Giovanni Battista Bonacina (né vers 1620 -...)
- Pacino di Bonaguida(actif 1302 - 1340)
- Andrea di Bonaiuto (ou Andrea Bonaiuti ou Andrea da Firenze) (actif 1343 - 1377)
- Agostino Bonalumi (1935 - 2013)
- Pietro Bonanni (1792 - 1821)
- Bartolomeo Bonascia ou Bonasia ou De Bonasciis (1450 - 1527)
- Lattanzio Bonastri da Lucignano (Lattanzio Bonastri) (v. 1550 - v. 1583)
- Segna di Bonaventura (ou Segna di Buonaventura) - (v. 1270 - 1330)
- Giovanni Battista Boncuore (1643 - 1699)
- Silvia de Bondini (1907 - 1982)
- Giotto di Bondone (ou Ambrogiotto di Bondone) (1267 - 1337)
- Matteo Bonechi (1669 - 1756)
- Giovanni Girolamo Bonesi (1653 - 1725)
- Giors Boneto (1746 - ap. 1828)
- Benedetto Bonfigli (1420 - 1496)
- Apollonio de' Bonfratelli (vers 1500 - 1575)
- Giacomo Boni (1688 - 1766)
- Giovanni di Bonino (actif de 1325 à 1347)
- Agostino Bonisoli (1633 - 1700)
- Giuseppe Bonito (1707 - 1789)
- Giorgio Bonola (1657 - 1700)
- Giuseppe Bonolis (1800 - 1851)
- Jacobello di Bonomo (actif 1370 - 1385)
- Carlo Bononi (ou Bonone) (1569 - 1630)
- Paolo Vincenzo Bonomini (dit Borromini) (1756 - 1829)
- Cherubino Bonsignori (ou Fra Cherubino Monsignori) (XVe – XVIe siècles)
- Francesco Bonsignori (ou Francesco - Girolamo Monsignori) (vers 1460 - 1519)
- Girolamo Bonsignori, ou Girolamo Monsignori (dit Fra) ou Fra Monsignori, (1472 - 1529)
- Alessandro Bonvicino, dit Il Moretto da Brescia (1498 - 1554)
- Aroldo Bonzagni (1887 - 1918)
- Pietro Paolo Bonzi (il Gobbo dei Carracci (le bossu de Carrache) ou il Gobbo dei Frutti (le bossu des fruits) (v. 1576 - 1636)
- Noè Bordignon (1841 - 1920)
- Fabio Borbottoni  (1820–1902)
- Pâris Bordone ou Bordon (1495 - 1570)
- Guido Borelli (1952 - ...)
- Borghese di Piero Borghese ou Pietro Borghese (1397 - actif jusqu'en 1463)
- Giovan Battista Borghesi (ou Giovanni Battista Borghesi) (1790-1846)
- Giovanni Ventura Borghesi (1640 - 1708)
- Orazio Borgianni ( v. 1578 - 1616)
- Giuseppe Mattia Borgnis (1701 - 1761)
- Ambrogio Borgognone ou Ambrogio Stefani da Fossano, dit il Bergognone ou Borgognone (le Bourguignon) (actif à partir de 1472 - 1523)
- Giacomo Borlone (actif 1462-1485)
- Pompeo Borra (1898 - 1973)
- Maestro dei Giochi Borromeo (Maître des jeux Borromée) XVe siècle)
- Francesco Borromini (1599 - 1667)
- Paolo Borroni (1749 - 1819)
- Emilio Borsa (1857 - 1931)
- Giuseppe Borsato  (1770 - 1849)
- Carlo Borsetti (1698 - 1760)
- Mattia Bortoloni (1695 – 1750)
- Odoardo Borrani (1833 - 1905)
- Giovanni Angelo Borroni (1684 - 1772)
- Ferruccio Bortoluzzi (1920 - 2007)
- Carlo Borzone(... - 1657)
- Francesco Maria Borzone dit Bourzon, ou Mario Francesco Borzoni (1625 - 1679)
- Luciano Borzone ou Luciano Borzoni (1590 - 1645)
- Giuseppe Boschetto (1841 - 1918)
- Alfonso Boschi (1615 - 1649)
- Fabrizio Boschi (1572 - 1642)
- Francesco Boschi (1619 - 1675)
- Andrea Boscoli (v. 1560 - 1607)
- Felice Boselli (1650 - 1732)
- Pietro Boselli (1712 - 1765)
- Domenico Bosi (1797 - 1874)
- Erma Bossi, née Erminia Bosich1 (1875 - 1952)
- Giuseppe Bossi (1777 - 1815)
- Johann Dominik Bossi (ou Domenico Bossi, 1767 - 1853)
- Giuseppe Bozzalla (1874 - 1958)
- Silvano Bozzolini (1911 - 1998)
- Giuseppe Bottani (1717 - 1784)
- Francesco Botti (1640 - 1711)
- Rinaldo Botti (1658 - 1740)
- Sandro Botticelli (1445 - 1510)
- Francesco Botticini ou Francesco di Giovanni Botticini (v. 1446 - 1498)
- Matteo Bottiglieri (1684 – 1757)
- Paolo Bozzini (1815 - 1892)
- Carlo Braccesco (ou Carlo da Milano) documenté entre 1478 et 1501.
- Giovanni Francesco Braccioli (1697 – 1762)
- Mauro Braccioli (1761 - 1811)
- Donato Bragadin (1400-1473)
- Bramante (Donato di Angelo di Pascuccio) (1444 - 1514).
- Bramantino Bartolommeo Suardi dit le (milieu du XVe siècle - v. 1530)
- Niccolò Brancaleone dit Macoreo ou Marcoreos (act. 1480 - 1520)
- Giuseppe Soleri Brancaleoni (1750 - 1806)
- Enrico Brandani (1914 – 1979)
- Cecco Bravo de son vrai nom Francesco Montelatici, (1601 - 1661)
- Ludovico Brea (ou Louis Bréa) (v. 1450 - v. 1522/ 1525)
- Simone Brentana (1656 - 1742)
- Giovita Brescianino (ou Giovita da Brescia ou encore Brescianino) (années 1580).
- Plautilla Bricci ou Plautilla Brizio (1616 - 1715)
- Francesco Brina Francesco Brini ou Francesco del Brina (1540 - 1586)
- Carlo Brioschi (1826 - 1895)
- Giuseppe Brioschi (1802-1858)
- Francesco Brizio dit Nosadella (1574 - 1623)
- Serafino Brizzi (Brizi) (1684 - 1737)
- Umberto Brunelleschi (1879 - 1949)
- François Brunery (1849 - 1926)
- Cecilia Brusasorci (Cecilia Riccio) (1549 - 1593)
- Giovanni Battista Brusasorci (Giovanni Battista Riccio) (1544 - ??)
- Domenico Bruschi (1840 - 1910)
- Stefano Bruzzi (1835 - 1911)
- Anselmo Bucci (1887 - 1955)
- Buonamico Buffalmacco (ou Buonamico di Cristofano) XIVe siècle
- Lodovico Buffetti (1722 - 1782)
- Giuliano Bugiardini (v. 1475 - v. 1554)
- Bartolomeo Bulgarini ou Bartolomeo di Misser Bolgarino ou Bolgarini (né en 1300 ou 1310 - 1378).
- Niccolò di Buonaccorso ou Niccolò di Bonaccorso (documenté 1355 - 1388)
- Giovanni Buonconsiglio ou Giovannu Bonconsigli, Le Marescalco, Marescalco Buonconsiglio (v. 1465 - 1535 ou 1537)
- Donatus Buongiorno (1865-1935)
- Duccio di Buoninsegna (vers 1255 - 1260 - vers 1318 - 1319)
- Corso di Buono XIIIe siècle
- Mariano del Buono (1433 - premier mois 1434 - 1504)
- Bernardo Buontalenti (1536 - 1608)
- Gianni Burattoni (1947 -… )
- Leopoldo Burlando (1841 - 1915)
- Alberto Burri (1915 - 1995)
- Giovanni Antonio Burrini (1656 - 1727)
- Luca Antonio Busati (v. 1470 - v. 1518 ou 1539)
- Giovanni Busato (1806 - 1886)
- Luigi Busatti (1763 - 1821)
- Antonio Busca (1625 - 1686)
- Ludovico Buti (v. 1560 - v. 1611)
- Bernardino Butinone (1450 - 1507)
- Giovanni Maria Butteri ou Giovanmaria (1540 – 1606)
- Carlo Alberto Buzzi (1967 - …)

### C
- Guglielmo Caccia dit Il Moncalvo (1568 - 1625)
- Francesco Caccianemici XVIe siècle
- Giuseppe Antonio Caccioli (1672 - 1740)
- Giovanni Battista Caccioli (1623 - 1675)
- Giuseppe Cades (1750 - 1799)
- Margherita Caffi v. 1650 - 1710)
- Corrado Cagli (1910 -  1976)
- Guido Cagnacci (1601 - 1663)
- Tommaso Cagnola ou Cagnoli (documenté 1479 - 1509)
- Antonio Caimi (1811 - 1878)
- Francesco Cairo (1607 – 1665)
- Marco Calabrese vrai nom Marco Cardisco  (v. 1486 - v. 1542)
- Luigi Calamatta  (1801 - 1869)
- Giacinto Calandrucci (1646 - 1707)
- Maître de Calci (en italien, Maestro di Calci ou Maestro della croce di Calci) (1240 - 1260)
- Domenico Caldara (1814-1897)
- Polidoro Caldara, dit Polidoro da Caravaggio (1495-1543)
- Antonio Calderara (1903 - 1978)
- Cesare Calense (act. v. 1590)
- Giuseppe Caletti dit Il Cremonese (v. 1600 - v. 1660)
- Gaetano Callani (1736-1809)
- Giovanni Battista Calò (1832 - 1895)
- Pancrazio Jacovetti da Calvi (v. 1445 - 1516)
- Lazzaro Calvi (1502 - 1607)
- Achille Calzi junior (1872 - 1919)
- Achille Calzi senior (1811 - 1850)
- Pier Paolo Calzolari (1943 -… )
- Andrea Camassei (1602 - 1649)
- Luca Cambiaso (ou Cambiasi, ou encore Cangiagio, dit Lucchetto da Genova) (1527 - 1585)
- Domenico Pasquale Cambiaso (1811-1894)
- Giuseppe Cammarano (1766 - 1850)
- Matteo di Ser Cambio v. 1351 - avant 1424)
- Carlo da Camerino. Avec le nom Carlo da Camerino la critique d'art indiquait un peintre italien originaire de Camerino actif entre le XIVe et le XVe siècle.
- Maestro del trittico di Camerino (Maître du triptyques de Camerino ou Maestro del trittico del 1454)  XVe siècle
- Michele Cammarano (1835 - 1920)
- Domenico Campagnola (v. 1500 - v. 1564)
- Maître des Cassoni Campana - (premier quart du XVIe siècle
- Stanislao Campana (1795-1864)
- Antonio Campi (1523 - 1587)
- Bernardino Campi (1520 - 1591)
- Davide Campi (1683-1750)
- Galeazzo Campi (1475 - 1536)
- Giulio Campi (1502 - 1572)
- Vincenzo Campi (1536 - 1591)
- Giovanni Domenico Campiglia (1692 - 1768)
- Luigi Campini (1816 - 1890)
- Giacomo da Campli (documenté de 1461 à 1479)
- Giovanni Campovecchio (1754 - 1804)
- Luigi Campovecchio (v .1740 - v. 1804)
- Vincenzo Camuccini (1771 - 1844)
- Giovanni Antonio Canal dit Canaletto (1697 - 1768)
- Fabio Canal ou Canale (1703-1767)
- Giovanni Battista Canal ou Canale (1745 - 1825)
- Giovanni Canavesio, (1450 - ap. 1500)
- Carlo Canella (1800-1879)
- Giuseppe Canella (1788 - 1847)
- Francesco Cangiullo (1884 – 1977)
- Giovanni Angelo Canini (1609 – 1666)
- Pietro Canonica (1869 - 1959)
- Nicola Consoni (1814 - 1884)
- Arduino Cantafora (1945 -…)
- Remigio Cantagallina (1582 ou 1583 – 1656)
- Giovanni Battista Cantalupi (1732 - 1780)
- Simone Cantarini (ou Simone da Pesaro ou encore Il Pasarese) (1612 - 1648)
- Ginevra Cantofoli (1618 - 1672)
- Domenico Maria Canuti (1620 - 1678)
- Alessandro Capalti (1807 - 1868)
- Puccio Capanna (ou Puccio Campana) (XIVe siècle).
- Filippo Caparozzi dit Spagnoletto (… – XVIIe siècle)
- Giovanni Capassini (v. 1510 - v. 1579)
- Giovanni Capassini (v. 1525 - 1579)
- Francesco Capella (dit Daggiù) (1711 - 1784)
- Francesco Capelli (dit Caccianemici) (actif 1568)
- Pietro Capelli (… - 1734)
- Giuseppe Capogrossi (1900 - 1972)
- Gaetano Caponeri (1761 / 1763 - 1833)
- Bartolomeo Caporali (v. 1420 - 1505)
- Antonio Capulongo (ou Antonio Capolongo) v. 1549 - v. 1599)
- Benedetta Cappa surnommée « Beny » (1897 - 1977)
- Agostino Cappelli (1751 - 1831)
- Giovanni Domenico Cappellino (1580 - 1651)
- Maestro della Cappella di San Nicola (ou Maestro di Talentino) - (XIVe siècle)
- Vincenzo Caprile (1856 - 1936)
- Domenico Capriolo (1494 - 1528)
- Ludovico Caracciolo (1761 - 1842)
- Ottorino Caracciolo (1855 - 1880)
- Le Caravage (1573 - 1610)
- Cecco del Caravaggio XVIIe siècle
- Giovanni Bernardo Carbone (1616 - 1683)
- Vittorio Matteo Corcos (1859 - 1933)
- Fernando Carcupino (1922 - 2003)
- Antonio Cardile (1914 - 1986)
- Marco Cardisco (dit Marco Calabrese) (v. 1486 - v.1542)
- Giovan Paolo Cardone ou Giovanni Paolo Cardone (documenté de 1569 - 1586)
- Bartolomeo Carducci, dit Carduccio ou Carducho par corruption de la prononciation espagnole de son nom, (1560–1608)
- Vincenzo Carducci, également appelé en espagnol Vicencio ou Vicente Carducho (1568–1638)
- Conrad Hector Raffaele Carelli (1866 - 1956)
- Achille Carelli (1856 - 1936)
- Consalvo Carelli (1818 - 1900)
- Gabriele Carelli (1820 - 1900)
- Giuseppe Carelli (1858 - 1921)
- Raffaele Carelli (1795 - 1864)
- Felice Carena (1879 - 1966)
- Giovanni Cariani Giovanni Busi dit Cariani (1480 / 1485 - 1547)
- Achille Carillo (1818 - 1880)
- Niccolò Carissa (1730 -…)
- Luca Carlevarijs ou Luca Carlevaris (1663 - 1730)
- Giulio Carlini (1826-1887)
- Giovanni Andrea Carlone dit il Genovese (le Génois) (1639 - 1697)
- Giovanni Battista Carlone (1603 - 1684)
- Giovanni Bernardo Carlone, (1584 - 1631)
- Eugenio Carmi (1920-…)
- Guido Carmignani (1838 - 1909)
- Giovanni Carnovali dit Piccio (« Le petit ») (1804 - 1873)
- Baldassarre de Caro (1689 - 1750)
- Lorenzo de Caro (1719 - 1777)
- Adolfo de Carolis (1874 - 1928)
- Angelo Caroselli  (1585-1653)
- Carlo Caroselli XVIIe siècle
- Paolo Carosone (1941 -…)
- Giovanni Caroto (1488 - 1566)
- Giovanni Francesco Caroto (1480 - 1555)
- Vittore Carpaccio  ou Scarpazza (~ 1460 - ~1526)
- Giovanni Battista Carpanetto (1863 - 1928)
- Aldo Carpi (1886 - 1973)
- Girolamo da Carpi Girolamo Sellari, dit (1501 - 1556)
- Oreste Carpi (1921 - 2008)
- Hugo de Carpi (vers 1486 - 1520 et 1532)
- Domenico Carpinoni (1566 - 1658)
- Marziale Carpinoni (v. 1644 - 1722)
- Giulio Carpioni (1613 - 1679)
- Carlo Carrà, (1881 - 1966)
- Annibale Carracci, en français Annibal Carrache, (1560 - 1609)
- Agostino Carracci (dit aussi Caracci ou Augustin Carrache) (1557 - 1602)
- Francesco Carracci (1595 - 1622)
- Lodovico Carracci ou Ludovico (ou encore Ludovic Carrache et Louis Carrache en français) (1555 - 1619)
- Baldassarre Carrari l'Ancien (XIVe siècle)
- Baldassarre Carrari le Jeune (1460 - 1516)
- Rosalba Giovanna Carriera, (1675 - 1757)
- Viscardo Carton (1867-?)
- Andrea Casali (1705 – 1784)
- Lucia Casalini ou Lucia Casalini Torelli (1677 – 1762)
- Ambrogio Casati (1897 – 1977)
- Andrea Cascella (1919-1990)
- Basilio Cascella (1860-1950)
- Michele Cascella (1892-1989)
- Pietro Cascella (1921 - 2008)
- Tommaso Cascella (1890-1968)
- Giuseppe Casciaro (1861 - 1941)
- Domenico Casella (1856-1925)
- Giuseppe Caselli  (1893 - 1976)
- Jacopo di Casentino ou Iacopo del Casentino (1297 - 1358),
- Giovanni Casini (1689-1748)
- Raffaele Casnedi (1822 - 1892)
- Alessandro Casolani ou Casolano ou Alessandro della Torre (1552 - 1606)
- Ilario Casolano (ou Cristofano Casolano) (1588 - 1661)
- Giovanni Agostino Cassana (v. 1658 - 1720)
- Giovanni Francesco Cassana (1611 - 1691)
- Giovanni Battista Cassana (1668 - 1738)
- Maria Vittoria Cassana (… - 1711)
- Nicolo Cassana ou Nicoletto (1659 - 1714)
- Giovanni Battista Cassevari ou Giovanni Battista Canevari (1789-1876)
- Bruno Cassinari (1912-1992)
- Amos Cassioli, (1832 - 1891)
- Giuseppe Cassioli (1865 – 1942)
- Filippo Costaggini (1839 - 1904)
- Giovanni Battista Castagneto, aussi connu comme João Batista Castagneto, (1851 - 1900)
- Andrea del Castagno (né Andrea de Bartolo de Bargilla) (v. 1419 - 1457)
- Gabriele Castagnola (1828 - 1883)
- Andrea Gastaldi (1826 – 1889)
- Enrico Castellani (1930 - … )
- Annibale Castelli (1570 - 1620)
- Bernardino Castelli (1750 - 1810)
- Giovanni Paolo Castelli dit Spadino (1659 - 1730)
- Bernardo Castello ou Castelli (1557 - 1629)
- Enrico Castello (dit Chin (III) ou Richin ou encore Verdenne), (1890 - 1966)
- Giovanni Battista Castello (il Bergamasco) (le Bergamasque) (1500 ou 1509 - 1569 ou 1579)
- Giovanni Battista Castello (peintre baroque) XVIe siècle
- Giovanni Battista Castello (il Genovese) (1547-1639)
- Valerio Castello (1624 - 1659)
- Maestro di Castelsardo (le maître de Castelsardo) (entre la fin du XVe siècle et le début du XVIe siècle
- Maestro di Castelseprio désigne un maître anonyme italien actif au VIIIe ou IXe siècle
- Francesco Castiglione (1641-1716)
- Giovanni Benedetto Castiglione (1616 - 1670)
- Salvatore Castiglione (1620-1676)
- Antonio Catalano le vieux (1560-1530)
- Antonio Catalano le jeune (1583-1666)
- Vincenzo Catena ou Vincenzo di Biagio ( v. 1470 - 1531)
- Achille Cattaneo (1872-1931)
- Santo Cattaneo (ou Sante Cattaneo ou encore Santino, (1739 - 1819)
- Maurizio Cattelan (1960 -…)
- Maestro della Cattura dernier quart du XIIIe siècle
- Sigismondo Caula (1637 - 1724)
- Giovanni Paolo Cavagna (ou Gian Paolo Cavagna), (1556 - 1627)
- Lodovico Cavaleri (1867 - 1942)
- Ferdinando Cavalleri (1794 - 1865 ou 1867)
- Emanuele Cavalli (1904 - 1981)
- Enrico Cavalli (1849 - 1919)
- Pietro Cavallini (1259 - 1330)
- Bernardo Cavallino (1616 - 1656)
- Mirabello Cavalori (1520 - 1572)
- Antonio Cavallucci (1752 - 1795)
- Gioacchino Cavaro fin du XVe début du XVIIe siècle
- Pietro Cavaro (… - 1537)
- Bartolomeo Cavarozzi appelé aussi Crescenzi ou dei Crescenzi (1559 - 1625)
- Giacomo Cavedone (1577 - 1660)
- Emilio Cavenaghi (1852 - 1876)
- Paolo da Caylina l'Ancien ou Paolo da Brescia(né entre 1420 et 1430 et mort après 1486)
- Paolo da Caylina le Jeune (v. 1485 - v. 1545)
- Luigi Cavenaghi (1844 - 1918)
- Sebastiano Ceccarini (1703 - 1783)
- Naddo Ceccarelli  (actif entre 1330 - 1360)
- Giovanni Battista Cecchini (1804-1879)
- Gregorio di Cecco (ou Gregorio di Cecco da Lucca ou encore Gregorio da Lucca di Cecco) (v. 1390 - ap. 1424)
- Bruno Ceccobelli (1952 - …)
- Eugenio Cecconi (1842-1903)
- Lorenzo Cecconi (1863-1947)
- Niccolò Cecconi (1835-1901)
- Maestro della Santa Cecilia (« Maître de sainte Cécile »), (XIIIe siècle)
- Adriano Cecioni (1836 - 1886)
- Costantino Cedini (1741 - 1811)
- Francesco Celebrano (1729 - 1814)
- Andrea Celesti (1637 - 1706)
- Girolamo Cenatiempo (actif première moitié XVIIIe siècle)
- Quinto Cenni (1845 - 1917)
- Cennino Cennini ou Cennino d'Andrea di Cennini ou Cennino de Colle (v. 1370 - v. 1440)
- Carlo Ceresa (1609 - 1679)
- Michelangelo Cerquozzi (Michelangelo delle battaglie) (1602 - 1660)
- Giacomo Ceruti (1687 - 1767)
- Giovanni Domenico Cerrini (il Cavalier Perugino), (1609 - 1681)
- Felice Cerruti Beauduc (1817 ou 1818 - 1896)
- Giovanni Battista della Cerva (1512 - 1580)
- Matteo Cesa ou Matteo da Cesa v.1425 - ap. 1495)
- Bernardino Cesari (1565 - 1621)
- Cesare Cesariano (1475 - 1543)
- Carlo Cesi parfois Carlo Cesio (1626 - 1686)
- Bartolomeo Cesi (1556 - 1629)
- Pompeo Cesura (début du XVIe siècle - 1571)
- Gigi Chessa (1898-1935)
- Sandro Chia (1946 -…)
- Vincenzo Chialli (1787 - 1840)
- Maestro Espressionista di Santa Chiara  (XIVe siècle)
- Marcantonio Chiarini (1652 - 1730)
- Jacopo Chiavistelli ou Giacomo Chiavistelli, (1621 – 1698)
- Francesco d'Antonio del Chierico (1433 - 1484)
- Pasquale Chiesa (vers 1530-1654)
- Vincenzo Chilone (1758-1839)
- Jacopo Chimenti (dit Jacopo da Empoli ou encore L'Empoli) (1551 - 1640)
- Giuseppe Chiarolanza (1868 - 1920)
- Alfonso Chierici (1816 - 1873)
- Gaetano Chierici (1838 - 1920)
- Edoardo Chiossone (1833 - 1898)
- Giacomo Di Chirico (1844 - 1883)
- Giorgio De Chirico (1888 - 1978)
- Arturo Ciacelli  (1883 - 1966)
- Girolamo Cialdieri (1593 - 1680)
- Giuseppe Ciaranfi (1838-1902)
- Guglielmo Ciardi (1842 - 1917)
- Beppe Ciardi nom de naissance Giuseppe Ciardi (1875 - 1932)
- Emma Ciardi (1879 - 1933)
- Simone Ciburri (… - 1624)
- Olivuccio di Ciccarello (av.1388 - 1439)
- Ferdinando Cicconi (1831 - 1886)
- Giovanni Battista Ciceri (XVIIe et XVIIIe siècles)
- Antonio Cicognara (av. 1480 - ap. 1500)
- Antonio Cifrondi (1656 - 1730)
- Giambettino Cignaroli (1706 - 1770)
- Lodovico Cigoli, Lodovico Cardi, dit Il Cigoli (1559 - 1613)
- Cimabue (1240 - 1302)
- Giovanni Battista Cimaroli, Cimarolo, Cimarollo, Cimeroli, Simarolo, Chimeroli, Cingheroli ou Cignaroli (1687 - 1771)
- Antonio Cimatori dit Il visaccio (v. 1550 - v. 1623)
- Marco Cingolani (1961 - …)
- Giovanni Cinqui (1667 - 1743)
- Antonio Cioci (1732- 1792)
- Giovanni Battista Ciolina (1870-1955)
- Benci di Cione (1337 - 1404)
- Jacopo di Cione v. 1320 / 1330 - v. 1398 / 1400)
- Nardo di Cione (… - 1366)
- Giacomo Francesco Cipper dit « Il Todeschini » (littéralement le petit allemand) (v. 1664 - 1736)
- Giovanni Battista Cipriani (1727 - 1790)
- Eugenio Cisterna (1862 – 1933)
- Maître de Città di Castello (en italien :Maestro di Città di Castello)(début du XIVe siècle)
- Pier Francesco Cittadini ou Pierfrancesco Cittadini (1616 -  1681)
- Francesco Civalli (1660 - 1703)
- Vincenzo Civerchio (Vincenzo Da Crema dit ) ou Il Civerchio (v. 1470 - v. 1544)
- Francesco Clemente (1952 -)
- Maria Giovanna Clementi (1692 - 1761)
- Fabrizio Clerici (1913 - 1993)
- Giulio Clovio Giorgio Giulio Clovio connu également sous le nom de Jure Glović (1498 - 1578)
- Leone Cobelli (v. 1425 - 1500)
- Giovanni Coccapani (1582 - 1649)
- Sigismondo Coccapani (1585 - 1643)
- Francesco Cocchi (1788 - 1865)
- Benedetto Coda (v. 1492 - ap. 1533)
- Niccolò Codazzi (1642 - 1693)
- Viviano Codazzi, (vers 1604 - 1670)
- Francesco da Codogno pseudonyme d'Angelo Zuccotti (1800 — 1843)
- Francesco Coghetti (1801-1875)
- Colantonio né Niccolò Antonio v. 1420 -…)
- Marzio di Colantonio ou di Colantonio Ganassini ou di Cola Antonio (1580 - 1623)
- Filippo Colarossi (1841 - 1906)
- Enrico Coleman (1846 - 1911)
- Francesco Coleman (1851 - 1918)
- Ettore Colla (1896 - 1968)
- Giovanni Colmo (1867 - 1947)
- Angelo Michele Colonna (1604 - 1687)
- Michele Coltellini (1480 - 1542)
- Gio Colucci (ou Géo Colucci) (1892 - 1974)
- Guido Colucci (1877 - 1949)
- Giovanni Simone Comandè XVIe siècle
- Francesco Comandè XVIe siècle
- Andrea Commodi (1560 - 1638)
- Scipione Compagno (vers 1624 - après 1680)
- Giovanni di Benedetto da Como XIVe siècle
- Nicola (ou Niccolo) Contestabili (1759 - 1824)
- Francesco Camuncoli (1745 - 1825)
- Giacomo Conca, (1787 - 1852)
- Giovanni Conca, (v. 1690 - 1771)
- Sebastiano Conca, dit « il Cavaliere » (1680 - 1764)
- Tommaso Conca, (1734 - 1822)
- Pino Concialdi (1946 - 2015)
- Antonio Concioli (1739 - 1820)
- Luigi Conconi (1852 – 1917)
- Mauro Conconi (1815 - 1860)
- Giovanni Contarini (1549 – 1605)
- Cima da Conegliano, né Giovanni Battista Cima (1459 - 1517)
- Antonio Consetti (1686 - 1766)
- Jacopino Consetti (1651 - 1726)
- Jacopo Coppi,  dit Il Meglio ou del Meglio (1546 - 1591)
- Fausto Eliseo Coppini (1870 - 1945)
- Biagio Costantini (XVIIIe siècle)
- Ermenegildo Costantini (1731 - 1791)
- Flavio Costantini (1926 - 2013)
- Placido Costanzi (1702 - 1759)
- Primo Conti (1900 - 1988)
- Donato Paolo Conversi (v. 1697 - ap. 1760)
- Carlo Coppola (act. de 1653 à 1665)
- Egidio Coppola (1852 - 1928)
- Luigi Corbellini (1901 - 1968)
- Sebastiano Corbellini (vers 1650)
- Vittorio Matteo Corcos (1859 - 1933)
- Belisario Corenzio (actif 1558 - 1643)
- Jean-Baptiste Coriolan (1595 - XVIIe siècle)
- Cherubino Cornienti (1816 - 1860)
- Leonardo Corona (1561 - 1605)
- Antonio Corpora, (1909 - 2004)
- Girolamo de'Corradi (Girolamo da Cremona) (v. 1430 - ap. 1483)
- Giambono di Corrado XVe siècle
- Korri Elio Corradini (1912 - 1999)
- Maestro del crocifisso Corsi (en français : « Maître du crucifix Corsi ») (XIVe siècle)
- Domenico Corsini (1774 - 1814)
- Oreste Cortazzo (1836 - 1910)
- Michele Cortegiani (1857 - 1919)
- Pierre de Cortone (en italien :Pietro da Cortona, de son vrai nom Pietro Berrettini) (1596 - 1669)
- Jacopo di Casentino ou Iacopo del Casentino (1297 - 1358),
- Leonardo Corona (1561 - 1605)
- Le Corrège (1489 - 1534)
- Domenico Corvi (1721 - 1803)
- Andrea di Cosimo (Andrea Feltrini) (1478 - 1548)
- Piero di Cosimo (1462 - 1521)
- Francesco del Cossa (v. 1436 - 1477 / 1478)
- Francesco Costa (1672 – 1740)
- Giovan Battista Costa (1697 - 1767)
- Giovanni Costa (dit Nino Costa) (1826 - 1903)
- Ippolito Costa (1506 - 1561)
- Lorenzo Costa (Lorenzo Costa il Vecchio) (1460 - 1535)
- Lorenzo Costa le Jeune, Lorenzo Costa il Giovane (1537 - 1583)
- Oreste Costa (1851 - 1901)
- Virgilio Costantini (1882 - 1949)
- Francesco da Cotignola, ou Zaganelli di Bosio Francesco (v. 1475 - 1532)
- Francesco Cozza (v. 1605 - 1682)
- Liberale Cozza (1768 - 1821)
- Guidoccio Cozzarelli (ou Guidoccio di Giovanni di Marco Cozzarelli) (1450 - env. 1516)
- Giovanni-Battista Crescenzi (1577 - 1635)
- Lorenzo di Credi (v. 1459 - 1537)
- Tranquillo Cremona (1837 - 1878)
- Giovanni Battista Cremonini (v. 1550 - 1610)
- Leonardo Cremonini (1925 - 2010)
- Carlo Antonio Crespi (1712 - 1781)
- Daniele Crespi (1597 - 1630)
- Ferdinando Crespi (1709 - 1754)
- Giuseppe Maria Crespi (Lo Spagnolo) (l'Espagnol) (1665 - 1747)
- Luigi Crespi (1708 - 1799)
- Ortensio Crespi (1578 - 1631)
- Raffaele Crespi (actif 1537 - ???)
- Domenico Cresti ou Crespi, dit le Passignano (1558 / 1560 - 1636)
- Donato Creti (1671 - 1749)
- Roberto Crippa (1921 - 1972)
- Giovanni Angelo Criscuolo (v. 1500 / 1510 - v. 1580)
- Giovanni Filippo Criscuolo (v. 1500 - 1584)
- Mariangiola Criscuolo (1548 - 1630)
- Maestro della Cattura di Cristo (« Maître de l'Arrestation du Christ ») (actif 1280 - 1300)
- Mariotto di Cristofano (1393 - 1457)
- Maestro dei Polittici Crivelleschi (XVe siècle)
- Angelo Maria Crivelli dit Il crivellone (documenté 1703 - 1730)
- Carlo Crivelli (v. 1435 - v. 1495)
- Taddeo Crivelli (1425 - 1479)
- Vittorio Crivelli ou (Vittore Crivelli) (vers 1440 - 1501 ou 1502)
- Baldassare Croce (1558 - 1628)
- Simone dei Crocifissi ou Simone di Filippo Benvenuti ou Simone di Filippo di Benvenuto, (1330 - 1399)
- Maestro della crocifissione di Fiesole (Maître de la crucifixion de Fiesole) XVe siècle
- Maître des Crucifix bleus (première moitié du XIIIe siècle)
- Maître des Crucifix franciscains (XIIIe siècle)
- Maestro della Croce 432 (« Maître du crucifix 432 ») (fin du XIIe siècle )
- Maestro della Croce 434 (« Maître du crucifix 434 ») ( XIIIe siècle
- Enzo Cucchi (1949 -
- Giovanni Battista Cungi (actif 1538 - 1592)
- Francesco Curia (1538 - 1610)
- Francesco Curradi (1570 - 1661)
- Girolamo Curti dit il Dentone (1576 - 1632)

### D
- Pietro D'Achiardi (1879-1940)
- Dadamaino pseudonyme de Eduarda Emilia Maine (1930 - 2004)
- Bernardo Daddi (1290 -… )
- Cosimo Daddi (av. 1575 - 1630)
- Gaetano D’Agostino (1837 - 1914)
- Eduardo Dalbono (1841 - 1915)
- Gaetano D'Alessandro (1952 -…)
- Andrea D'Antoni (1811 - 1868)
- Giuseppe Dallamano (1679 - 1758)
- Lippo Dalmasio ou Filippo Scannabecchi (1360 - 1410)
- Felice Damiani (dit Felice da Gubbio) (actif de 1584 à 1606)
- Bernard Damiano (1926 - 2000)
- Cesare Dandini (1596 - 1657)
- Pier Dandini ou (Pietro Dandini) 1646 - 1712
- Vincenzo Dandini  (1607 - 1675)
- Sergio Dangelo (1932 - 2022)
- Pellegrino da San Daniele dit Martino di Battista ou Martino da Udine, (1467 - 1547)
- Antonio Dardani (1677 - 1735)
- Giuseppe Dardani (1693 - 1753)
- Paolo Dardani (1726 - 1789)
- Pietro Dardani (1727 - 1808)
- Giovanni Andrea Darif (1801 - 1870)
- Pietro-Paolo da Santa Croce (?-avant 1620)
- Tiberio d'Assisi (Tiberio Ranieri di Diotallevi) env. 1470 - 1524
- Giovanni David (1743 - 1790)
- Giambattista De Curtis (1860-1926)
- Luigi Deleidi (1774 ou 1784 - 1853)
- Cesare Dell'Acqua (1821 - 1905)
- Dello di Niccolò Delli (vers 1403 - vers 1466)
- Pietro degli Ingannati (actif 1529 - 1548)
- Andrea de Litio ou Delitio ou encore Delisio v. 1410 - v. 1495), actif dans les Abruzzes entre 1430 et 1480
- Giulio Del Torre ou Giulio del Torre (1856 - 1932)
- Lila De Nobili (1916 - 2002)
- Francesco Del Casino (1944 -… )
- Raffaellino del Colle ou della Colle (1490-1556)
- Domenico del Frate (1765 - 1821)
- Raffaellino del Garbo (vrai nom Raffaellino Capponi), (1466 - 1524)
- Antonio della Corna (XVe et XVIe siècles)
- Angelo Della Mura (1867- 1922)
- Giovanni Demio (c. 1500-1570 ?)
- Francesco Denanto (actif au début du XVIe siècle)
- Giovanni Ambrogio de Predis   (v. 1455 - v. 1508)
- Dello di Niccolò Delli v. 1403 - v. 1470)
- Marco Del Re (1950 -…)
- Lazzaro De Maestri (1840 - 1905)
- Giottino Giotto di Stefano ou Tommaso (ou Maso) di Stefano ou Tommaso Fiorentino (1324 - 1369)
- Gian-Francesco de Maineri ou Francesco Maineri ou encore Gianfrancesco Maineri v. 1460 - 1535)
- Marco Dente (v. 1490 - 1527)
- Fortunato Depero, (1892 - 1960)
- Neroccio di Bartolomeo de' Landi ( 1447 - 1500)
- Luciano De Liberato (1947 -…)
- Egidio De Maulo (1840-1922)
- Filippo De Pisis (1896 - 1956).
- Matteo Desiderato, XVIIIe  et  XIXe siècle.
- Michele Desubleo (Michel Desoubleay en français) ou Michele Fiammingo (Flamand) ou Michele di Giovanni de Sobleau (1602 - 1676)
- Serafino De Tivoli, (1826 - 1892)
- Beppe Devalle  (1940 – 2013)
- Giovanni De Vecchi(1536 - 1614)
- Giuseppe Diamantini (1621 - 1705)
- Benedetto Rusconi (v. 1460 - 1525)
- Maurizio Diana (1939 -… )
- Pietro Diana (1931 -… )
- Giacinto Diano (parfois Diana), (1731 - 1803)
- Francesco Didioni (1839-1895)
- Giuseppe Diotti (1779 - 1846)
- Geremia Discanno (1839-1907)
- Antonio Discovolo (1874–1956)
- Antonio Diziani (1737 - 1797)
- Gaspare Diziani (1689 - 1767)
- Giovanni Do v.1604 - 1656)
- Carlo Dolci, (1616 - 1686)
- Luzio Dolci, ou Dolce ou encore De la Dolce (vers 1516 - 1591)
- Apollonio Domenichini ou Maestro della Fondazione Langmatt, dit Menichini ou il Menichino (1715 - v.1770)
- Maître des Effigies dominicaines (XIVe siècle)
- Mario De Donà (1924 - 2009)
- Donatello (1396 - 1466)
- Alvise Donati ou Luigi ou Ludivico De Donati (v. 1450-1534)
- Enrico Donati (1909 - 2008)
- Mario Donizetti (1932 - … )
- Girolamo Donnini (1681 - 1743)
- Dono Doni (ou Adone Doni) (1505 - 1575)
- Ippolito del Donzello (ou Polito del Donzello) (1456 - 1494)
- Pietro del Donzello (1452 - 1509)
- Piero Dorazio (1927 - 2005)
- Emilio Giuseppe Dossena (1903 - 1987)
- Battista Dossi (ou Battista de Luteri) v. 1490 - 1548)
- Dosso Dossi (Giovanni di Niccolò de Lutero ou Luteri) (1489 - 1542)
- Tommaso Dossi (1678 - 1730)
- Gerardo Dottori (1884 - 1977)
- Gianni Dova (1925 - 1991)
- Giuseppe Drugman (1810-1846)
- Duccio di Buoninsegna (1255 - 1319)
- Virgilio Ducci (1623 - )
- Aimone Duce XVe siècle
- Teodoro Duclère (1816 - 1867)
- Marcello Dudovich (1878 - 1962)
- Antonio Dugoni (1827 - 1874)
- Gian Paolo Dulbecco (1941 -… )
- Domenico Duprà (ou Giorgio Domenico Duprà) (1689-1770)
- Giuseppe Duprà (1703 - 1784)
- Fortunato Duranti (1787 - 1863)
- Luigi Durantini (1791 - 1857)
- Antonio Dusi (1725 - 1776)
- Cosroe Dusi (1808 - 1859)

### E
- Fernando Eandi (1926 - 2018)
- Antonio Elenetti ou Antonio Lenetti (1694 ou 1696 - 1767)
- Oreste Emanuelli (1893 – 1977)
- Raimondo Epifanio (1440 - 1482)
- Giovanni Battista Ercole (1750 - 1811)
- Pietro Ermini (1774 - 1850)
- Agnolo degli Erri v.1440 - 1482)
- Bartolomeo degli Erri, (actif 1447 - 1482)
- Gaetano Esposito (1858 - 1911)
- Baldassare d'Este ou Baldassare Estense (vers 1443 - après 1504)
- Renzo Eusebi (1946 -...)

### F
- Fabio Fabbi (1861 - 1946)
- Agenore Fabbri (1911 - 1998)
- Pietro Fabbri (1671 - 1746)
- Giuseppe Antonio Fabbrini (1748 - après 1795)
- Giacinto Fabbroni (1711 - 1783)
- Antonio da Fabriano (milieu du XVe siècle)
- Gentile da Fabriano (Gentile di Niccolò di Giovanni Massi) (1370 - v. 1427)
- Antonio Maria Fabrizi (1594 - 1649)
- Pietro Facchetti (1535/ 1539 - 1619)
- Pietro Faccini da Bologna (1562? - 1602 ou 1614)
- Bittino da Faenza (ou Bitino) (1357 - 1426/ 1427)
- Ottaviano da Faenza actif au XIVe siècle.
- Riccardo Fainardi (1865 - 1959)
- Pericle Fazzini (1913 - 1987)
- Aniello Falcone (1600 ou 1607 - 1665)
- Giuseppe Fancelli (1763 - 1840)
- Petronio Fancelli (v. 1737 - 1800)
- Pietro Fancelli (1764 - 1850)
- Michele Fanoli (1807 - 1876)
- Piero Fantastichini ou Piero (1949 -...)
- Rodolfo Fantuzzi (1779 - 1832)
- Giacomo Fardella (XVIIe siècle)
- Giacomo Farelli (1629 - 1706)
- Paolo Farinati (Farinato ou Farinato degli Uberti), (1524 - 1606)
- Federico Faruffini (1833 - 1869)
- Gaetano Fasanotti (1831 - 1882)
- Bernardino Fasolo (v. 1489 - v. 1526)
- Giovanni Antonio Fasolo (1530 - 1572)
- Lorenzo Fasolo ou Lorenzo da Pavia (1463 - 1518)
- Giovanni Fattori (1825 - 1908)
- Giuseppe Fattoruso (XVIIe siècle)
- Modesto Faustini (1839 - 1891)
- Giacomo Favretto (1849 - 1887)
- Paolo di Giovanni Fei (1345 - 1411)
- Simone Felice (XVIIe siècle)
- Gianni Felice (1760 - 1823)
- Giulio Cesare Fellini v. 1600 - v.1656)
- Marco Antonio Fellini (… -  1660)
- Morto da Feltre( vers 1480 - 1527)
- Ferraù Fenzoni (1562 - 1645)
- Bernardino Fergioni dit « Lo sbirretto » (1674 - v. 1738)
- Alessandro Fergola (1812 - 1864)
- Luigi Fergola (1768 - 1835)
- Salvatore Fergola (1799 - 1874)
- Arnaldo Ferraguti (1862 - 1925)
- Nunzio Ferraiuoli (1661 - 1735)
- Floriano Ferramola (v. 1478 - 1528)
- Cristoforo da Ferrara (milieu du XIVe  - début du XVe siècle), (parfois désigné sous les noms de Cristoforo da Modena ou Cristoforo da Bologna)
- Stefano da Ferrara XVe siècle
- Vicino da Ferrara est le nom donné à un peintre italien des XVe et XVIe siècles
- Ercole Ferrarese ou Ercole de’ Roberti v.1450 - 1496)
- Ortolano Ferrarese de son vrai nom Giovanni Battista Benvenuti v.1490 - 1525)
- Arturo Ferrari (1861 - 1932)
- Carlo Ferrari (1813 - 1871)
- Defendente Ferrari v. 1490 - v. 1535)
- Gregorio de Ferrari (~1647 - 1726)
- Dino Ferrari (1914 - 2000)
- Gaudenzio Ferrari dit le Milanais ( v. 1471 - 1546),
- Giovanni Andrea de Ferrari (1598 - 1669)
- Giulio Cesare Ferrari (1818 - 1899)
- Orazio de Ferrari, (1606 - 1657)
- Lorenzo de Ferrari (ou Abate De Ferrari) (1680 - 1744)
- Gabriello Ferrantini XVIe  - début du XVIIe siècle)
- Giovanni Domenico Ferretti ou (Giandomenico d’Imola) (1692 - 1768)
- Ciro Ferri (1634 - 1689)
- Roberto Ferri (1978 -…)
- Antonio Ferrigno (1863 - 1940)
- Cesare Ferro Milone (1880 - 1934)
- Elena Tommasi Ferroni (1962 -…)
- Giovanni Tommasi Ferroni (1967 -…)
- Riccardo Tommasi Ferroni (1934 – 2000)
- Domenico Ferrucci  (1619 - après 1669)
- Roberto Ferruzzi (1853 - 1934)
- Domenico Fetti (1589 - 1624)
- Lucrina Fetti (vers 1595 - vers 1673)
- Giovanni Battista Fiammeri v. 1530 - 1606)
- Domenico Fiasella (1589 - 1669)
- Maître de l'Épiphanie de Fiesole XVe siècle
- Orazio Fidani (1610 - ap. 1656)
- Costanzo W. Figlinesi (1912 - 1991)
- Filippo di Antonio Filippelli (1460 - 1506)
- Camillo Filippi  (1500 - 1574)
- Sebastiano Filippi dit Bastianino v. 1536 - 1602)
- Francesco Filippini (1853 - 1895)
- Memmo di Filippuccio (1250 - v. 1325)
- Fillia de son vrai nom Luigi Colombo (1904 - 1936)
- Antonio Filocamo (1669 - 1743)
- Paolo Filocamo (1688 - 1743)
- Leonor Fini (1908 - 1996)
- Francesco del Fiore (… - après 1412)
- Jacobello del Fiore ( v. 1370 - v. 1439)
- Pier Francesco Fiorentino (1444/1445 - après 1497)
- Rosso Fiorentino ou Giovanni Battista di Iacopo (1494 - 1540)
- Stefano Fiorentino (…-…) - (XIVe siècle italien)
- Serge Fiorio (1911-2011)
- Giosetta Fioroni (1932 -…)
- Teresa Fioroni-Voigt (1799-1880)
- Fedele Fischetti (1732 - 1792)
- Salvatore Fiume (1915 - 1997)
- Orlando Flacco (vers 1527/ 1530 - vers 1592/ 1593)
- Antonio Floriani (… - ap. 1568)
- Francesco Floriani (… - ap. 1586)
- Sebastiano Florigerio v. 1500 - ap. 1543)
- Marcello Fogolino (vers 1483/ 1488 - ap.1558)
- Bartolomeo di Tommaso da Foligno (1408-1411) - 1454)
- Sebastiano Folli (1568 -  1621)
- Giovanni Folo  (1764 - 1836)
- Enrico Fonda (1892-1929)
- Lavinia Fontana (1552 - 1614)
- Lucio Fontana (1899 - 1968)
- Antonio Fontanesi (1818 - 1882)
- Voltolino Fontani (1920 - 1976)
- Francesco Fontebasso (1709 - 1759)
- Anastasio Fontebuoni (1571 - 1626)
- Vincenzo Foppa (1429 - 1519)
- Gherardo di Giovanni del Fora ou Gherardo di Giovanni di Miniato, dit del Fora (1445 - 1497)
- Monte di Giovanni del Fora ou Monte di Giovanni di Miniato, dit del Fora (v. 1448 - v. 1533)
- Girolamo Forabosco ou Gerolamo Ferrabosco (1605 – 1679)
- Ansuino da Forlì (? - ?) (XVe siècle)
- Guglielmo da Forlì (Guglielmo degli Organi) (fin du XIVe  - milieu du XVe siècle)
- Isacco da Forlì (ou Isaac ben Ovadia ben David)XVe siècle
- Melozzo de Forlì (1438 - 1494)
- Donato da Formellov. 1550 - v. 1580)
- Carlo Fornara (1871 - 1968)
- Piero Fornasetti (1913 - 1988)
- Luca Forte v. 1610 - 1670)
- Ettore Forti
- Fermo Forti (1839 - 1911)
- Maître de Fossa (en italien : Maestro di Fossa) XIVe siècle
- Francesco Foschi (1710 - 1780)
- Pier Francesco Foschi (1502 - 1567)
- Fra Carnevale (Bartolomeo Corradini) (…- 1484)
- Cesare Fracanzano (1604 - 1651)
- Cesare Fracassini (1838 - 1868)
- Pietro Fragiacomo (1856 - 1922)
- Piero della Francesca (1420 - 1492)
- Giacomo Franceschini (1672 - 1745)
- Marcantonio Franceschini (1648 - 1729)
- Vincenzo Franceschini (1680 - vers 1750)
- Vincenzo Franceschini (1812 - 1885)
- Beniamino De Francesco (1815 - 1869)
- Cenni di Francesco (Cenni di Francesco di ser Cenni) (… - v. 1415)
- Giovanni di Francesco (1412 - 1459)
- Alessandro Franchi (1838 - 1913)
- Antonio Franchi dit Il Lucchese (1638 - 1709)
- Lorenzo Franchi (vers 1565 - 1632)
- Rossello di Jacopo Franchi (env. 1377 - env. 1456)
- Francesco Francia (Francesco di Marco di Giacomo Raibolini ou Francesco de Bologne ou Francesco Francia Bolognese), lat. Franciscus Bononiensis, (1450 - 1517)
- Giovanni da Francia (Giovanni Francese, Jean Charlier) XVe siècle
- Giulio Francia ou Giulio Raibolini (1487 - 1540)
- Franciabigio, Francesco di Cristofano ou Marcantonio Franciabigio ou encore Francia Bigio, (1482 - 1525)
- Battista Franco ou Battista Franco Veneziano né Giovanni Battista Franco connu aussi sous le nom Il Semolei (av. 1510 - 1561)
- Innocenzo Francucci  ( v. 1494 - v. 1550)
- Alfonso Frangipane (1881 - 1970)
- Niccolò Frangipane (actif 1565 – 1597)
- Ettore Roesler Franz (1845 - 1907)
- Giovanna Fratellini, née Giovanna Marmocchini Cortesi, (1666 - 18 avril 1731
- Lorenzo Fratellini ou Lorenzo Maria Fratellini, (1690 - 1729)
- Domenico Maria Fratta (1696 - 1763)
- Bartolo di Fredi (ou Manfredi De Battilori) (1330 - 1410)
- Orazio Frezza (…-…) - XVIIe siècle
- Maso da San Friano ou Maso di San Friano (1536 - 1571)
- Carlo Frigerio (1763 - 1800)
- Luigi Frisoni (1760-1811)
- Giovanni Battista Frulli (1765 - 1837)
- Bartolomeo di Fruosino (1366 ou 1369 - 1441)
- Giorgio Fuentes (1756 - 1821)
- Giovanni Fulco (1615 - 1680)
- Gian Antonio Fumiani (1645 - 1710)
- Achille Funi (1890 - 1972)
- Francesco Furini v. 1600 (ou 1603) – 1646)

### G
- Anton Domenico Gabbiani (1652 – 1726)
- Onofrio Gabrieli (1619 - 1706)
- Camillo Gabrielli (actif vers 1650)
- Gaspare Gabrielli (1770 - 1828)
- Agnolo Gaddi (1350 - 1396)
- Taddeo Gaddi (ou Gadda) (vers 1300 - 1366)
- Bernardino Gagliardi (1609 – 1660)
- Pietro Gagliardi (1809 - 1890)
- Emma Gaggiotti-Richards (1825 - 1912)
- Filippo Gagliardi (avant 1610 - 1659)
- Paolo Gaidano (1861 - 1916)
- Adriano Gajoni (1913 - 1965)
- Sebastiano Galeotti (1675 - 1741)
- Giovanni Battista Galestruzzi (1618 - 1677)
- Fra Galgario ou Fra'Galgario, vrai nom Giuseppe Vittore Ghislandi), ou encore Fra Vittore del Galgario (1655-1743)
- Fede Galizia ou Fede Gallizi (1578 - 1630)
- Pia Galise (1891 - 1959)
- Nunzio Galizia (vers 1540 - après 1610)
- Filippo Maria Galletti (1636 - 1714)
- Ferdinando Galli da Bibiena 1657 - 1743)
- Lodovico Gallina (1752 - 1787)
- Salvatore Gallo (1928 - 1996)
- Pietro Galter (1840 - 1901)
- Enrico Gamba (1831 - 1883)
- Paolo Gamba (1712 - 1782)
- Lattanzio Gambara v.1530 - 1572)
- Crescenzio Gambarelli (actif entre 1591 et 1622)
- Giuseppe Gambarini (ou Gioseffo Gambarini) (1680 - 1725)
- Giuseppe Gambarini (1902 - 1990)
- Giacomo Gandi  (1846 - 1932)
- Giorgio Gandini del Grano (vers 1490 - 1538)
- Antonio Gandino (1560 - 1631)
- Clementina Gandolfi (1795 - 1848)
- Francesco Gandolfi (1824 - 1873)
- Gaetano Gandolfi (1734 - 1802)
- Giovanni Battista Gandolfi (1762 -…)
- Ubaldo Gandolfi (1728 - 1781)
- Mauro Gandolfi (1764 - 1834)
- Antonino Gandolfo (1841-1910)
- Giuseppe Gandolfo (1792 - 1855)
- Giuseppe Salerno dit Lo Zoppo di Gangi (1588 – 1630)
- Salvatore Garau (1953 -...)
- Raffaellino del Garbo ou encore Raffaele dei Carli (vrai nom : Raffaellino Capponi) (1466 - 1524)
- Maestro dell'Annunciazione Gardner (fin XVe début XVIe siècle)
- Gaetano Gariboldi (1815-1857)
- Luigi Garzi (appelé aussi Ludovico Garzi) (1638-1731)
- Mario Garzi (deuxième moitié XVIIe - début XVIIIe siècle)
- Giovanna Garzoni (1600 - 1670)
- Giovanni Gasparro (1983-)
- Bartolomeo della Gatta ou Don Bartolomeo Abbate di S. Clemente né Pietro di Antonio Dei (1448 - 1502)
- Bernardino Gatti (dit il Sojaro) (1495 ou 1496 - 22 février 1576)
- Gervasio Gatti (v. 1550 - v. 1631)
- Saturnino Gatti (v. 1463 – v. 1518)
- Ladislao de Gauss (1901 – 1970)
- Giuseppe Gauteri (1805 – 1878)
- Tommaso Gazzarrini (1790 - 1853)
- Romano Gazzera (1906 - 1985)
- Girolamo Genga (~1476 - 1551)
- Bartolomeo Gennari (1594 - 1661)
- Benedetto Gennari le Jeune (1633 - 1715)
- Benedetto Gennari ou Benedetto Gennari Seniore (… - 1610)
- Cesare Gennari (1637 - 1688)
- Ercole Gennari (1597 - 1661)
- Aldo Gentilini (1911 - 1982)
- Franco Gentilini (1909 - 1981)
- Artemisia Gentileschi (1593 - 1652)
- Orazio Lomi Gentileschi, (1565 - 1647)
- Bigio Gerardenghi (1876-1957)
- Lorenzo di Niccolò Gerini ou Lorenzo di Niccolò (1376 - 1440)
- Niccolò di Pietro Gerini v. 1368 - v. 1415)
- Battista di Gerio ou encore Battista da Pisa (v. 1350 - v. 1420)
- Francesco Gessi (1588 - 1649)
- Giuseppe Ghedini (1707 - 1791)
- Antonio Gherardi (1638 - 1702)
- Cristoforo Gherardi (1508 - 1556)
- Giuseppe Gherardi (1756 - 1828)
- Alessandro Gherardini (1655 – 1726)
- Giovanni Battista Gherardini (peintre) (1655 - 1723)
- Stefano Gherardini (v. 1696 - v. 1756)
- Tommaso Gherardini (1715 - 1797)
- Biagio di Goro Ghezzi (documenté 1345 - 1384)
- Giuseppe Ghezzi (1634 - 1721)
- Pier Leone Ghezzi (1674 - 1755)
- Sebastiano Ghezzi (1580 - 1645)
- Teodoro Ghezzi (1806 - 1881)
- Silvan Gastone Ghigi dit Silvan (1928 - 1973)
- Teodoro Ghigi ou Teodoro Mantuano ou Teodoro Ghisi, (1536 - 1601)
- Oscar Ghiglia (peintre) (1876 - 1945)
- Domenico Ghirlandaio (1449 - 1494)
- Ridolfo del Ghirlandaio (1483 - 1561)
- Diana Scultori Ghisi ou Diana Mantovana ou encore Diana Mantuana, (1547 - 1612)
- Giorgio Ghisi (ou Giorgio Mantuano), (1520 - 5 décembre 1582
- Giovanni Ghisolfi (1623 - 1683)
- Fermo Ghisoni da Caravaggio ou (Fermo Ghisoni ou encore Fermo da Caravaggio) (1505 - 1575)
- Francescuccio Ghissi (1359 - 1395)
- Giacomo Giacopelli (1808 - 1893)
- Michele Giambono (ou Michele di Taddeo, Giambono, Zambone, Zambono, Bono, ou encore Michele Giovanni Boniv. 1400 - v. 1462)
- Giampietrino  (Giovan Pietro Rizzoli écrit Ricci ou Rizzi) actif entre (1508 - 1549)
- Anselmo Gianfanti (1857 - 1903)
- Ruggero Giangiacomi (1930 - 2006)
- Enrico Giannelli (1854-1945)
- Corrado Giaquinto (1703 - 1765)
- Vilmo Gibello (1916 - 2013)
- Gaetano Gigante (1770 - 1840)
- Giacinto Gigante (1806 - 1876)
- Massarello di Giglio (documenté 1291 - 1339)
- Eugenio Gignous (1850 - 1906)
- Lorenzo Gignous (1862 - 1958)
- Pier Celestino Gilardi (1837 - 1905)
- Giacinto Gimignani (1606 – 1681)
- Caterina Ginnasi (1590 - 1660)
- Raffaele Gioia (1757 – 1805)
- Edoardo Gioja (1862 - 1937)
- Niccolò Giolfino (1476 - 1555)
- Antonio Gionima (1697 - 1732)
- Edoardo Giordano dit « Buchicco » (1904 - 1974)
- Luca Giordano (1634 - 1705)
- Francesco di Giorgio Martini (1439 - 1502)
- Giorgione Giorgio Barbarelli ou Zorzi da Vedelago ou da Castelfranco (c. 1477 - 1510)
- Giotto (1267 - 1337)
- Matteo Giovannetti v.1322 - 1368)
- Andrea di Giovanni dit Andrea da Murano ( actif de 1462 - 1507)
- Bartolomeo di Giovanni ou Bartolommeo di Giovanni et même Alunno di Domenico(actif 1480 - 1501).
- Benvenuto di Giovanni (ou Benvenuto di Giovanni di Meo del Guasta) (1436 - 1509/ 1517)
- Giovanni Mannozzi dit Giovanni da San Giovanni (1592 - 1636)
- Girolamo di Giovanni (documenté de 1449 à 1473)
- Matteo di Giovanni ou Matteo da Siena ou encore Matteo di Giovanni di Bartolo (v. 1430 - 1495)
- Scolaio di Giovanni dit Maestro di Borgo alla Collina (1370 - 1434)
- Giovanni da San Giovanni (Giovanni Mannozzi) (1592 – 1636)
- Guglielmo Giraldi, (Guglielmo Giraldi del Magri ou del Magro) v. 1445 - v. 1490)
- Cesare Giri dit César Giris (1877 - 1941)
- Gerolamo Giovenone v. 1490 - 1555)
- Ugolino di Gisberto ou Ugolino di Gisberto da Foligno, actif 1479 - 1499)
- Andrea di Giusto Manzini (vers 1400 - 1450 ou 1451)
- Francesco Gnecchi (1847 - 1919)
- Domenico Gnoli (1933 - 1970)
- Gianfranco Goberti (1939-)
- Emilio Gola (1851 - 1923)
- Tita Gori (1870 - 1941)
- Michele Gordigiani (1835 - 1909)
- Giulio Gorra (1832 - 1884)
- Antiveduto Grammatica ou della Grammatica ou Gramatica (1571 - 1626)
- Francesco Granacci (1469 - 1543)
- Ercole Grandi ou Ercole da Ferrara v.1463 - v.1525)
- Giuseppe Grandi (1843 - 1894)
- Giovanni Michele Graneri (1708 - 1762)
- Nicola Grassi (ou Nicolò Grassi) (1682-1748)
- Giovannino de' Grassi (1350 - 1398)
- Salomone de' Grassi (v. 1370 - v. 1430)
- Ercole Graziani l'Aîné (1651 - 1726)
- Ercole Graziani le Jeune (1688 – 1765)
- Francesco Graziani (XVIIe siècle)
- Guido di Graziano (documenté 1278 - 1362)
- Gennaro Greco dit « Il Mascacotta  » (1663 - 1714)
- Gino Gregori (1906 - 1973)
- Franco Grignani (1908 - 1999)
- Michelangelo Grigoletti (1801 - 1870)
- Alessandro Grimaldi (actif 1630-1663)
- Giovanni Francesco Grimaldi (dit Il Bolognese) (1606 - 1680)
- Giuseppe Grisoni (Giuseppe Pierre Joseph Grisoni) ou Grifoni ou encore Grison (1699 - 1769)
- Giovanni Antonio de Grott (1664 - 1712)
- Marco Gozzi (vers 1759 - 1839)
- Benozzo Gozzoli (Benozzo di Lese) v. 1420/ 1424 - 1497)
- Anacleto Guadagnini (1832 - 1919)
- Nicola da Guardiagrele patronyme de Nicola Gallucci ou encore Nicola di Andrea di Pasquale (v. 1385 - v. 1462)
- Luigi Guardigli (1923 - 2008)
- Alessandro Guardassoni (1819 - 1888)
- Maestro dei fiori guardeschi (Maître des fleurs Guardi) (actif 1730 - 1760)
- Domenico Guardi  (1678 - 1716)
- Francesco Guardi (1712 - 1793)
- Giacomo Guardi (1764 - 1835)
- Gianantonio Guardi (1699 - 1761)
- Pietro Guarienti, (v. 1700 - 1765)
- Francesco Guarino (1611 - 1651 ou 1654)
- Giovanni Guarlotti (1869 - 1954)
- Mello da Gubbio, (actif 1330 - 1360)
- Maestro Guccio (… - 1409)
- Piero Guccione (1935 - 2018)
- Giovan Francesco Barbieri Guercino, dit Guercino ou le Guerchin, (1591 - 1666)
- Camillo Guerra (1797-1874
- Giovanni Guerra (ou Giovanni di Guerra) (1544 - 1618)
- Giovanni Francesco Guerrieri (1589 - 1657)
- Arcangelo Guglielmelli (1648  - 1723)
- Gregorio Guglielmi (1714 – 1773)
- Mastro Guglielmo (« Maître Guglielmo ») (début XIIe siècle
- Virgilio Guidi (1891 - 1984)
- Palmerino di Guido première moitié XIVe siècle
- Paolo Guidotti parfois appelé il Borghese (1559-1629)
- Deodato Guinaccia dit (Deodato Napolitano) v. 1510 - 1585.
- Giusto Fiammingo (actif vers 1615-1625)
- Rosina Mantovani Gutti (1851 - 1943)
- Renato Guttuso (1911 - 1987)
- Maestro della Crocifissione Grigg (pseudonyme attribué à Giovanni di Francesco Toscani) (vers 1372 - 2 mai 1430)
- Fermo Guisoni (vers 1510 - vers 1580)
- Giuseppe Guizzardi (1779 - 1861)
- Giuseppe Guzzardi (1845 - 1914)

### H
- Antonio Maria Haffner (1654–1704)
- Enrico Haffner (1640–1702)
- Francesco Hayez (1791 - 1882)
- Ignazio Hugford ou Ignatius Heckford (1703 - 1778)

### I
- Sinibaldo Ibi (ou même Sinibaldi) (v. 1475 - v. 1550)
- Ugolino di Prete Ilario (?? - 1404)
- Anovelo da Imbonate (actif1395-1402)
- Innocenzo da Imola (Innocenzo di Pietro Francucci da Imola) (v.1494 - v.1550)
- Pietro Venale da Imola ou Pietro di Giovenale Mongardini dit Pietro da Imola ou Pietro Venale XVIe siècle
- Francesco Imparato (v. 1520 - 1570)
- Girolamo Imparato (v. 1550 - 1621)
- Maître des Vitae Imperatorum (nom donné par Pietro Toesca en 1912 à l'auteur anonyme des miniatures qui illustrent une traduction italienne des Vitae imperatorum de Suétone, datée de 1431).
- Bernardino India (1528 - 1590)
- Domenico Induno (1815 - 1878)
- Gerolamo Induno (1825 - 1890)
- Pietro degli Ingannati (act. 1529 - 1548)
- Paolo Intini (1921 - 2014)
- Vincenzo Irolli (1860 - 1949)
- Maestro di Badia a Isola XIIIe siècle
- Giovannello da Itala (1504 - 1531)
- Giacomino da Ivrea v.1400-1469)

### J
- Francesco Jacovacci (1838 - 1908)
- Jacone ou Jiacomo di Giovanni (1495 - 1554)
- Pseudo Jacopino ou Jacopino di Francesco Bavosi, (v. 1320 - 1383)
- Meliore di Jacopo, ou simplement Meliore, XIIIe siècle
- Rinaldo Jacovetti ou Rinaldo da Calvi (v. 1470 - 1528)
- Pancrazio Jacovetti da Calvi (actif 1445 - 1516)
- Giacomo Jaquerio (v. 1375-1453)
- Giuseppe Jarmorini ou Giuseppe Armorini (1732 - 1816)
- Maestro della tela jeans ou Maestro della tela di Genova (Maître de la toile jeans) - XVIIe siècle
- Antonio Joli (1700 - 1777)
- Giovanni Andrea Jannelli (1660 - ?)
- Filippo Jannelli (1621 - 1696)
- Beniamino Joppolo (1906 - 1963)

### K
- Živa Kraus (née en 1948)

### L
- Carlo Labruzzi (1748 - 1817)
- Ludovico Lana ou Lodovico Lana v.1597 - 1646)
- Polidoro da Lanciano  parfois Polidoro de’ Renzi ; Polidoro ; Polidoro Lanzani ; Polidoro Veneziano (1510/1515-1565)
- Neroccio di Landi ou Neroccio di Bartolomeo de' Landi (1447 - 1500)
- Gaspare Landi (1756 - 1830)
- Andrea Landini (1847 – 1935)
- Pompeo Landulfo ( v. 1515 - 1590)
- Giovanni Lanfranco (1582 - 1647)
- Alessandro Lanfredini (1826-1900)
- Giovan Battista Langetti (ou Giambattista Langetti) (1625- 1676)
- Bernardino Lanino (1512 - 1583)
- Luigi Lanza (1860-1913)
- Bernardino Lanzani (v. 1460 - v. 1530)
- Niccolò Lapiccola (1730 - 1790)
- Gaetano Lapis (1704 - 1773)
- Giovann'Antonio Lappoli (1492 - 1552)
- Giovanni Laurentini dit Arrigoni v. 1550 - 1633)
- Tommaso Laureti (dit Tommaso Laureti Siciliano) v.1530 - 1602)
- Filippo Lauri (1623 - 1694)
- Attilio Lauricella (1953 -...)
- Giovanni Lavezzari (1817-1881)
- Elisabetta Lazzarini (1662 - 1729)
- Giovanni Andrea Lazzarini ou Giannandrea Lazzarini, (1710 - 1801)
- Gregorio Lazzarini (1655 - 1730)
- Rico Lebrun (Rico Frederico Lebrun) (1900-1966)
- Maître de Lecceto, maître anonyme, actif au XVe siècle
- Premier Maître de Lecceto, maître anonyme, actif au XVe siècle
- Matteo da Leccio, (né Matteo Perez d'Aleccio dit Matteo d'Aleccio) 1547 - 1616.
- Ernesta Legnani ou encore Ernesta Legnani - Bisi (1788 - 1859)
- Stefano Maria Legnani dit le Legnanino (1661 - 1713)
- Ercole Lelli (1702 - 1766)
- Achille Leonardi ( v. 1800 - 1870)
- Giovanni Leonardi (1876 - 1957)
- Giovanni Battista Lenardi ( v. 1656 - 1704)
- Lorenzo Leonbruno (1489 - 1537)
- Andrea di Leone (1596 - 1675)
- Antonio Leonelli ou Antonio Leonelli da Crevalcore v. 1438/ 1441 - 1515/ 1525)
- Ottavio Leoni (ou Leoni de Marsari dit il Padovanino) 1578 - 1630)
- Nestore Leoni (1862 - 1940).
- Stanislao Lepri (1905 - 1980)
- Antonio Leto (1844-1913)
- Bartolomeo Letterini  (ou Litterini) (1669 - ap. 1731)
- Giuseppe Levati (1739-1828)
- Ernesto Levorati (XIXe siècle)
- Moses Levy (1885 - 1968)
- Gennesio Liberale ou Gensio (deuxième moitié du XVIe siècle)
- Pietro Liberi ou Pietro Libertino Liberi (1605 - 1687)
- Francesco dai Libri (1450 - 1503/ 1506)
- Girolamo dai Libri v.1474/ 1475 - 1555)
- Osvaldo Licini (1894-1958)
- Arrigo Licinio (av. 1512 - v. 1551)
- Bernardino Licinio v. 1489 - 1565)
- Fabio Licinio (1521 - 8 novembre 1605)
- Gian Antonio Licinio le jeune Sacchiense v. 1515 - 1576)
- Giulio Licinio Il romano v. 1527 - ap. 1584 ou 1591)
- Ventura Ligli (Lirios) XVIIe siècle
- Pirro Ligorio (~1510 - 1583)
- Bartolomeo Ligozzi (1620 - 1695)
- Jacopo Ligozzi (1550 - 1627)
- Andrea Lilio ou Lilli dit l'Anconitano (1555/ 1570 - après 1639)
- Umberto Lilloni (1898 - 1980)
- Lodovico Lipparini (1802 - 1856)
- Filippino Lippi (1457 - 1504)
- Fra Filippo Lippi (1406 - 1469)
- Lorenzo Lippi (1606 - 1665)
- Antonio Liverani (1795 - 1878)
- Romolo Liverani  Romolo Achille Liverani (1809 - 1872)
- Carlo Lodi (1701 - 1765)
- Giovanni Agostino da Lodi (1470 - v. 1519)
- Giovanni Paolo Lomazzo  1538 - 1592)
- Luigi Lombardi (1853 - 1895)
- Bice Lombardini XIXe siècle
- Aurelio Lomi (1556 - 1622)
- Robert de Longe (dit Il Fiammingo), (1646 - 1709)
- Alessandro Longhi (ou Messio Longhi) (1733-1813)
- Barbara Longhi (1552 – 1638)
- Francesco Longhi (1544 - 1618)
- Luca Longhi (1507 – 1580)
- Emilio Longoni (1859-1932)
- Gaspare Lopez (1677 - 1732)
- Ambrogio Lorenzetti (vers 1290 - 1348)
- Pietro Lorenzetti ou Pietro Laurati v. 1280 - 1348)
- Ugolino Lorenzetti est le nom donné par Bernard Berenson à un peintre italien gothique de l'école siennoise du XIVe siècle
- Bicci di Lorenzo (1373 - 1452)
- Fiorenzo di Lorenzo (1440 - 1525)
- Zacchia Lorenzo il Giovane ou Zacchia di lucca Lorenzo il giovane (1524 - ap.1587)
- Pietro Antonio Lorenzoni (1721 – 1782)
- Carlo Portelli da Loro également appelé Porteolli ou Carlo di Galeotto Partelli da Loro (vers 1508 - 1574)
- Jacopo Loschi ( v. 1425 - v. 1504)
- Bernardino Loschi (1489 - 1540)
- Lorenzo Lotto (1480 - 1556)
- Matteo Loves (actif de 1625 - 1662)
- Giuseppe Antonio Luchi (1709 - 1774)
- Ignazio Lucibello (1904 – 1970)
- Albano Lugli (1834 - 1914)
- Bernardino de Scapis dit Bernardino Luini v.1481 - 1532)
- Zoppo di Lungano vrai nom : Gian-Battista Discepoli (1590 - 1660)
- Alessandro Lupo (1876 - 1953)
- Marco Lusini (1936 - 1989)
- Benedetto Luti (1666 - 1724)
- Tammar Luxoro (1825 - 1899)

### M
- Angelo Maccagnino ou Angelo di Pietro da Siena (… - 1495)
- Cesare Maccari (1840 - 1919)
- Mino Maccari (1898 - 1989)
- Girolamo Macchietti (1535 / 1541 - 1592)
- Giuseppe Macinata (1807 - 1874)
- Gian Battista Macolino XVIIe siècle
- Mario Mafai ( 1902 - 1965)
- Francesco Maffei (v. 1605 - 1660)
- Alessandro Maganza (av. 1556 – 1632)
- Giovanni Battista Maganza (pseudonyme : Magagnò) (vers 1513 - 1586)
- Cesare Maggi (1881-1961)
- Carlo Magini (1720 - 1806)
- Carla Maria Maggi (1913 - 2004)
- Domenico Maggiotto, (1713 - 1794)
- Francesco Maggiotto, (1750 - 1805)
- Giovanni Andrea de Magistris (documenté depuis 1519 – après 1573)
- Simone de Magistris (env. 1538 – 1611)
- Alessandro Magnasco, dit Il Lissandrino (1667 - 1749)
- Alberto Magnelli (1888 - 1971)
- Cesare Magni ou Magno (vers 1495 - 1534)
- Maître de Pratovecchio dit Jacopo di Antonio (1427 - 1460)
- Maître de 1333 (deuxième quart du XIVe siècle)[1]
- Adeodato Malatesta (1806 – 1891)
- Leonardo di Francesco di Lazzaro Malatesta (v. 1483 - ap. 1518)
- Coriolano Malagavazzo (1543 - 1599)
- Matilde Malenchini (1779 - 1858)
- Andrea Malinconico (1624 - 1698)
- Nicola Malinconico (v. 1663 - 1721)
- Vincenzo Malo (v. 1605 - v.1650)
- Pietro Malombra (1556 - 1618)
- Domenico Malpiedi (1570/1575 - ap. 1615)
- Bonaria Manca (1925 - 2020)
- Giuseppe Mancinelli (1813 - 1879)
- Antonio Mancini (1852 - 1930)
- Carlo Mancini (1829-1910)
- Francesco Mancini (peintre) (1679 - 1758).
- Francesco Mancini (peintre 1830-1905) (1830 - 1905)
- Vincenzo Manenti (aussi Vincenzio Manenti) (vers 1600 - 1674)
- Domenico Manetti (1609 - 1663)
- Rutilio Manetti (1571 - 1639)
- Alberto Manfredi (1930 - 2001)
- Giovanni di Niccolò Mansueti (documenté de 1485 à 1526 / 1527).
- Maestro del Castello della Manta (maître anonyme du XVe siècle auteur des fresques de la salle baronniale du château de Manta), près de Saluces.
- Maestro della Santa Cecilia (« Maître de sainte Cécile »), peintre italien anonyme du XIIIe siècle act. entre 1290 et 1348
- Maestro Esiguo , Nativité du XVe siècle au Musée des beaux-arts de Rouen[2]
- Maître de la Madeleine (en italien : Maestro della Maddalena) peintre italien anonyme XIIIe siècle
- Maître de Santa Maria Primerana (en italien, Maestro di Santa Maria Primerana, ou Maestro della Madonna di Santa Maria Primerana), actif entre 1240 et 1270.
- Maître des Missels della Rovere (actif 1467 - 1500)
- Maître de San Torpè (en italien : Maestro di San Torpè) est un peintre anonyme, actif de 1290 à 1320 environ
- Sebastiano Mainardi ou Bastiano (1460 – 1513)
- Carlo Mancini (1829 - 1910)
- Francesco Mancini (dit « Lord ») (1830 - 1905)
- Ada Mangilli (1863-?)
- Leonardo de Mango (1843 - 1930)
- Francesco Manno (1752-1831), peintre et architecte italien
- Vincenzo Mannozzi (1600 - 1658)
- Andrea Mantegna (v. 1431 – 1506)
- Francesco Mantegna (peut - être Francesco di Mantovana) (Mantoue, (v. 1470 - après 1517)
- Lodovico Mantegna (ou Ludovico Mantegna) (Mantoue, v. 1460 / 1470 - 1510)
- Alessandro Mantovani (1814 - 1892)
- Rinaldo Mantovano ou Il Mantovano (en français Le Mantouan), actif de (1527 à 1539)
- Giovanni Battista Mantuano ou Giovanni Battista Sculptore, (1503 -  1575)
- Giovanni Manzolini (1700 - 1755)
- Ignacio Manzoni (1797 - 1884)
- Piero Manzoni (1933 - 1963)
- Carlo Marangio (1936 - …)
- Carlo Maratta ou Carlo Maratti (1625 - 1713)
- Giovanni Battista della Marca (1532 ou entre 1535 et 1540 - 1587 ou 23 juillet 1592)
- Girolamo Marchesi  (vers 1471 - 1550)
- Giuseppe Marchesi (1699 - 1771)
- Alessandro Marchesini (1664 – 1738)
- Giuseppe Filippo Liberati Marchi (1735 - 1808)
- Elisabetta Marchioni fin du XVIIe  et au début du  XVIIIe siècle
- Domenico Marchiori (1828-1905)
- Alessio de Marchis ou il Marchis (1684 - 1752)
- Giovanni Battista Marcola (v. 1711 - v. 1780) ou (1704 - 1776)
- Marco Marcola parfois Marco Marcuola (1740 - 1793)
- Rocco Marconi (av. 1490 - 1529)
- Coppo di Marcovaldo (1225 - 1276)
- Luigi Marengo  (1928 - 2010)
- Margarito ou Margaritone Aretino (v. 1220 - 1290)
- Giovanni Marghinotti (1798-1865)
- Francesco di Maria (1623 - 1690)
- Nicola De Maria (1954 -…)
- Cesare Mariani (1836 - 1901)
- Pompeo Mariani (1857 - 1927)
- Angelo di Cosimo di Mariano ou Angelo di Cosimo ou Agnolo di Cosimo dit Bronzino (1503-1572)
- Pellegrino di Mariano (1425 - 1495)
- Jacopo Marieschi (Giacomo Marieschi) (1711 - 1794)
- Michele Marieschi (1710 - 1743)
- Vincenzo Marinelli (1820 - 1892)
- Antonio Marini (peintre) (1788 - 1861)
- Bernardino di Mariotto ou Bernardino di Mariotto dello Stagno (v.1475 - v.1566)
- Domenico Maroli (1612 - 1676)
- Pietro Marone (1548 - 1603)
- Giovanni Marracci (1637 - 1704)
- Ippolito Marracci (ap. 1637 -…)
- Maestro di Marradi (actif 1498 - 1513)
- Giovanni Battista Marmi (1659 - 1686)
- Francesco Marmitta (vers 1472 / 1474 - 1505)
- Onofrio Martinelli (1900 - 1966)
- Vincenzo Martinelli (1737-1807)
- Francesco di Giorgio Martini (1439 - 1502)
- Alberto Martini, Alberto Giacomo Spiridione Martini (1876 - 1954)
- Gaetano de Martini (1840 - 1917)
- Giovanni Martini (v. 1470/1475 - 1535)
- Quinto Martini (1908-1990)
- Simone Martini (1284 - 1344)
- Tommaso Martini (1688 - 1755)
- Gioacchino Martorana (1736 - 1779)
- Giuseppe Marullo (mort en 1685)
- Guido Marussig (1885-1972)
- Pietro Marzorati (1829-1895)
- Guido Marzulli (1943 -…)
- Masaccio (1401 - 1428)
- Donato Mascagni ou Donato Arsenio Mascagni (1579 – 1637)
- Lucio Massari (1569 - 1633)
- Antonio del Massaro da Viterbo (ou Pastura) v. 1450 - av. 1516)
- Angelo Massarotti (1653 - 1723)
- Michele Mastellari
- Umberto Mastroianni(1910 - 1998)
- Giuseppe Mastroleo (1676 - 1744)
- Agostino Masucci (v. 1691 – 1758)
- Edoardo Matania (1847 - 1929)
- Fortunino Matania (1881 - 1963)
- Maestro della Natività di Castello (milieu du XVe siècle
- Maître de l'Annonce aux bergers (actif 1630 - 1650)
- Maître de Santa Barbara a Matera XVe siècle
- Luca di Paolo da Matelica (entre 1435 et 1441 - 1491)
- Pasquale Mattei (1813 - 1879)
- Teodoro Matteini (1753 - 1831)
- Michele di Matteo (act. 1410 - 1469)[3]
- Carlo Mattioli (1911 - 1994)
- Gaspare Mattioli (1806 - 1843)
- Ludovico Mattioli (1662 - 1747)
- Giovanni Mazone (v. 1433 - 1511)
- Tommaso del Mazza, également connu comme le maître de Santa Verdiana, (actif 1377-1392)
- Salvatore Mazza (1819-1886)
- Vincenzo Mazza (actif 1748 - 1790)
- Ludovico Mazzanti (1686 - 1775)
- Pietro di Giovanni Mazzaforte (actif 1404 - 1463)
- Agnolo et Donnino del Mazziere (actifs 1466–1513)
- Sebastiano Mazzoni (v. 1611 - 1678)
- Giuseppe Mazzuoli dit il Bastaruolo ou il Bastarolo (v. 1536 - 1589)
- Filippo Mazzola dit Dell'erbetta (1460 – 1505)
- Giuseppe Mazzola (1748 – 1838)
- Girolamo Mazzola Bedoli (1500 - 1569)
- Bruto Mazzolani (1880 - 1949)
- Giuseppe Mazzolani (1842 - 1916)
- Angelo Mazzoleni (1952 -...)
- Federico Mazzotta (1839 - 1897)
- Barnaba Medici (1778 - 1859)
- Bernardino Mei (1612 - 1676)
- Giuseppe Melani (1673 - 1747)
- Francesco Melanzio (v. 1465 - v. 1526)
- Agostino Melissi (v. 1616 - 1683)
- Altobello Melone (v. 1490 - v. 1547)
- Fausto Melotti (1901 - 1986)
- Francesco Melzi (v. 1491 - 1570)
- Michelangelo Membrini ou Michelangelo di Pietro Mencherini, actif entre 1484 - 1525.
- Lippo Memmi né Filippo di Memmo (1291 - 1356)
- Giuseppe Menabuoni (v. 1708 - ap. 1745)
- Giusto de Menabuoi (1330 - 1390)
- Giovanni Battista Mengardi ou Giambattista Mengardi (1738 - 1796)
- Giuseppe Mentessi (1857 - 1931)
- Francesco Menzio (1899-1979)
- Francesco Menzocchi (1502 - 1574)
- Pier Paolo Menzocchi (v. 1532 - 1589)
- Sebastiano Menzocchi (1535 - v. 1600)
- Francesco Merano (dit Il Paggio) (1619 - 1657)
- Giovanni Battista Merano (1632 - 1698)
- Tarcisio Merati, dit Coccolone (1934 - 1995)
- Giovanni Battista Mercati (1591 – 1645)
- Gaetano Mercurio (v. 1730 - 1790)
- Rubaldo Merello (1872-1922)
- Giovanni Antonio Merli (act. 1474 - av. 1507)
- Bernardino di Cola del Merlo (act 1490 - 1500)
- Antonello de Messine (v. 1430 - 1479)
- Leopoldo Metlicovitz (1868 - 1944)
- Vincenzo Meucci (1694 - 1766)
- Bernardino Mezzastris XVIe siècle
- Pier Antonio Mezzastris ou Mezastris (v. 1430 - v.1506)
- Michel-Ange (1475 - 1564)
- Luigi Michelacci (1879-1959)
- Domenico di Michelino (1417 - 1491)
- Jacopo di Michele dit il Gera seconde moitié du XIVe siècle
- Francesco Paolo Michetti (1851 - 1929)
- Pietro Michis (1834 - 1903)
- Vittorio Miele (1926 - 1999)
- Giovanni Migliara (1785 - 1837)
- Vincenzo Migliaro (1858 - 1938)
- Giuseppe Migneco (1903 ou 1908 - 1997)
- Aureliano Milani (1675 - 1749)
- Giulio Cesare Milani (v. 1621 - 1678)
- Francesco da Milano (peintre), vrai nom est Francesco Pagani, (act. 1502 - 1548).
- Giovanni da Milano (actif entre 1350 - 1369),
- Matteo da Milano (av. 1492 - ap. 1523
- Alessandro Milesi (1856-1945)
- Giovanni De Min (1786 - 1859)
- Tommaso Minardi (1787 - 1871)
- Prospero Minghetti (1786 - 1853)
- Bernardo Minozzi (1699 - 1769)
- Agostino Mitelli (1609 - 1660)
- Girolamo Mocetto (vers 1470 - après 1531)
- Juan Mochi (1829 - 1892)
- Barnaba da Modena né Barnaba Agocchiari (v. 1328 - v. 1386)
- Giovanni da Modena né Giovanni di Pietro Falloppi (1379 ? – 1455 ?)
- Tommaso da Modena  Tommaso Barisini (ou Barisino or Rabisino) (1326 - 1379)
- Amedeo Modigliani (1884 - 1920)
- Gianfrancesco Modigliani (actif 1590 - 1609)
- Livio Modigliani (v. 1540 - v. 1610)
- Giuseppe Modorati (1827-1905)
- Federico Moja (1802 - 1885)
- Pier Francesco Mola (1612 - 1666)
- Pompeo Marino Molmenti (1819 – 1894)
- Giuseppe Molteni (1800 – 1867)
- Battista Mombrini (1944 -...)
- Salvatore Mormile (1839 -...)
- Ezio Moioli da Olcio (1902 - 1981)
- Francis La Monaca (1882 - 1937)
- Francesco Monachesi (1817 - 1910)
- Nicola Monachesi (1795, 1804 ou 1805 - 1851)
- Sebastiano Lo Monaco (v. 1730 - v. 1775)
- Lorenzo Monaco (1370 - 1424)
- Paolo Monaldi (1710 – après 1779)
- Domenico Mondo (1723 - 1806)
- Vincenzo Monotti (1734-1792)
- Jacopo da Montagnana (1440 / 1450 - 1499)
- Giuseppe Montanari (1889-1976)
- Mino Montanari (1936 -...)
- Pietro Montanini ou Petruccio Perugino (1619 – 1689)
- Francesco Montemezzano (vers 1540 - après 1602)
- Francesco da Montereale ou Francesco di Paolo ( v. 1466 – 1541)
- Roberto da Montevarchi dit (il Montevarchi) (1460 - 1522)
- Cesare Monti (1891 - 1959)
- Francesco Monti (1683 - 1768)
- Francesco Monti (Il Brescianino) (ou Francesco della Battaglia) (1646 - 1712)
- Giovanni Battista Monti (… - 1657)
- Giovanni Giacomo Monti (1620 - 1692)
- Donato Montorfano ou Giovanni Donato Montorfano (v. 1460 - 1502 / 1503)
- Luca Monverde (v. 1500 - v. 1526)
- Giorgio Morandi (1890 - 1964)
- Giovanni Maria Morandi (1622 - 1717)
- Paolo Morando, dit il Cavazzola (1486 / 1488 - v. 1522)
- Angelo Morbelli (1853-1919)
- Domenico Morelli (1826 - 1901)
- Cristoforo Moretti (1451 - v. 1475)
- Emma Moretto XIXe siècle
- Pompeo Morganti ou Pompeo da Fano (vers 1494 - 1568)
- Beatrice Morgari Vezzetti (1858 - 1936)
- Luigi Morgari (1857-1935)
- Paolo Emilio Morgari (1815-1882)
- Pietro Morgari (1852-1885)
- Rodolfo Morgari (1827 - 1909 )
- Giuseppe Moriani (seconde moitié du XVIIe et début du XVIIIe siècle)
- Giuseppe Moricci (1806-1879)
- Michelangelo Morlaiter (1729 - 1806)
- Ennio Morlotti (1910 - 1992)
- Gaetano Mormile (1839 - 1890)
- Salvatore Mormile (1839 -…)
- Battista del Moro ou Battista Angolo del Moro ou Angeli, occasionnellement, Angelo et Agnolo, (v. 1512 - v. 1573)
- Giuseppe del Moro (1719 – 1781)
- Lorenzo del Moro (1677 - 1735)
- Ventura di Moro (env. 1395 - 1486)
- Domenico Morone (v. 1442 - 1518)
- Francesco Morone (v. 1471 - 1529)
- Giovanni Battista Moroni ou Giambattista (1520 - 1578)
- Maestro di San Jacopo a Mucciana (v. 1390 - 1420)
- Bruno Munari (1907 - 1998)
- Francesco de Mura (1696 - 1782)
- Domenico Maria Muratori (v. 1662 - 1744)
- Italo Mus (1892 - 1967)
- Augusto Mussini (1870-1918)
- Cesare Mussini (1804 - 1879)
- Luigia Mussini-Piaggio (1832 - 1865)
- Luisa Mussini - Franchi (1865 -…)
- Benedetto Musso (1835 - 1883)
- Girolamo Muziano (ou Le Mutien) (né vers 1528 - 1592)
- Antonio Muzzi (1815 - 1894)
- Domenico Muzzi (1742 - 1812)
- Giovanni Muzzioli (1854-1894)

### N
- Giovanni Battista Naldini (1537 - 1591)
- Ricciardo di Nanni (Ser), (actif 1449 - 1480)
- Cesare di Napoli XVIe siècle
- Michele de Napoli (1808 - 1892)
- Raimundo Napolitano (actif années 1470)
- Angelo Nardi (1584 - 1664)
- Giuseppe Napoli (1929 - 1967) école de New York dans les années 1950-60
- Mariotto di Nardo (actif entre 1394 et 1424)
- Francesco Naselli (… - v. 1630)
- Apollonio Nasini (1692 - 1768)
- Giuseppe Nicola Nasini (1657 - 1736)
- Tommaso Nasini (1663 - 1691)
- Niccoló Nasoni ou Nicolau Nasoni (1691 – 1773)
- Renato Natali (1883 - 1979)
- Bartolomeo Nazari (1699 - 1758)
- Maria Giacomina Nazari (XVIIIe siècle)
- Nazario Nazari (1724 - ap. 1793)
- Cesare Nebbia (vers 1536 - vers 1614)
- Pietro Negri (1628 - 1679)
- Pietro Negroni ou Il Giovane Zingaro, Zingarello (v. 1505 - 1565)
- Ottaviano Nelli (1375 - 1444)
- Plautilla Nelli (1524–1588)
- Pietro Nelli (1672 - 1730)
- Francesco Nenci (1781 - 1850)
- Pietro Martire Neri (1591 - 1661)
- Ugolino di Nerio ou Jean Ugolino di Nerio (1280 - 1349)
- Bartolomeo Neroni « Il Riccio » (v. 1505 - 1571-1573)
- Ugo Nespolo (1941 - ...)
- Francesco Netti (1832-1894)
- Mario Nigro (1917 - 1992)
- Giuseppe De Nittis (1846 - 1884)
- Costantino Nivola (1911 - 1988)
- Elena Nobili (1833 - 1900)
- Bernardino Nocchi (1741 - 1812)
- Giuseppe Nogari (1699 - 1766)
- Pietro Nocchi (1783 - 1854)
- Arturo Noci (1874 - 1953)
- Francesco Noletti, dit Il Maltese v. 1611 - 1654)
- Franco Nonnis (1925 – 1991)
- Luigi Nono (1850 - 1915)
- Carlo de Notaris (1812 - 1888)
- Francesco Novelli (1764 - 1836)
- Pietro Antonio Novelli I (1568-1625) dit Novelli I (1568 - 1625)
- Pietro Antonio Novelli II (1608 - 1647) dit (Il Monrealese ou Pietro Malta Novelli) (1608 - 1647)
- Pietro Antonio Novelli (dit Novelli III) (1729 - 1804)
- Plinio Nomellini (1866 – 1943)
- Avanzino Nucci (v. 1552 - 1629)
- Benedetto Nucci (1515 - 1587)
- Virgilio Nucci (1545 - 1621)
- Carlo Francesco Nuvolone ou Carlo Francesco (Panfilo) Nuvolone ou Guido Lombardo, (1608 - 1662)
- Giuseppe Nuvolone (1619 - 1703)
- Panfilo Nuvolone (1581 - 1651)
- Allegretto Nuzi (ou Allegretto di Nuzi), (~1315 - 1373)
- Mario Nuzzi, dit Mario dei Fiori (1603 - 1673)

### O
- Giovanni Odazzi (25 mars 1663 - 6 juin 1731)
- Francesco di Oberto ou Francesco d'Oberto da Moneglia (XIVe siècle
- Oderisi da Gubbio v. 1240 - 1299)
- Roberto di Oderisio v. 1320 - ap.1382)
- Marco d'Oggiono (v. 1465/ 1467 - v. 1530 ou 1549)
- Egidio dall'Oglio (1705 - 1784)
- Ignazio Oliva (XVIIe siècle)
- Leonardo Antonio Olivieri ou « Oliviero » (1689 - 1752)
- Pietro Domenico Olivero (1679 - 1755)
- Luigi Olivetti (1856 - 1941)
- Ubaldo Oppi (1889 - 1942)
- Cipriano Efisio Oppo (1891 - 1962)
- Andrea Orcagna (v. 1308 - 1368)
- Antonio Orgiazzi ou Giovanni Antonio Orgiazzi il Vecchio (1725 - v. 1790)
- Clemente Origo (1855 - 1921)
- Pietro di Francesco degli Orioli (1458 - 1496)
- Deodato Orlandi (act. 1284 - 1331)
- Francesco Orlandi (1725 - après 1804)
- Gaetano Orlandi  (vers 1786 - après 1842)
- Benedetto Orsi (... - 1680)
- Lelio Orsi v.1508/ 1511 - 1587)
- Prospero Orsi ou encore Prosperino delle Grottesche (vers 1560 - après 1620)
- Baldassarre Orsini (1732 - 1810)
- Lello da Orvieto (actif vers 1320 - 1350)
- Pasquale Ottini (surnommé Pascualotto) (v. 1570 - 1630)

### P
- Girolamo del Pacchia (1477 - ap. 1533)
- Ranieri del Pace ou (Giovanni Battista Ranieri del Pace) 1681 - 1738
- Giovanni Battista Pacetti dit Lo Sguazzino (1593 -…)
- Santi Pacini (ou Sante) (1719 – 1800)
- Matteo di Pacino (documenté de 1359 - 1394)[4],[5].
- Paolo Antonio Paderna (1649 - 1708)
- Lauro Padovano (actif au XVe et XVIe siècles)
- Giovanni Pagani v.1465 - ap.1544)
- Gregorio Pagani (1558-1605)
- Lattanzio Pagani  v.1520 - v.1582)
- Paolo Pagani (1661 - 1716)
- Vincenzo Pagani v.1490 - 1568)
- Francesco Pagano (v. 1471 - 1506)
- Michele Pagano (1697 - 1730)
- Giovanni Battista Paggi (1554 - 1627)
- Antonio Paglia (ou Antonio Paglia di Francesco) (1680 - 1747)
- Francesco Paglia (1636 - ap. 1700)
- Angelo Paglia (1681 - 1763)
- Eleuterio Pagliano (1826 - 1903)
- Francesco Pagliazzi (1910 - 1988)
- Gioacchino Pagliei (1852-1896)
- Benedetto Pagni ou Benedetto Pagni da Pescia, (actif de 1524 à 1578)
- Pietro Pajetta (1845 - 1911)
- Arcangela Paladini (1599 - 1622)
- Filippo Paladini (1544 - 1614)
- Giuseppe Paladino (1721-1794)
- Litterio Paladino (1691 – 1743)
- Mimmo Paladino (Domenico Paladino) (1948 -)
- Pelagio Palagi (1775 - 1860)
- Maestro delle Palazze XIIIe siècle
- Vincenzo Paliotti (1831 - 1894)
- Francesco Paolo Palizzi (it)
- Filippo Palizzi (di Vasto) (1818 - 1899)
- Giuseppe Palizzi (1812 - 1888)
- Nicola Palizzi (1820 - 1870)
- Palma le Jeune, (en italien Palma il Giovane), né Jacopo di Antonio Negretti (1544 - 1628)
- Palma le Vieux (ou Palma l'Ancien), (en italien Palma il Vecchio), né Jacopo d'Antonio Negretti (v. 1480 - 1528)
- Michelangelo Palloni (1637 - 1712)
- Antonio Palma ou Antonio Negretti (ou Nigreti, Negreti selon les versions) (1517/1518 - 1588)
- Guiduccio Palmerucci ou Guiduccio di Palmeruccio (1280- v. 1349)
- Marco Palmezzano (Forlì, 1460 - Forlì, 1539)
- Pietro Paltronieri dit il Mirandolese ou Mirandolese dalle prospettive (1673 - 1741)
- Onofrio Palumbo actif milieu XVIIe siècle
- Antonio Ermolao Paoletti (1834 - 1912)
- Giovanni Giacomo Pandolfi (1567 - 1636)
- Michele Panebianco (1806-1873)
- Ruggero Panerai (1862-1923)
- Domenico Panetti v. 1460 - v. 1530)
- Pio Panfili (1723 - 1812)
- Masolino da Panicale né Tommaso di Cristoforo Fini dit (1383 - v. 1440)
- Giovanni Paolo Panini (ou Pannini) (1691 - 1765)
- Francesco Pannini ou Panini (1745 - 1812)
- Giovanni Pannini (1692 - 1765)
- Michele Pannonio (vers 1400 - 1464)
- Giuseppe Panzi
- Pietro Paoletti (1801 - 1847)
- Luigi Paolillo (1864-1934)
- Giulio Paolini (1940-)
- Pietro Paolini (ou Paolino) (1603-1681)
- Giannicola di Paolo, dit Smicca v.1460 - 1544)
- Giovanni di Paolo di Grazia ou Giovanni dal Poggio (1399 ou 1403 - 1482)
- Jacopo di Paolo (v.1345-v.1430)
- Alessandro Papetti ( 1958 -...)
- Stefano Papi  (XVIIe siècle - XVIIIe siècle)
- Venusto Papini (1899 - 1980)
- Simone Pappa l'Ancien v. 1430 - v. 1480)
- Gennaro Pardo (1865-1927)
- Bernardo Parentino dit aussi (Bernardino Parentino ou Bernardo da Parenzo ou Bernardino da Parenzo) (vers 1434/ 1437) - 1531)
- Renato Paresce (1886 – 1937)
- Gino Parin (Federico Guglielmo Jehuda Pollack) (1876 - 1944)
- Giulio Parigi (1571-1635)
- Napoleone Parisani (1854 - 1932)
- Tancredi Parmeggiani (1927 - 1964)
- Giacomo Parravicino (Paravicini ou Parravicini) (1660 - 1729)
- Le Parmesan (1504 - 1540)
- Cesare Pascarella (1858 - 1940)
- Paolo Paschetto (1885 - 1963)
- Lorenzo Pasinelli (1629 - 1700)
- Alberto Pasini (1826 - 1899)
- Antonio Pasini (1770 - 1845)
- Lazzaro Pasini (1861 - 1949)
- Fortunato Pasquetti (1690 - 1773)
- Edmondo Passauro (1893-1969)
- Giovanni Battista Passeri (1610 – 1679)
- Giuseppe Passeri (1654 - 1714)
- Bartolomeo Passarotti ou Passerotti (1529 - 1592)
- Pastorino dei Pastorini ou Giovanni Michele Pastorino de Pastorino ou Guido Pastorini ou encore Pastorino Pastorini da Siena (vers 1508 - 1592)
- Lorenzo Pavia  (1741 - 1764)
- Attilio Pratella (1856 - 1949)
- Federigo Pastoris ou Comte Federico Pastoris (1837 - 1888)
- Teofilo Patini (1840 - 1906)
- Belbello da Pavia (Giovanni di Luchino Belbello) ou (Giovannino de Grassi) v. 1430 - v. 1473)
- Giacomo Pavia (1655 - 1740)
- Ruggero Pazzi (1927 - 2010)
- Nicola Peccheneda (1725 - 1804)
- Domenico Pecchio (1687 - 1760)
- Federigo Pedulli (1860 - 1938)
- Giuseppe Pedretti (1697 - 1778)
- Domenico Pedrini (1728 - 1800)
- Filippo Pedrini (1763 - 1856)
- Tomás Peliguet (actif au XVIe siècle)
- Domenico Pellegrini (1759 - 1840)
- Giovanni Antonio Pellegrini (1675 - 1741)
- Riccardo Pellegrini (1863 - 1934)
- Pellegrino da San Daniele dit Martino di Battista ou Martino da Udine (1467 - 1547)
- San Danielo da Pellegrino v. 1480 - v. 1545)
- Jacopo di Mino del Pellicciaio (1330 - 1410)
- Giuseppe Pellizza ou Pellizza da Volpedo (1868 – 1907)
- Domenico Pellizzi parfois écrit « Pellisi » (1818 - 1874)
- Eso Peluzzi (1894 - 1985)
- Pier Maria Pennacchi (1464 - 1515)
- Giovan Francesco Penni (ou Gianfrancesco Penni, dit Il Fattore), v. 1488/ 1496 - 1528)
- Luca Penni v. 1500/ 1504 - 1556)
- Bartolommeo Penni XVIe siècle
- Giuseppe Peroni (1710 – 1776)
- Pietro Pertichi (v. 1675 - 1756)
- Sante Peranda (1566 - 1638)
- Giuseppe Perracini (1672-1754)
- Le Pérugin (1446 - 1524)
- Charles Edward Perugini (1839 - 1918)
- Baldassarre Peruzzi (1481 - 1537)
- Antonio Francesco Peruzzini (1643 ou 1646 – 1724)
- Giovanni Peruzzini dit l'« Ancônitain » (1629 – 1694)
- Gaspare da Pesaro (documenté à Palerme de 1413 à 1461 )
- Guglielmo da Pesaro (1430 - 1487)
- Gaetano Pesce (1939 - 2024)
- Gaetano Pesci (XVIIIe siècle)
- Girolamo Pesci (1679 - 1759)
- Gasparo Prospero Pesci (1710 - 1784)
- Francesco di Stefano Pesellino dit Il Pesellino ou Francesco Peselli v. 1422 - 1457)
- Francesco di Pesello (fin du XIVe  - milieu du XVe siècle)
- Giuliano Pesello ou Giuliano d'Arrigho  dit Pesello, (env. 1367 - 1446)
- Luigi Petri (1860-1911)
- Achille Petrocelli (1861/1862 - ?)
- Arturo Petrocelli (1856 - après 1916)
- Vincenzo Petrocelli (1823 - 1896)
- Cola Petruccioli, ( v. 1360 - v. 1401)
- Marco Petrus  (1960 -)
- Umberto Pettinicchio (1943 -…)
- Pietro Pezzati (vers 1828-1890)
- Lucio Del Pezzo (1933 -…)
- Evangelista da Pian di Meleto (vers 1460 - 1549)
- Giuseppe Ferdinando Piana (1864 – 1956)
- Giovanni Maria del Piane (1660 - 1745)
- Pietro Piani (1770 - 1841)
- Anna Bacherini Piattoli (1720 - 1788)
- Ugo Piatti(1888 – 1953)
- Albertino Piazza ( v. 1490 - v. 1528)
- Callisto Piazza (1500 - 1561)
- Martino Piazza  aussi Martino de' Toccagni, (1475/80 - 1523)
- Giorgio Picchi v. 1550 - 1605)
- Andrea Piccinelli (dit Andrea del Brescianino ou encore Il Brescianino v.1485- ap.1525)
- Raffaello Piccinelli (ou Raffaello del Brescianino) (av.1506-ap.1545)
- Alessandro Pieroni (1550 - 1607)
- Pietro de' Pietri ou Pietro Antonio da Pietri, Pietro dei Pietri (Rome, 1663 - 1708 ou 1716 ou 1721)
- Giovanni di Pietro dit Lo Spagna (Espagne, 1450 - Spolète, 1528)
- Gilio di Pietro (documenté 1249 - 1261)
- Nicolò di Pietro (ou Nicolò Paradiso ou Niccolo di Pietro Veneziano) doc. 1394-1427
- Sano di Pietro Ansano di Pietro di Mencio dit (1405 ou 1406 - 1481)
- Maestro di san Pietro in Sylvis (fin du XIIIe siècle - première moitié du XIVe siècle)
- Ercole Pignatelli (1935 -...)
- Simone Pignoni (1611 - 1698)
- Adriana Pincherle (1905 – 1996)
- Achille Pinelli (1809 - 1841)
- Bartolomeo Pinelli (1781 - 1835)
- Marco Pino (Marco da Siena) (1521 - 1583)
- Domenico Piola (1624 - 1703)
- Pellegro Piola ou Pellegrino Piola dit Il Pellegro (1617/1625 - 1640)
- Antonio Baboccio da Piperno ou Antonio Baboto (1351 - 1435)
- Fausto Pirandello (1899 - 1975)
- Giuseppe Pirovani (vers 1755 - vers 1835)
- Antonio Pirri (Antonio di Manfredo Pirri) (actif vers 1509/1512)
- Alberto Pisa (1864 - 1936)
- Maestro bizantino del Crocifisso di Pisa (« Maître byzantin du crucifix de Pise ») désigne en Italie un maître anonyme de la peinture byzantine du début du XIIIe siècle
- Pisanello (1380 - 1455)
- Giunta Pisano, né Giunta di Capitino (en latin, Junta Pisanus) second quart du XIIIe siècle, actif entre 1229 et 1254
- Niccolò Pisano ou Niccolò di Bartolomeo de Brusis ou dell’Abrugia (1470 - après 1537)
- Francesco Pisante (1804 - 1889)
- Carlo Antonio Pisarri (v. 1720 - 1780)
- Filippo De Pisis, né Luigi-Filippo Tibertelli (1896 - 1956)
- Leonardo da Pistoia, né Leonardo Grazia (1502 - v. 1548)
- Michelangelo Pistoletto (1933 -… )
- Anton Sminck Pitloo (nom italianisé Antonio Pitloo) (1780 - 1837)
- Antonio Pittaluga (1676 - 1716)
- Angela Maria Pittetti (Palanca) v.1690 - 1763)
- Francesco Pittoni (1645 - 1724)
- Giovanni Battista Pittoni (1687 - 1767)
- Guglielmo Pizzirani (1886 - 1971)
- Gioacchino Pizzoli (1651– 1731 ou 1733)
- Niccolò Pizzolo ou Nicolò Pizolo ou même Nicolò di Pietro da Villaganzerla  (1421 - 1453)
- Giacinto Platania (1612 - 1691)
- Karl Plattner (1919 - 1986)
- Giacomo del Po (1654 - 1726)
- Pietro del Po (1610 - 1692)
- Bernardino Poccetti (1548 - 1612)
- Francesco Podesti (1800 - 1895)
- Cesare Poggi (1803-1859)
- Zanobi Poggino (ou Poggini, Poggoni) XVIe siècle
- Giuseppe Pognante (Joseph Pognante en français) (1894 - 1985)
- Andrea Polinori (1586 - 1648)
- Odorico Politi (1785 - 1846)
- Tommaso Pollace (1748-1830)
- Antonio Pollaiolo ou Antonio del Pollaiolo, Antonio di Jacopo Pollaiuolo né Antonio Benci (1431 - 1496)
- Piero Pollaiuolo ou Piero del Pollaiuolo né Piero Benci, (~1441 - 1496)
- Enrico Pollastrini (1817 - 1876)
- Natale Pollastrini (1902 - 1996)
- Silvio Poma (1840-1932)
- Niccolò Pomarancio (Cristoforo Roncalli)  v.1553-1626)
- Gianmaria Pomedello (1478 - 1537)
- Luigi Pompignoli (1814 -1883)
- Giovanni Battista Ponchini dit « Bazzacco » ou « Bozzato » (1510–début 1577)
- Giovanni del Ponte ou (Giovanni dal Ponte né Giovanni di Marco) (1385 - 1437)
- Giovanni da Ponte (Giovanni da Santo Stefano da Ponte)  (1306 - 1365)
- Giovanni Ponticelli (actif entre 1855 - 1877)
- Pontormo, Jacopo Carrucci, connu sous le nom de Jacopo da Pontormo, ou le Pontormo (1494 - 1557)
- Matteo Ponzone (1583 - ap. 1663)
- Giacinto de Popoli(... - 1682)
- Le Pordenone (en Italien Il Pordenone), surnom de Giovanni Antonio de' Sacchis (1483 - 1539)
- Paolo Porpora v. 1617 - 1673)
- Carlo Antonio Porporati (1741-1816)
- Andrea Porta (1656 - 1723)
- Ferdinando Porta (1687 - 1763)
- Aniello Portio (XVIIe siècle)
- Luca Postiglione (1876 - 1936)
- Stefano Pozzi (1699 ou 1707 - 1768)
- Andrea Pozzo (1642 - 1709)
- Dario Pozzo (1592 - 1652)
- Emilio Praga (1839 - 1875)
- Enrico Prampolini (1894 - 1956)
- Luigi Premazzi (1814-1891)
- Giuliano Presutti dit Da Fano (1490 - v. 1554)
- Gregorio Preti (1603 – 1672)
- Mattia Preti (Taverna, 24 février 1613 –  3 janvier 1699)
- Gaetano Previati (1852 - 1920)
- Andrea Previtali (le Cordeliaghi) v.1480 - 1528)
- Le Primatice (Francesco Primaticcio)  (1504 - 1570)
- Constantino Prinetti (1825/1830-1855)
- Emilio Prini (1943 - 2016)
- Giuseppe Prinzi (1962 -…)
- Camillo Procaccini (1551 - 1629)
- Carlo Antonio Procaccini (1571 - 1630)
- Giulio Cesare Procaccini (1574 - 1625)
- Ercole Procaccini le Jeune (1605 - 1675/ 1680)
- Ercole Procaccini il Vecchio (1520 - 1591)
- Norberto Proietti (1927 - 2009)
- Santo Prunati (1652 ou 1656 - 1728)
- Angelo Puccinelli (actif 1365 - 1407)
- Antonio Puccinelli (1822 - 1897)
- Biagio Puccini (1673 - 1721)
- Mario Puccini (peintre) (1869 - 1920)
- Piero di Puccio (ou Pietro di Puccio) (XIVe siècle).
- Antonio Puglieschi (1660 - 1732)
- Bruno Pulga (1922 - 1993)
- Biagio Pupini, dit Biagio delle Lame (actif 1511 - après 1575)
- Dolores Puthod (1934-...)

### Q
- Domenico Quaglio le jeune (1787 - 1837)
- Francesco Quaini (1611 - 1680)
- Luigi Quaini - (1643 - 1717)
- Riccardo Quartararo (1443 - 1506)
- Jacopo della Quercia (1374 - 1438)
- Priamo della Quercia ( v. 1400 - 1467)
- Lattanzio Querena, (1768 - 1853)
- Luigi Querena (1824 - 1887)

### R
- Mario Radice (1898 - 1987)
- Raphaël (1483 - 1520)
- Francesco Raibolini (1453 - 1518)
- Giacomo Raibolini dit Giacomo ou Jacopo  Francia (1484-1557)
- Carlo Raimondi (1809 - 1883)
- Carlo Antonio Rambaldi (1680 - 1717)
- Carlo Rambaldi (1925 - 2012)
- Carol Rama (1918 -...)
- Ercole Ramazzani (aussi Ercole Ramazzani della Rocha ou encore Ercole Ramazzani di Roccacontrada) (v. 1535 - 1598)
- Bartolommeo Ramenghi dit Il Bagnacavallo (1484 - 1542)
- Giovanni Battista Ramenghi aussi connu sous le nom de Bagnacavallo junior ou Bagnacavallo il giovane (Bagnacavallo le jeune) (1521 - 1601)
- Antonio Randa (… - 1650)
- Daniele Ranzoni (1843 - 1889)
- Camillo Rapetti (1859-1929)
- Giuseppe Rapisardi (1799 - 1853)
- Michele Rapisardi (1822 - 1886)
- Gian Maria Rastellini (1869-1927)
- Juti Ravenna (1897-1972)
- Enrico Ravetta (1864 - 1939)
- Ernesto Rayper (1840 - 1873)
- Tanzio da Varallo né Antonio d'Enrico dit il Tanzio (v. 1575/1580 – v. 1632/1633)
- Giacomo da Recanati (ou Giacomo di Nicola da Recanati) actif 1412-1466.
- Giacomo Recco (1603 - 1653)
- Giovan Battista Recco (1615 - 1660)
- Giuseppe Recco (1634 - 1695)
- Francesco Redenti (1820-1876)
- Tommaso Redi (1665 – 1726)
- Raffaellino da Reggio (ou Raffaellino Motta) (1550 - 1578)
- Guido Reni (1575 - 1642)
- Pandolfo Reschi (1643–1699)
- Giovanni Battista Resoaggi (1665 - 1729)
- Maître de la Résurrection - (fin du XIIIe siècle - début du XIVe siècle)
- Giovanni Battista Revello (1672 – 1732)
- Manlio Rho (1901 - 1957)
- Ulisse Ribustini (1852 - 1944)
- Luigi Riccardi (1808-1877)
- Pietro Ricchi (1606 - 1675)
- Antonio Ricci (v. 1565 - v. 1635)
- Giovanni Battista Ricci surnommé Il Novara (vers 1537 - 1627)
- Marco Ricci (1676 - 1730)
- Camillo Ricci (1590 - 1626)
- Sebastiano Ricci (1659 - 1734)
- Luigi Ricci (1823 - 1896)
- Arturo Ricci (1854 - 1919)
- Alessandro Ricciardelli (1780 - 1861)
- Gabriele Ricciardelli (actif de 1743 - 1782)
- Domenico Riccio (Domenico Brusasorci) (1516 - 1567)
- Felice Riccio né Felice Brusasorci (1539 - 1605)
- Michelangelo Ricciolini (1654 - 1715)
- Niccolo Ricciolini (1687 - 1772)
- Le Riccio né Bartolomeo di Sebastiano Neroni  (~1500 - 1571/ 1573)
- Marco Richiedei (fin XVIe siècle vers 1647)
- Johan Richter ou Giovanni Richter (1665 - 1745)
- Carlo Ridolfi (1594 - 1658)
- Claudio Ridolfi (1560 - 1644)
- Michele Ridolfi (1793 - 1854)
- Orazio Riminaldi (1593 - 1630)
- Francesco da Rimini  XIVe siècle
- Giovanni da Rimini XIVe siècle
- Giovanni Francesco da Rimini, Maître des scènes de la Vie de la Vierge (1420 - 1469)
- Giuliano da Rimini (actif entre 1307 et 1324)
- Neri da Rimini (avant 1300, actif jusqu'en 1322)
- Pietro da Rimini (1280 - 1350)
- Maestro della Cappella Rinuccini (Maître de la chapelle Rinuccini) (actif v. 1370)
- Matteo Ripa (1682 - 1746)
- Jacopo Ripanda (seconde moitié du XVe siècle – v.1516)
- Alfonso Rivarola dit Il Chenda (1607 - 1640)
- Petronio Rizzi (v. 1791 - v. 1845)
- Pippo Rizzo (1887 - 1964)
- Giovanni Rocca (1788 - 1858)
- Michele Rocca, dit Parmigianino le Jeune (v. 1671 - après 1751)
- Angelo Roccadirame (Arcuccio Angiolillo) (1396 - v. 1458)
- Luigi Roccati (1906 - 1967)
- Onorata Rodiani (ou Rodiana) (1403 - 1452)
- Antonio Rolli ou Roli (1643 - 1695)
- Angiolino Romagnoli (1830 - v. 1890)
- Giovanni Francesco Romanelli (1610 - 1662)
- Juana Romani (1867 - 1923)
- Il Romanino vrai nom Girolamo di Romano (1484/1487 - 1566)
- Antoniazzo Romano (né Antonio di Benedetto Aquilo degli Aquili), v. 1430 - v. 1510)
- Giulio Romano vrai nom Giulio Pippi de’ Jannuzzi, connu en France sous le nom francisé de Jules Romain, (1499 - 1546)
- Paola Romano (1951 -...)
- Giuseppe Romei (1714 - 1785)
- Bartolommeo Ramenghi dit Bagnacavallo (1484 - 1542)
- Gino Romiti (1881 - 1967)
- Sergio Romiti (1928 - 2000)
- Cristoforo Roncalli (Niccolò Pomarancio)  (v.1553-1626)
- Francesco Maria Rondani (1490 - 1550)
- Nicolò Rondinelli ou Nicoló ou Niccoló Rondinello, v.1468 - v.1520)
- Pietro Ronzoni (1781 - 1862)
- Gandolfino da Roreto ou Gandolfino d'Asti documenté (1493 - 1518)
- Domenico dalla Rosa, (30 mars 1778 - 3 avril 1834
- Saverio dalla Rosa, (1745 - 1821)
- Pacecco de Rosa ou Francesco de Rosa (1607 - 1654)
- Carlo Rosa  (1613 - 1678)
- Salvator Rosa (1615 - 1673)
- Ottone Rosai (1895 - 1957)
- Francesco Rosaspina (1762 - 1841)
- Alessandro Rosi (1627 - 1697)
- Bernardo di Stefano Rosselli (1450 - 1526)
- Cosimo Rosselli (di Lorenzo) (1439 - 1507)
- Francesco Rosselli (1445 - avant 1513)
- Matteo Rosselli (1578 - 1650)
- Giacomo Rossetti (1807 - 1882)
- Angelo Maria Rossi (XVIIe siècle)
- Antonio Rossi (1700 - 1753)
- Antonio Rossi (1834 - ?)
- Bernardino de Rossi (XVe et XVIe siècles)
- Bernardino Rossi (1803 - 1865)
- Gino Rossi (Venise, 1884 -  Trévise, 1947)
- Mariano Rossi (1731 - 1807)
- Nicola Maria Rossi (1690 - 1758)
- Pasquale Rossi ou Pasqualino Rossi (1641 - 1722)
- Romano Rossini (1886 - 1951)
- Pietro Rotari (1707 - 1762)
- Antonio Rotta (1828 - 1903)
- Giovanni Battista della Rovere Fiammenghini (vers 1560 - 1627)
- Giovanni Mauro della Rovere Fiammenghini (1575 - 1640)
- Francesco Rovetta (1849 - 1932)
- Antonio Dattilo Rubbo (1870 - 1955)
- Luigi Rubio (entre 1797 et 1808 - 1882)
- Giovanni Battista Ruoppolo (1629 - 1693)
- Benedetto Rusconi (v. 1460 - 1525)
- Franco dei Russi (XVe siècle)
- Luigi Russolo (1885 - 1947)
- Francesco Rustici dit il Rustichino (v. 1592 - 1625)
- Cristoforo Rustici, dit Il Rusticcone (1552 - 1641)
- Lorenzo Rustici, dit Il Rustico (1512 - 1572)
- Vincenzo Rustici  (1556 - 1632)
- Carlo Ruspi (1798 - 1863)
- Filippo Rusuti (fin XIIIe début XIVe siècle.
- Clemente Ruta (1685 - 1767)
- Francesco Ruviali (ou Il Polidorino) (XVIe siècle.

### S
- Francesco Sabatelli (1803-1829 ou 1830)
- Gaetano Sabatelli (1820-1893)
- Giuseppe Sabatelli (1813-1843)
- Luigi Sabatelli (Florence, 1772 - Milan, 1850)
- Luigi Sabatelli (1818-1899)
- Lorenzo Sabatini (parfois appelé Lorenzo Sabatini da Bologna) (v. 1530 - 1576)
- Andrea Sabbatini (dit Andrea da Salerno) (1487 - 1530)
- Cesare Saccaggi (1868 - 1934)
- Andrea Sacchi (1599 - 1661)
- Gaspare Sacchi  (actif 1509 - 1536)
- Pier Francesco Sacchi dit Il Pavese (1485 - 1528)
- Giovanni Camillo Sagrestani (1660 - 1731)
- Eliseo Sala (1813 - 1879)
- Antonello de Saliba ou Antonio da Saliba, (vers 1466 - vers 1535)
- Pietro de Saliba ( v. 1497 - 1530)
- Arcangelo Salimbeni (1530/ 1540 -  v.1580)
- Jacopo Salimbeni ou Jacopo di San Severino v.1370/ 1380 - ap.1426)
- Lorenzo Salimbeni ou Lorenzo di San Severino (1374 - début des années 1420)
- Ventura Salimbeni (Ventura di Archangelo Salimbeni ou Bevilacqua) (1568 - 1613)
- Tommaso Salini ( v.1575 - av. 1625)
- Enea Salmeggia dit « Tapino  » ou « Salmezza  » ( v. 1565/70 - 1626)
- Giorgio Salmoiraghi (1936 - 2022)
- Luca Saltarello (vers 1610 - vers 1645)
- Riccardo Salvadori (1866 - 1927)
- Giovanni Battista Salvi (1609 - 1685)
- Francesco Salviati, pseudonyme de Francesco de' Rossi (1510 - 1563)
- Giustino Salvolini dit Episcopi ou encore del Vescovo v.1516 - 1609)
- Orazio Sammachini (1532 - 1577)
- Nicola Samorì (1977 - )
- Nicola Sanesi (1818 - 1889)
- Bastiano da Sangallo (dit Aristote) (1481 - 1551)
- Michele Sangiorgi (1785- 1822)
- Battista di Biagio Sanguigni (nommé aussi Maître de 1419) (1393 - 1451)
- Eusebio da San Giorgio v.1470 - v.1550)
- Paolo da San Leocadio (1447 – v. 1520)
- Francesco Santafede (XVIe siècle)
- Fabrizio Santafede (1560 - 1634)
- Maître de Santa Caterina Gualino XIVe siècle
- Sebastiano Santi (1789 - 1866)
- Rinaldo Saporiti (1840-1913)
- Carlo Saraceni, (1579 - 1620)
- Antonio Sarnelli (1712 - 1800)
- Egisto Sarri (1837 - 1901)
- Antonino Sartini (1889 – 1954)
- David Sani (1828 – 1914)
- Pio Sanquirico (1847 - 1900)
- Andrea del Sarto (1487 - 1531)
- Francesco Sartorelli(1856-1939)
- Giulio Aristide Sartorio (1860 - 1932)
- Sassetta ou Il Sassetta ou Stefano di Giovanni di Consolo da Cortona, né Stefano di Giovanni (1392 - 1450 ou 1451)
- Marco Sassone (1942 -…)
- Aligi Sassu (1912 - 2000)
- Alfonso Savini (1836-1908)
- Alfredo Savini (1868-1924)
- Salvio Savini (actif 1580 - 1609)
- Alberto Savinio ; vrai nom : Andrea Francesco Alberto de Chirico (1891 - 1952)
- Pasquale Saviotti (1792-1855)
- Giovanni Gerolamo Savoldo (v. 1480 - ap.1548)
- Emilio Savonanzi, surnommé « il Reniano » (1580 - 1666)
- Andrea Scacciati (1644 - 1710)
- Vincenzo Scala (1839 - après 1893)
- Emilio Scanavino (1922 - 1986)
- Giulio Scandellari (XVIIIe siècle)
- Giuseppe Scandellari (XVIIIe siècle)
- Pietro Scandellari (1711 - 1789)
- Dalmasio Scannabecchi ou Lippo Di Dalmasio Scannabecchi ou Lippo Dalmasio (Vasari), (1325 - 1421)
- Giovanni Antonio Scaramuccia (1580 - 1633)
- Camillo Scaramuzza (1842 - 1915)
- Francesco Scaramuzza (1803 - 1886)
- Scarsellino ou Ippolito Scarsella (1550 ou 1551 - 1620)
- Lo Scheggia (né Giovanni di Ser Giovanni)(1406 - 1486)
- Andrea Meldolla dit Andrea Schiavone ou Lo Schiavone, ou Andrija Medulić (1510/ 1515 - 1563)
- Paolo Scheggi, (1940 - 1971)
- Bartolomeo Schermini (1841-1896)
- Raffaello Schiaminossi (1572 - 1622)
- Federico Schianchi (1858 - 1918)
- Paolo Schiavo, pseudonyme de Paolo di Stefano Badaloni (1397 - 1478)
- Paolo Schiavocampo, (1924 - 2022)
- Natale Schiavoni, (1777 - 1858)
- Mario Schifano (1934 - 1998)
- Agostino Scilla (1629 - 1700)
- Giuseppe Sciuti (ou Giuseppe Sciuto) (1834 - 1911)
- Massimo Scolari (1943 -...)
- Pietro Scoppetta (1863 – 1920)
- Sinibaldo Scorza (1589 - 1631)
- Stefano Scotto (v. 1450 - après 1508)
- Luigi Scrosati (1815-1869)
- Enrico Scuri (1805-1884)
- Giovanni del Sega (v. 1450 - 1527)
- Giovanni Segantini (1858 - 1899)
- Andrea Seghizzi (Sghizzi) (1630 - 1684)
- Antonio Seghizzi XVIIe siècle
- Francesco Seghizzi XVIIe siècle
- Innocenzo Seghizzi XVIIe siècle
- Francesco di Segna (ou Francesco di Segna di Buonaventura) XIVe siècle.
- Niccolò di Segna (actif entre 1310 - 1350)
- Daniel Seiter, Seyter ou Saiter (vers 1642/1647 - 1705)
- Ludovico Seitz (1844 - 1908)
- Jacopo del Sellaio ou Jacopo di Arcangelo (1442 - 1493)
- Pino della Selva (pseudonyme de Pino Giuffrina) (1904 - 1987)
- Pio Semeghini (1878 - 1964)
- Andrea Semini (vers 1525 - vers 1595)
- Antonio Semini (vers 1485 -  après 1547)
- Ottavio Semini (vers 1530 - 1604)
- Niccolò Semitecolo (dit Nicoletto) (actif de 1353 - 1370)
- Gaspare Sensi (Gaspar Sensi y Baldachi) (1794 – 1880)
- Pietro Paolo Sensini (1555 - 1632)
- Cesare Sermei  (vers 1581 - 1668)
- Girolamo Siciolante da Sermoneta (1521 - v. 1580)
- Giovanni Serodine (1600 - 1630)
- Ernesto Serra (1860-1915)
- Luigi Serra (1846-1888)
- Niccolò di ser Sozzo, vers 1348 à 1363[6]
- Giovanni Servi (1795 - 1885)
- Benedetto Servolini (1805-1879)
- Carlo Servolini (1876-1948)
- Giuseppe Servolini (1748-1834)
- Cesare da Sesto (1447 - 1523)
- Gino Severini (1883 - 1966)
- Lorenzo di San Severino le Jeune (actif de 1468 à 1503)
- Maître du Polyptyque de San Severino (nom donné à un maître anonyme napolitain) actif vers 1480
- Guccio del Sero (ou Aghinetti) (… -…) (XIVe siècle
- Augusto Sezanne (1856 - 1935)
- Jacopo Siculo (Jacopo Siciliano ou Giacomo Santoro da Giuliana (1490 - 1544)
- Antonio Sicurezza (1905 - 1979)
- Barna da Siena ou Barna di Bertino dit (… - 1380)
- Guido da Siena (actif entre 1260 - 1280
- Nicola da Siena ou Nicola di Ulisse da Siena (actif 1442 - 1470)
- Rinaldo da Siena (XIIIe siècle 1270 et 1279 )
- Vigoroso da Siena (v. 1240 - v. 1295)
- Cesare Sighinolfi (1833 - 1903 )
- Luca Signorelli né Luca d'Egidio di Ventura appelé parfois Luca da Cortona (vers 1450 - 1524)
- Telemaco Signorini (1835 - 1901)
- Luisa Silei (1825 - 1898)
- Nicola Simbari (1927 - 2012)
- Filadelfo Simi (1849-1923)
- Niccolò de Simone (...  - 1677)
- Puccio di Simone (actif 1345 - 1365)
- Giuseppe Simonelli (1650 - 1710 ou 1713)
- Francesco Simonini (1686 - v. 1753)
- Tarquinio Sini (1891 - 1943)
- Bartolo Sinibaldi (v. 1469 - v. 1535)
- Elisabetta Sirani (1638 - 1665)
- Violante Beatrice Siries (1709 - 1783)
- Mario Sironi  (1885 - 1961) peintre futuriste
- Gabriele Smargiassi (1798 - 1882)
- Le Sodoma (1477 - 1549)
- Ardengo Soffici (1879 - 1964)
- Niccolò Soggi (Monte San Savino, (v. 1480 - 1552)
- Giovanni Antonio Sogliani ou Giovannantonio di Francesco Sogliani (1492 - 1544)
- Andrea Solari  ou Solario né Andrea di Bartolo, (1460 - 1524)
- Antonio Solario (lo Zingaro) (1382 - 1455)
- Atanasio Soldati (Anton) (1896 - 1953)
- Giuseppe Solenghi (1879-1944)
- Giovanni Gioseffo dal Sole (1654 - 1719
- Orazio Solimena (1690 - 1789)
- Francesco Solimena dit l'Abbate Ciccio, (1657 - 1747),
- Lorenzo Somis ou Giovanni Lorenzo Somis (1688 - 1775)
- Emilio Sommariva (1883 - 1956)
- Raffaello Sorbi (1844 - 1931)
- Pietro Sorri (1556 - 1621)
- Alberto Sotio - XIIe
- Francesco Sozzi (1732 - 1795)
- Olivio Sozzi (1690 - 1765)
- Ascensidonio Spacca dit Il fantino di Bevagna (1557 - 1646)
- Leonello Spada ou Lionello Spada (1576 - 1622)
- Michelangelo Spada (actif en 1730)
- Spadarino (Giovanni Antonio Galli, dit lo Spadarino) (1585 - av. 1653)
- Micco Spadaro nom d'art de Domenico Gargiulo  (1609 / 1610 - v. 1675)
- Armando Spadini (1883 - 1925)
- Pellegrino Spaggiari (1680 - 1746)
- Francesco Spagnuoli ou Francesco Spagnoli ou encore Franceso Spagnuoli (XIXe siècle)
- Niccolò Spalletta ou Niccolò da Caccamo (XVIe siècle)
- Raffaele Spanò  (1817 – 1863)
- Giovanni Martino Spanzotti - (v. 1455 - v. 1528)
- Luigi Spazzapan (en slovène : Lojze Spazzapan) (1889 - 1958)
- Dietisalvi di Speme (actif 1250 à 1291)
- Clemente Spera (1661 - 1730)
- Irene di Spilimbergo (1540 - 1559)
- Giovanni Battista Spinelli(1613 – 1658)
- Parri Spinelli (1387 - 1453)
- Giovanni Spoldi (? - 1904)
- Francesco Squarcione (v. 1397 - 1468)
- Angelo Stanchi (1626 - 1673)
- Giovanni Stanchi (dit Dei Fiori) (1608 - v. 1675)
- Niccolò Stanchi (1623 - 1690)
- Massimo Stanzione ou Stanzioni (v. 1585 - v. 1656)
- Gherardo Starnina (1360 - 1413)
- Vespasiano Strada (1582 - 1622)
- Giovanni di Stefano (1444 - vers 1511)
- Ignazio Stern (ou Ignaz Stern et en italien Ignazio Stella) (1679 - 1748)
- Augusto Stoppoloni (1855 - 1936)
- Guido Strazza  (1922 - ...)
- Daniele de Strobel (1873 – 1942)
- Bernardo Strozzi, dit il Capucini Genovese ou il Prete Genovese, (1581 - 1644)
- Zanobi Strozzi (Zanobi di Benedetto di Caroccio degli Strozzi ou Zanobi di Benedetto Strozzi) (1412 - 1468)
- Letterio Subba (1787 - 1868)
- Igino Benvenuto Supino (1858-1940)
- Giovanni Francesco Surchi (dit Il Dielai) (… - v. 1590)

### T
- Innocenzio Taccone (v. 1575 -…)
- Francesco Tacconi (actif 1464 - 1490)
- Clemente Tafuri (1903 - 1971)
- Raffaele Tafuri  (1857 - 1929)
- Giovanni Battista Tagliasacchi (1696 - 1737)
- Achille Talarico (1837 - 1902)
- Cesare Tallone (1853 - 1919)
- Guido Tallone (1894 - 1967)
- Vincenzo Tamagni ou Vincenzo da San Gimignano (1492 - 1530)
- Cesare Tamaroccio (ou Cesare Tamarozzo) (premier quart du XVIe siècle)
- Orfeo Tamburi (1910 - 1994)
- Giovanni Maria Tamburini dit Pseudo Mastelletta (1553 - 1612)
- Arnaldo Tamburini (1843 - 1908)
- Grifo di Tancredi (actif 1271 - 1312), (anciennement Maestro di San Gaggio).
- Filippo Tancredi (1655 - 1722)
- Eugenio Tano (1840 - 1914)
- Maestro di Tavarnelle ( XVe siècle – XVIe siècle)
- Carlo Antonio Tavella dit Il Solfarola (1668 - 1738)
- Alfredo Tartarini (1845 - 1905)
- Agostino Tassi né Agostino Buonamici (1566 - 1644)
- Francesco de Tatti (ou Francesco de' Tatti) (actif à Varèse de 1512 à 1520)
- Enrico di Tedice (XIIIe siècle)
- Ugolino di Tedice (... - ap. 1277)
- Antonio Tempesta (1555 - 1630)
- Domenico Tempesti ou Domenico de Marchis (1652 - ap. 1718)
- Decio Termisani (1565 - 1600)
- Giuseppe Maria Terreni (1739 - 1811)
- Mauro Antonio Tesi (1730 - 1766)
- Girolamo Tessari (surnommé Girolamo dal Santo) v.1480 - ap.1561)
- Tommaso Francesco Testa (1867 – 1934)
- Maria Felice Tibaldi (1707 - 1770)
- Pellegrino Tibaldi ou Pellegrino di Tibaldo de Pellegrini dit il Pellegrini (1527 - 1596)
- Giambattista Tiepolo (1696 - 1770)
- Giandomenico Tiepolo (1727 - 1804)
- Lorenzo Tiepolo (1736 - 1776)
- Tiberio Tinelli (1587 – 1639)
- Le Tintoret (1518 - 1594)
- Domenico Tintoretto ou Domenico Robusti (1560 – 1635)
- Francesco Tironi, (1745 - 1797)
- Fedele Tirrito ou Matteo Sebastiano Palermo, Padre Fedele, Fedele da San Biagio (1717 - 1801)
- Benvenuto Tisi dit Il Garofalo, (1481 - 1559)
- Oronzo Tiso (1729 - 1800)
- Tiberio Titi (1578 - 1637)
- Titien (1488 - 1576)
- Santi di Tito (1536 - 1603)
- Giovanni Todeschino (actif entre 1487 et 1504).
- Stefano Tofanelli (1752 - 1812)
- Domenico da Tolmezzo ou Mioni (Mion) ou encore Domenico di Candido (1448 - 1507)
- Gianfrancesco da Tolmezzo ou Gian Francesco da Tolmezzo, de son vrai nom Gianfranco del Zotto da Socchieve (v. 1450 - v. 1511)
- Gioacchino Toma (1836 - 1891)
- Onofrio Tomaselli (1866 - 1956)
- Pietro Tomba (1774 - 1846)
- Leone Tommasi (1903 - 1965)
- Ludovico Tommasi (1866-1941)
- Marcello Tommasi (1928 - 2008)
- Niccolò di Tommaso (actif seconde moitié du XIVe siècle
- Luca di Tommè ou Luca Thome (actif de 1356 à 1390)
- Giuseppe Tonelli (1668 – 1732)
- Udo Toniato (1930 - 2011)
- Leopoldo Toniolo (1833-1908)
- Bernardino Toppi (1936 - …)
- Francesco Torbido (Francesco di Marco India Torbido) (dit Il Moro) (1486 - 1562)
- Felice Torelli (1667 - 1748)
- Giacomo Torelli (1608 - 1678)
- Stefano Torelli (1712 - 1784)
- Cesare Torelli Romano (… - 1615)
- Andrea Toresani (1727 - 1760)
- Ambrosino da Tormoli (ou Ambrogino da Soncino ou Fra Ambrosino da Tormoli) (1437 - 1517)
- Jacopo Torni (dit Jacobo Fiorentino ou L'Indaco, ou Jacopo dell'Indaco) (1476 - 1526)
- Niccolò Tornioli (1598 - 1651)
- Luigi Toro (1835 - 1900)
- Giovanni Battista della Torre (1585 - 1641)
- Jacopo Torriti (fin XIIIe  - début XIVe siècle)
- Giuseppe Tortelli (1662 - v. 1700)
- Paolo Toschi (1788 - 1854)
- Nicola Toselli (1706 - ca. 1780)
- Michele Tosini dit Michele di Ridolfi ou Michele Ghirlandaio (1503 - 1577)
- Francesco Traini actif de env. 1321 à env.1365.
- Ludovico Trasi (1634 - 1694)
- Gaspare Traversi (1722 - 1770)
- Ernesto Treccani (1920 - 2009)
- Giacomo Trecourt (1812 - 1882)
- Jacopo da Treviglio XVe siècle
- Francesco Trevisani (1656 - 1746)
- Angiolo Tricca(1817 - 1884)
- Antonio Domenico Triva (1626 - 1699)
- Monaldo Trofi- également connu sous le nom de Monaldo Corso ou Monaldo da Viterbo ou il Truffetta - (actif 1505 - 1539)
- Giulio Trogli dit il Paradosso (1613 - 1685)
- Tito Troja (1847 - 1916)
- Giuseppe Troni (en portugais José Troni) (1739 - 1810)
- Giovanni Battista Trotti, (dit II Malosso « mauvais os ») (1555 - 1619)
- Giovanni Tuccari (1667 – 1743)
- Bartolomeo d'Agnolo Tucci (1427- 1485?)
- Biagio di Antonio Tucci (1466 - 1515)
- Jacopo Tumicelli (1764 ou 1784 - 1825)
- Cosmè Tura ou Cosimo Tura (1420 / 1430 - 1495).
- Alessandro Turchi dit l' Orbetto ou Alessandro Veronese (1578 - 1649)

### U
- Francesco d'Ubertino ou Francesco Ubertini dit Le Bacchiacca, (1494 - 1557)
- Paolo Uccello (1397 - 1475)
- Giovanni da Udine ou Giovanni Nanni, ou Giovanni do’Ricamatori, (1487 - 1564)
- Agostino Ugolini (1758 – 1826)
- Giuseppe Ugolini (1826 - 1897)
- Ranieri di Ugolino XIIIe siècle
- Jacques d'Ulm (1407 - 1491)
- Cosimo Ulivelli, (1625 - 1704)
- Andrea Urbani (1711 - 1798)
- Ludovico Urbani (1460 - 1493)
- Francesco da Urbino (1545 - 1582)
- Carlo Urbino da Crema (1525 – après 1585)
- Gianfilippo Usellini (1903 - 1971)
- Andrea Utili (ou Andrea Utili da Faenza) (actif entre 1481 et 1502)

### V
- Wainer Vaccari (1949-)
- Andrea Vaccaro (1604 - 1670)
- Domenico Antonio Vaccaro (1678 - 1745)
- Lorenzo Vaccaro (1655- 1706)
- Sergio Vacchi (1925 - 2016)
- Perin del Vaga (Piero di Giovanni Bonaccorsi) (1501 - 1547)
- Fausto Vagnetti (1876 - 1954)
- Gianni Vagnetti ou Giovanni Vagnetti (1898 - 1956)
- Alessandro Vaiani également connu sous le nom d'« Orazio Vajani » ou « Vajano » début du XVIIe siècle
- Francesco Domenico di Valdambrino (ou da Valdambrino) v.1363 - 1435)
- Antonio Valdoni (1834-1890)
- Jacopo da Valenza (actif entre 1485 et 1509)
- Silvestro Valeri (1814 - 1902)
- Giuseppe Valeriano (1526 - 1596)
- Bartolomeo Valiani (1793 - 1842)
- Giuseppe Valiani (1731 - 1800)
- Giuliano Vangi (1931 - 2024)
- Andrea Vanni ou Andrea di Vanni d'Andrea v. 1332 - v. 1414),
- Lippo Vanni (actif entre 1340 et 1375)
- Stefano d'Antonio di Vanni (vers 1405 - 1483)
- Turino Vanni (Torinus Vannis De Reguli) (1348 - vers 1438)
- Ottavio Vannini (1585 - 1644)
- Pellino di Vannuccio (actif 1377 - 1402)
- Domenico Vantini (1765 - 1821)
- Tanzio da Varallo ou « Il Tanzio », né Antonio d'Enrico (vers 1575 - 1580)
- Giovanni Antonio da Varese, dit « le Venosino » XVIe siècle
- Giorgio Vasari (1511 - 1574)
- Antonio Maria Vassallo v. 1620- entre 1664/ 1673)
- Alessandro Vasta (1724 - 1793)
- Pietro Paolo Vasta (1697 - 1760)
- Antonio Vassilacchi (appelé Aliense) (Αντώνιος Βασιλάκης) (1556 - 1629)
- Pietro della Vecchia de son vrai nom Pietro Muttoni (1603 - 1678)
- Vecchietta, Francesco di Giorgio e di Lorenzo', dit Vecchietta ou Lorenzo di Pietro (~1410 - 1480)
- Francesco Vecellio (v. 1475 /1483 - 1559 ou 1560)
- Emilio Vedova (1919 - 2006)
- Giuseppe Velasco (1750 - 1827)
- Francesco Vellani (1688 - 1768)
- Bartolomeo Veneto v. 1470 - 1531)
- Domenico Veneziano (1400 - 1461)
- Giuseppe Veneziano (1971 -...)
- Jacometto Veneziano (actif de 1472 à 1497)
- Lorenzo Veneziano (actif 1357 - 1372)
- Paolo Veneziano ou Paolo da Venezia1 (vers 1290 - 1358/ 1362)
- Stefano Veneziano ou Stefano di Sant'Agnese (XIVe siècle)
- Marcello Venusti (1512/ 1515- 1579)
- Agostino Veracini (1689 - 1762)
- Gemma Vercelli (début XXe siècle - 1995)
- Giulio Romano Vercelli (1871 - 1951)
- Renato Vercelli (1907-1988)
- Umberto Verdirosi (fin XXe début XXIe siècle)
- Napoleone Verga (1833 - 1916)
- Franco e Filippolo de Veris (Franco de Veris ou Lanfranco) (Milan… – début du XVe siècle), et Filippolo de Veris (… – première moitié du XVe siècle)
- Cristoforo Scacco di Verona (XVe et XVIe siècles)
- Liberale da Verona (1441 - 1526)
- Michele da Verona (1470 - v. 1540)
- Stefano da Verona (Stefano di Giovanni) (1379 - 1438 env. )
- Vincenzo di Stefano da Verona (ou encore Vincenzo da Verona) (XVe siècle)
- Bonifazio Veronese ou Bonifazio Veneziano né Bonifazio de' Pitati (1487 - 1553).
- Paul Véronèse (1528 - 1588)
- Zenone Veronese (1484 - après 1552/1554)
- Luigi Veronesi (1908 - 1998)
- Antonio Verrio (1639 – 1707)
- Andrea del Verrocchio, Andrea di Michele di Cione dit Le Verrocchio (1435 - 1488)
- Giulio Versorese ( 1868 -...)
- Renzo Vespignani (1924 - 2001)
- Paolo Vetri (1855 - 1937)
- Virginia Vezzi (1600 - 1638)
- Maître de la Vie de saint Jean-Baptiste, maître anonyme, actif dans la première moitié du Trecento, le XIVe siècle italien.
- Achille Vianelli (1803 - 1894)
- Alberto Vianelli (1841-1927)
- Lorenzo Viani (1882 - 1936)
- Giovanni Maria Viani (1636 - 1700)
- Domenico Maria Viani (1668-1711)
- Andrea Vicentino ( v. 1542 – 1617/1618)
- Teodoro Viero (1740-1795, 1819 ou 1821)
- Antonio Vighi (En russe : Anton Karlovitch) (1764-1844)
- Tommaso de Vigilia Masius de Vigilia, de Virgilio ou de Gilia (actif 1444 - 1497)
- Jacopo Vignali (1592 - 1664)
- Maestro di Vignola (actif v. 1425)
- Carlo Maria Viganoni (1786 - 1839)
- Arturo Viligiardi (1869 - 1936)
- Aleardo Villa (1865 – 1906)
- Tomasino da Vimercate (actif entre 1390 et 1415)
- Léonard de Vinci (Vinci, 1452 - Amboise, 1519)
- Domenico Viola (env. 1610 - 1696)
- Giovanni Battista Viola (1576 - 1622)
- Giulio Viotti (1845 - 1877)
- Antonino Virduzzo (1926 - 1982)
- Antonio Visentini (1688 - 1782)
- Filippo Vitale (1585 - 1650)
- Alessandro Vitali (1580 - 1640)
- Giancarlo Vitali (1929 - 2018)
- Gioseffo Vitali (XVIIIe siècle).
- Timoteo della Vite ou Timoteo Viti ou encore Timoteo da Urbino (1469 - 1523)
- Francesco d'Antonio da Viterbo (ou Francesco d'Antonio Zacchi da Viterbo dit Balletta) (v.1407 - v. 1476)
- Giulio Vittini (1888-1968)
- Alvise Vivarini (1446 - v. 1502)
- Antonio Vivarini (dit Antonio da Murano) (1415 - v. 1480)
- Bartolomeo Vivarini (~1432 - ~1499)
- Antonio Viviani dit il Sordo di Urbino, (1560 - 1620)
- Ludovico Viviani ou Ludovico Viviani da Urbino (... - 1649)
- Vincenzo Volpe (1855 - 1929)
- Pietro Volpes (1827 - 1924)
- Giovanni da Volpino (ou Johannes de Volpino) - XVe siècle
- Daniele da Volterra (ou Daniele Ricciarelli ou le Volterran) (1509 - 1566)
- Francesco da Volterra (actif entre 1338 et 1376)
- Volterrano (ou il Volterrano) né Baldassarre Franceschini, (1611 - 1689)
- Galeazzo von Mörl XXe siècle

### W
- Teodoro Wolf Ferrari (1878 - 1945)

### X
- Ettore Ximenes (1855 – 1926)

### Z
- Giovanni Francesco Zabello (actif en 1646)
- Giacomo Zoboli (1681 – 1767)
- Turpino Zaccagna (ou Turpino di Bartolomeo Zaccagnini) actif en 1537
- Zaccaria Zacchi (1473 - 1544)
- Matteo Zaccolini appelé aussi « Zacolini » et « Zocolino »  (1574 – 1630)
- Bernardino Zaganelli (v. 1460 - v. 1510)
- Luigi Zago (1894 - 1952)
- Eugenio Zampighi  (1859 - 1944)
- Giuseppe Zanatta (1634 - 1720)
- Leopoldina Zanetti Borzino (1826-1902)
- Giacomo Zanguidi ou Jacopo Zanguidi ou Jacobo Bertoja, dit Bertoia (1544 - 1574)
- Filippo Zaniberti (Brescia, 1585 - 1636)
- Domenico di Zanobi (actif 1460 - 1481)
- Davide Zanotti (1733 - 1808)
- Giampietro Zanotti (1674 - 1765)
- Onofrio Zanotti (1787 - 1861)
- Alberto Zardo (1876 - 1959)
- Giuseppe Zattera (1826 - 1891)
- Carlo Zatti (1809 - 1899)
- Giuseppe Zauli (1763-1822)
- Ambrogio Zavattari (av. 1441 - 1481)
- Cristoforo Zavattari XVe siècle
- Franceschino Zavattari (1417 - 1453)
- Franceschino II Zavattari (fin du XVe siècle et XVIe siècle)
- Giangiacomo Zavattari (fin du XVe siècle et XVIe siècle)
- Giovanni Zavattari (av 1441- v.1481)
- Gregorio Zavattari (actif 1441-1481)
- Guidone Zavattari XVIe siècle
- Vincenzo Zavattari (fin du XVe siècle et XVIe siècle)
- Costantino di Jacopo Zelli ou Costantino Zelli fin du XVe début XVIe siècle
- Giovanni Battista Zelotti ou Battista Farinati (1526 - 1578)
- Bernardo ou Bernardino Zenale (~1460 - 1526)
- Giovanni Vincenzo Zerbi (ou Vincenzio Zerbi) XVIIe siècle
- Altichiero da Zevio (ou Aldighieri da Zevio) (Zevio, v. 1330 - v. 1390)
- Giuseppe Zevola (1952 - ???)
- Giuseppe Zigaina (1924 - 2015)
- Carlo Zinelli dit Carlo (1916 - 1974)
- Giacomo Zoboli (1681 – 1767)
- Carlo Zocchi (1894 - 1965)
- Giuseppe Zola (Brescia, 1672 - 1743)
- Gaetano Zompini (1700-1778)
- Antonio Zòna (1814 - 1892)
- Antonio Zoppi (1860 - 1926)
- Paolo Zoppo (fin du XVe siècle - 1515)
- Francesco Zuccarelli (1702 - 1788)
- Arnaldo Zuccari (1861 - 1939)
- Federico Zuccaro ou Zuccari  (1543 - 1609)
- Taddeo Zuccaro ou Zuccari (1529 - 1566)
- Antonio Zucchi, (1726 - 1795)
- Francesco Zucchi (… - 1620)
- Jacopo Zucchi (1540-v. 1590)
- Luigi Zuccoli (1815 - 1876)
- Francesco Zugno v. 1708 - 1787)

## Classement chronologique

### VIIIe–XIIesiècle
- VIIIe ou IXe siècle — Maestro di Castelseprio
- XIIe — Alberto Sotio ou Alberto Sozio
- début XIIe siècle — Mastro Guglielmo (« Maître Guglielmo »)
- fin du XIIe siècle — Maestro della Croce 432 (« Maître du crucifix 432 »)

### XIIIesiècle: LeDuecentoitalien
Voir aussi la catégorie « Peintre italien du XIIIe siècle »
- Début XIIIe siècle — Maestro della Croce 434 (« Maître du crucifix 434 ») maître anonyme de la peinture byzantine
- Début XIIIe siècle — Maestro bizantino del Crocifisso di Pisa (« Maître byzantin du crucifix de Pise ») maître anonyme de la peinture byzantine.
- XIIIe siècle , première moitié  — Maestro del San Francesco Bardi
- XIIIe siècle , première moitié  — Maître des Crucifix bleus
- XIIIe siècle , première moitié — Maestro del Bigallo (maître du Bigallo)
- XIIIe siècle — Maestro delle Palazze
- XIIIe siècle —  Maître des Crucifix franciscains
- XIIIe siècle  — Maestro della Santa Cecilia (« Maître de sainte Cécile »)
- XIIIe siècle  — Maestro di Badia a Isola
- XIIIe siècle - Corso di Buono
- XIIIe siècle — Meliore di Jacopo, ou simplement Meliore,
- Dernier quart du XIIIe siècle — Maestro della Cattura
- vers 1210 - après 1274  — Bonaventura Berlinghieri ou Bonaventura Berlinghiero
- v. 1220 - 1290 — Margarito (Margaritone Aretino)
- 1225 - 1276 — Coppo di Marcovaldo
- actif 1228 - 1282 — Barone Berlinghieri ou Barone di Berlinghiero da Lucca
- actif 1229 - 1254 — Giunta di Capitino dit Giunta Pisano (en latin, Junta Pisanus)
- actif 1232 - 1255 — Marco Berlinghieri
- v. 1240 - v. 1295 — Vigoroso da Siena
- XIIIe siècle — Enrico di Tedice
- ... - ap. 1277 —  Ugolino di Tedice
- XIIIe siècle —  Ranieri di Ugolino
- 1240 - 1260  — Maître de Calci (en italien, Maestro di Calci ou Maestro della croce di Calci)
- actif 1240 - 1270  — Maître de Santa Maria Primerana (en italien, Maestro di Santa Maria Primerana, ou Maestro della Madonna di Santa Maria Primerana).
- 1240 - 1302 -  Cenni di Pepi dit Cimabue
- v. 1240 - 1299 — Oderisi da Gubbio
- (documenté 1249 - 1261)  — Gilio di Pietro
- actif 1250 à 1291 — Dietisalvi di Speme
- 1250 - v. 1325 — Memmo di Filipuccio
- 1255 - 1319 — Duccio di Buoninsegna
- 1259 - 1330 — Pietro Cavallini
- actif 1260 - 1280 — Guido da Siena
- 1267 - 1337 — Giotto (Giotto di Bondone)
- actif 1270 - 1279 — Rinaldo da Siena

Maître de Santa Maria Primerana (en italien, Maestro di Santa Maria Primerana, ou Maestro della Madonna di Santa Maria Primerana), actif entre 1240 et 1270.
- vers 1270 - 1330 — Segna di Bonaventura (ou Segna di Buonaventura)
- documenté 1278 - 1362 — Guido di Graziano
- actif 1280 - 1300 — Maestro della Cattura di Cristo (« Maître de l'Arrestation du Christ »)
- 1280 - v. 1349 — Guiduccio Palmerucci ou Guiduccio di Palmeruccio
- fin XIIIe siècle  — Maestro d'Isacco ou Maître d'Isaac
- fin XIIIe  - début XIVe siècle — Jacopo Torriti
- fin XIIIe  - début XIVe siècle — Filippo Rusuti
- seconde moitié du XIIIe siècle  —  Maître de la Madeleine (En italien : Maestro della Maddalena) peintre italien anonyme

### XIVesiècle: LeTrecentoitalien
Voir aussi la Catégorie:Peintre italien du XIVe siècle
- fin du XIIIe — première moitié du XIVe siècle—Maître de la Vie de saint Jean-Baptiste
- fin du XIIIe — première moitié du XIVe siècle—Maestro di san Pietro in Sylvis
- fin du XIIIe — première moitié du XIVe siècle—Maestro dell'Arengario
- fin du XIIIe — première moitié du XIVe siècle—Maître de la Résurrection
- fin du XIIIe — début du XIVe siècle — Giuliano da Rimini (actif 1307 à 1324)
- fin du XIIIe — milieu du XIVe siècle — Buonamico Buffalmacco
- début XIVe siècle — Maître de Città di Castello (en italien : Maestro di città di Castello)
- première moitié XIVe siècle — Palmerino di Guido
- première moitié XIVe siècle — Francesco da Rimini
- deuxième quart du XIVe siècle  —  Maître de 1333
- XIVe siècle (… -…) — Pace di Bartolo ou Pace da Faenza
- XIVe siècle (… -…) — Maestro Espressionista di Santa Chiara
- XIVe siècle (… -…) — Maestro del crocifisso Corsi (en français : « Maître du crucifix Corsi »)
- XIVe siècle (… -…) — Maestro della Cappella di San Nicola ou (Maestro di Talentino)
- XIVe siècle (… -…) — Maître de la Vie de saint Jean-Baptiste
- XIVe siècle (… -…) — Stefano Fiorentino
- XIVe siècle (… -…) — Francesco di Oberto ou Francesco d'Oberto da Moneglia
- XIVe siècle (… -…) — Piero di Puccio (ou Pietro di Puccio)
- XIVe siècle (… -…) — Puccio Capanna (ou Puccio Campana)
- XIVe siècle (… -…) — Francesco di Segna (ou Francesco di Segna di Buonaventura)
- XIVe siècle (… -…) — Ugolino Lorenzetti, nom donné par Bernard Berenson à un peintre italien gothique de l'école siennoise
- XIVe siècle — Giovanni da Rimini
- XIVe siècle — Maître de Fossa (en italien : Maestro di Fossa)
- XIVe siècle — Maître de Santa Caterina Gualino (en italien : Maestro  di Santa Caterina Gualino)
- XIVe siècle — Giorgio d'Aquila (Georges de Florence ou Georges Delaigly)
- fin du XIIIe  - seconde moitié du XIVe siècle — Matteo Giovannetti
- seconde moitié du XIVe siècle - Jacopo di Michele dit il Gera
- XIVe siècle — Baldassarre Carrari l'Ancien
- XIVe siècle — Maître des Effigies dominicaines
- XIVe siècle — Stefano Veneziano ou Stefano di Sant'Agnese
- actif 1271 - 1312 — Grifo di Tancredi  (anciennement Maestro di San Gaggio).
- v. 1280 - 1348 — Pietro Lorenzetti ou Pietro Laurati
- 1280 - 1349 — Ugolino di Nerio ou Jean Ugolino di Nerio
- 1280 - 1350 — Pietro da Rimini
- act. 1284 - 1331 — Deodato Orlandi
- 1284 - 1344 — Simone Martini
- 1290 -…  — Bernardo Daddi
- actif entre 1290 et 1320 environ - Maître des Albertini (en italien : Maestro degli Albertini)
- actif entre 1290 et 1320 environ - Maître de San Torpè (en italien : Maestro di San Torpè)
- v. 1290 - 1348 — Ambrogio Lorenzetti
- act. 1290 - 1348 — Maestro della Santa Cecilia (« Maître de sainte Cécile »), peintre italien anonyme du XIIIe siècle
- vers 1290 - 1358 / 1362 — Paolo Veneziano ou Paolo da Venezia1
- documenté 1291 - 1339  — Massarello di Giglio
- 1291 - 1356  — Lippo Memmi né Filippo di Memmo
- 1296 - 1327 — Lippo di Benivieni
- 1297 - 1358 — Jacopo di Casentino ou Iacopo del Casentino
- avant 1300 - actif jusqu'en 1322 — Neri da Rimini
- … - 1348 — Maso di Banco ou Maso di Banco Giottino
- avant 1300 - après 1362 — Giovanni Baronzio (Giovanni da Rimini)
- vers 1300 - 1366 — Taddeo Gaddi (ou Gadda)
- actif 1302 - 1340 — Pacino di Bonaguida
- actif 1305 - 1310 — Montano d'Arezzo
- 1300 ou 1310 - 1378 — Bartolomeo Bulgarini ou Bartolomeo di Misser Bolgarino ou Bolgarini
- ? - 1366 — Nardo di Cione
- 1306 - 1365 — Giovanni da Ponte (Giovanni da Santo Stefano da Ponte)
- v. 1308 - 1368 — Andrea Orcagna
- actif entre 1310 - 1350 — Niccolò di Segna
- 1310/1320 - 1368/1370 — Guariento di Arpo
- ~ 1315 - 1373 — Allegretto Nuzi (ou Allegretto di Nuzi)
- actif vers 1320 - 1350 — Lello da Orvieto
- v. 1320 - 1383 — Pseudo Jacopino ou Jacopino di Francesco Bavosi
- v. 1320 - ap. 1382 - Roberto di Oderisio
- v. 1320/ 1330 - v. 1398/ 1400 — Jacopo di Cione
- v. 1322 - 1368 — Matteo Giovanetti
- 1324 - 1369 — Giottino Giotto di Stefano ou Tommaso (ou Maso) di Stefano ou Tommaso Fiorentino
- actif de 1325 à 1347  — Giovanni di Bonino
- v. 1325 -  v. 1403 — Niccolò da Bologna, connu aussi comme Nicolo di Giacomo di Nascimbene
- 1325 - 1421 — Dalmasio Scannabecchi ou Lippo Di Dalmasio Scannabecchi ou Lippo Dalmasio (Vasari)
- 1326 - 1379 — Tommaso da Modena  Tommaso Barisini (ou Barisino or Rabisino)
- v. 1328 - v. 1386 — Barnaba Agocchiari (dit Barnaba da Modena)
- actif 1330 - 1360 — Naddo Ceccarelli
- actif 1330 - 1360 — Mello da Gubbio
- actif 1330 - 1361 — Vitale da Bologna (ou Vitale di Almo de' Cavalli ou encore Vitale degli Equi)
- 1330 - 1390 — Giusto de Menabuoi
- v. 1330 - v. 1390 — Altichiero da Zevio (ou Aldighieri da Zevio)
- 1330 - 1399 — Simone dei Crocifissi ou Simone di Filippo Benvenuti ou Simone di Filippo di Benvenuto
- 1330 - 1410 — Bartolo di Fredi (ou Manfredi De Battilori)
- 1330 - 1410 — Jacopo di Mino del Pellicciaio
- av 1331 -…) (XIVe siècle — Guccio del Sero (ou Aghinetti)
- v. 1332 - v. 1414) — Andrea Vanni ou Andrea di Vanni d'Andrea
- milieu XIVe -  début  XVe siècle — Cristoforo da Ferrara parfois Cristoforo da Modena ou Cristoforo da Bologna
- 1337 - 1404 — Benci di Cione
- act. 1338 - 1376 — Francesco da Volterra
- actif entre 1340 et 1375 — Lippo Vanni
- ?  - 1416 — Jacopo Avanzi
- act 1343 - 1377 — Andrea di Bonaiuto (ou Andrea Bonaiuti ou Andrea da Firenze)
- doc. 1345 - 1384 — Biagio di Goro Ghezzi
- 1345 - 1411 — Paolo di Giovanni Fei
- v. 1345 - v. 1430 — Jacopo di Paolo
- 1348 - vers 1438 — Turino Vanni (Torinus Vannis De Reguli)
- actif entre 1348 - 1363 — Niccolò di ser Sozzo,
- actif entre 1350 - 1369 — Giovanni da Milano
- documenté de 1359 - 1394 — Matteo di Pacino
- … - 1380 — Barna da Siena ou Barna di Bertino dit
- deuxième moitié du XIVe siècle — Giovanni di Benedetto da Como
- deuxième moitié du XIVe siècle — Bernardo Falconi
- deuxième moitié du XIVe siècle — Niccolò di Tommaso
- 1350 - 1396 — Agnolo Gaddi
- 1350 - 1398 — Giovannino de' Grassi
- v. 1350 - 1410 — Spinello Aretino, né Spinello di Luca Spinelli
- v. 1350 - v. 1420 — Battista di Gerio ou encore Battista da Pisa
- v. 1351 - avant 1424 — Matteo di Ser Cambio
- 1351 - 1435 — Antonio Baboccio da Piperno ou Antonio Baboto
- actif 1353 - 1370 — Niccolò Semitecolo (dit Nicoletto)
- actif 1357 - 1372 — Lorenzo Veneziano
- 1373 - 1452 — Bicci di Lorenzo
- actif 1355 - 1369 — Andrea da Bologna, ou de' Bartoli
- acttif 1355 - 1388 — Niccolò di Buonaccorso ou Niccolò di Bonaccorso
- actif 1356 - 1390 — Luca di Tommè ou Luca Thome
- v. 1356 - v. 1398 — Giovanni del Biondo
- 1357 - 1426 / 1427 — Bittino da Faenza (ou Bitino)
- 1359 - 1395 — Francescuccio Ghissi
- 1360 - 1410 — Lippo Dalmasio ou Filippo Scannabecchi
- 1360 - 1413 — Gherardo Starnina
- v. 1360 - v. 1401 — Cola Petruccioli,
- … - 1404 — Ugolino di Prete Ilario
- … - 1409 —Maestro Guccio
- … - après 1412 — Francesco del Fiore
- … – v. 1415 — Cenni di Francesco (Cenni di Francesco di ser Cenni)
- 1363 - 1422 — Taddeo di Bartolo
- v. 1363 - 1435 — Francesco Domenico di Valdambrino (ou da Valdambrino)
- actif 1345 - 1365  — Puccio di Simone
- actif 1365 - 1407 — Angelo Puccinelli
- 1366 ou 1369 - 1441 — Bartolomeo di Fruosino
- v. 1368 - v. 1415) — Niccolò di Pietro Gerini
- actif 1370 - 1385 — Jacobello di Bonomo
- 1370 - 1424 — Lorenzo Monaco
- v. 1370 - v. 1430 — Salomone de' Grassi
- fin XIVe  -  début  XVe siècle — Michelino da Besozzo
- actif au XIVe siècle — Ottaviano da Faenza
- actif v. 1370 — Maestro della Cappella Rinuccini (Maître de la chapelle Rinuccini)
- actif 1370-1372 — Francesco da Volterra
- v.1370 / 1380 - ap. 1426 — Jacopo Salimbeni ou Jacopo di San Severino
- (vers 1372 - 1430) — Maestro della Crocifissione Grigg (pseudonyme attribué à Giovanni di Francesco Toscani)
- 1375 - 1444  — Ottaviano Nelli
- actif 1377-1392 — Tommaso del Mazza, également connu comme le maître de Santa Verdiana
- 1377 – v. 1427 — Ambrogio di Baldese Reconnu comme étant Lippo d'Andrea
- v. 1390 - 1420 — Maestro di San Jacopo a Mucciana
- doc. 1394-1427 — Nicolò di Pietro (ou Nicolò Paradiso ou Niccolo di Pietro Veneziano)
- (… -…) (XIVe siècle- XVe siècle) —  Antonio da Alatri
- XIVe siècle - 1433  — Antonio Martini di Atri

### XVesiècle: LeQuattrocentoitalien
Voir aussi la Catégorie:Peintre italien du XVe siècle
- XVe siècle — Giambono di Corrado
- (… – début du XVe siècle), (Franco de Veris ou Lanfranco), Filippolo de Veris (… – première moitié du XVe siècle) — Franco e Filippolo de Veris
- fin du XIVe - milieu du XVe siècle — Francesco di Pesello
- fin du XIVe - milieu du XVe siècle — Guglielmo da Forlì (Guglielmo degli Organi), peintre de l'école de Forlì
- XIVe et XVe siècles — Carlo da Camerino
- XVe siècle — Antonio Alberto ou Antoniano Ferrarese
- XVe siècle — Ansuino da Forlì
- XVe siècle — Maestro dei Giochi Borromeo (Maître des jeux Borromée)
- XVe siècle — Maestro dei Polittici Crivelleschi
- XVe siècle — Maestro del trittico di Camerino (Maître du triptyques de Camerino) ou Maestro del trittico del 1454)
- XVe siècle — Maestro della crocifissione di Fiesole (Maître de la crucifixion de Fiesole)
- XVe siècle — Maître de l'Épiphanie de Fiesole
- XVe siècle — Maestro del Castello della Manta (maître anonyme auteur des fresques de la salle baronniale du château de Manta), près de Saluces.
- XVe siècle — Maître de Lecceto, maître anonyme
- XVe siècle — Premier Maître de Lecceto, maître anonyme
- XVe siècle — Maître de Santa Barbara a Matera
- XVe siècle — Maestro di Bambino Vispo
- XVe siècle — Lorenzo di San Severino le Jeune
- XVe siècle — Giovanni da Francia (Giovanni Francese, Jean Charlier)
- XVe siècle — Giovanni da Volpino (ou Johannes de Volpino)
- XVe siècle — Aimone Duce
- XVe siècle — Domenico della Marca di Ancona
- XVe siècle — Isacco da Forlì (ou Isaac ben Ovadia ben David)
- XVe siècle — Cristoforo Zavattari
- XVe siècle — Bartolomeo de Benincà
- XVe siècle — Perinetto da Benevento
- XVe siècle — Jacopo da Treviglio
- XVe siècle — Stefano da Ferrara
- XVe siècle  Vincenzo di Stefano da Verona (ou encore Vincenzo da Verona)
- milieu du XVe siècle - Maestro della Natività di Castello
- milieu du XVe siècle - Antonio da Fabriano
- milieu du XVe siècle - v. 1530 — Bramantino (Bartolommeo Suardi dit )
- seconde moitié du XVe siècle – v.1516 — Jacopo Ripanda
- env. 1367 - 1446 — Giuliano Pesello ou Giuliano d'Arrigho  dit Pesello,
- 1370 - v. 1427 — Gentile da Fabriano (Gentile di Niccolò di Giovanni Massi)
- … - 1427 —  Lorenzo di Bicci,
- 1370 - 1434 — Scolaio di Giovanni dit Maestro di Borgo alla Collina
- v. 1370 - v. 1439 — Jacobello del Fiore
- v. 1370 - v. 1440 — Cennino Cennini ou Cennino d'Andrea di Cennini ou Cennino de Colle
- 1374 - début des années 1420  — Lorenzo Salimbeni (ou Lorenzo di San Severino)
- 1374 - 1438 — Jacopo della Quercia
- v. 1375-1453 — Giacomo Jaquerio
- 1376 - 1440 — Lorenzo di Niccolò, ou Lorenzo di Niccolò Gerini
- actif 1377 - 1402 — Pellino di Vannuccio
- v. 1377 - v. 1427 — Ambrogio di Baldese (reconnu comme Lippo d'Andrea)
- env. 1377 - env. 1456 - Rossello di Jacopo Franchi
- 1379 - env. 1438 — Stefano da Verona (Stefano di Giovanni)
- 1379 – 1455 — Giovanni da Modena né Giovanni di Pietro Falloppi
- 1380/1385 - 1417 — Benedetto di Bindo ou Benedetto di Bindo Zoppo
- 1382 - 1455 — Antonio Solario (lo Zingaro)
- 1383 - v. 1440 — Masolino da Panicale né Tommaso di Cristoforo Fini dit
- 1385 - 1437 — Giovanni del Ponte ou (Giovanni dal Ponte né Giovanni di Marco).
- v. 1385 - v. 1462 — Nicola da Guardiagrele patronyme de Nicola Gallucci ou encore Nicola di Andrea di Pasquale
- 1387 - 1455 — Fra Angelico (Guido di Pietro da Mugello)
- 1387 - 1453 — Parri Spinelli
- av. 1388 - 1439 — Olivuccio di Ciccarello
- 1389 - 1428 — Andrea di Bartolo (1389-1428),
- actif entre 1390 et 1415 — Tomasino da Vimercate
- v. 1390 - ap. 1424 — Gregorio di Cecco (ou Gregorio di Cecco da Lucca ou encore Gregorio da Lucca di Cecco)
- 1392 - 1450 ou 1451 — Sassetta ou Il Sassetta né Stefano di Giovanni ou encore dénommé Stefano di Giovanni di Consolo da Cortona
- (actif en 1393) (XIVe siècle)—Ilario da Viterbo (ou Ilario Zacchi da Viterbo)
- 1393 - 1451 — Battista di Biagio Sanguigni (nommé aussi Maître de 1419)
- 1393 - 1457 — Mariotto di Cristofano
- v. 1390 - 1455 - Pisanello
- act. 1394 - 1424 — Mariotto di Nardo
- act. 1395-1402 — Anovelo da Imbonate
- env. 1395 - 1486 — Ventura di Moro
- 1396 - v. 1458 — Angelo Roccadirame (Arcuccio Angiolillo),
- 1397 - actif jusqu'en 1463 — Borghese di Piero Borghese ou Pietro Borghese
- vers 1397 - 1468 — Francesco Squarcione
- 1397 - 1475 — Paolo Uccello
- 1397 - 1478 — Paolo Schiavo, pseudonyme de Paolo di Stefano Badaloni
- … - v. 1477 — Giovanni Boldù dit Zuan
- ?   - 1484 — Fra Carnevale (Bartolomeo Corradini)
- 1399 ou 1403 - 1482 — Giovanni di Paolo di Grazia ou Giovanni dal Poggio
- 1400 - 1461 - Domenico Veneziano
- v. 1400 - v. 1462 — Michele Giambono (ou Michele di Taddeo, Giambono, Zambone, Zambono, Bono, ou encore Michele Giovanni Boni
- v. 1400 - 1467 — Priamo della Quercia, peintre de l'école siennoise de la première Renaissance
- v. 1400 / 1404 - v. 1445 / 1447 — Domenico di Bartolo
- v. 1400 - 1450 ou 1451 — Andrea di Giusto Manzini
- v. 1400 - 1469 — Giacomino da Ivrea
- 1401 - v. 1428 — Masaccio (Tommaso di Giovanni Cassai)
- 1403 - 1452 — Onorata Rodiani (ou Rodiana)
- vers 1403 - vers 1466 — Dello di Niccolò Delli
- 1403 - v. 1470 — Dello di Niccolò Delli
- actif 1404 - 1463 — Pietro di Giovanni Mazzaforte
- 1405 ou 1406 - 1481 — Sano di Pietro Ansano di Pietro di Mencio dit
- vers 1405 - 1483 — Stefano d'Antonio di Vanni
- 1406 - 1469 - Fra Filippo Lippi
- 1406 - 1486 — Lo Scheggia (né Giovanni di Ser Giovanni)
- v. 1407 - v. 1476 — Francesco d'Antonio da Viterbo (ou Francesco d'Antonio Zacchi da Viterbo dit Balletta)
- 1407 - 1491 — Jacques d'Ulm
- 1408 / 1411 - 1454 — Bartolomeo di Tommaso da Foligno
- connu de 1410 - 1449 — Pietro di Giovanni d'Ambrosio (ou d'Ambrosi)
- v. 1410 - 1480 — Vecchietta, Francesco di Giorgio e di Lorenzo', dit Vecchietta ou Lorenzo di Pietro
- v. 1410 - v. 1495 — Andrea de Litio ou Delitio ou encore Delisio, actif 1430 - 1480
- env. 1411 - 1450 — Giovanni d'Alemagna
- act. 1412 - 1466 — Giacomo da Recanati (ou Giacomo di Nicola da Recanati)
- 1412 - 1459  — Giovanni di Francesco
- 1412 - 1468 — Zanobi Strozzi (Zanobi di Benedetto di Caroccio degli Strozzi ou Zanobi di Benedetto Strozzi)
- v. 1412 - 1492 — Piero della Francesca (Piero di Benedetto de Franceschi)
- documenté de 1413 à 1461 — Gaspare da Pesaro
- v. 1410 / 1420 - 1479 — Giorgio d'Alemagna
- 1415 - v. 1480 — Antonio Vivarini (dit Antonio da Murano)
- 1415 / 1420 - 1478/ 1481 — Giovanni Angelo d'Antonio,
- 1417 - 1453 — Franceschino Zavattari
- 1417 - 1491 — Domenico di Michelino
- 1418 - 1492 — Neri di Bicci
- v. 1419 - 1457 — Andrea del Castagno (né Andrea de Bartolo de Bargilla)
- v. 1420 -…  —  Colantonio né Niccolò Antonio
- 1420 - 1469  — Giovanni Francesco da Rimini, Maître des scènes de la Vie de la Vierge
- v. 1420 - v. 1495  — Andrea de Litio ou Delitio ou encore Delisio
- v. 1420 / 1424 - 1497 — Benozzo Gozzoli (Benozzo di Lese)
- v. 1420 - 1505 — Bartolomeo Caporali
- 1420 / 1430 - 1495  — Cosmè Tura ou Cosimo Tura
- 1420 / 1430 - après 1486 Paolo da Caylina l'Ancien ou Paolo da Brescia
- v. 1422 - 1457 — Francesco di Stefano Pesellino dit Il Pesellino ou Francesco Peselli
- 1425 / 1433 - 1516 — Giovanni Bellini dit Giambellino
- 1420 - ap. 1480 — Giovanni Boccati (Giovanni di Pier Matteo Boccati da Camerino)
- 1420 - 1496 — Benedetto Bonfigli
- 1421 - 1453 — Niccolò Pizzolo ou Nicolò Pizolo ou même Nicolò di Pietro da Villaganzerla
- av. 1421 - 1481 — Leonardo da Besozzo ou Leonardo Molinari da Besozzo
- 1425 - 1479 — Taddeo Crivelli
- … - 1495 — Angelo Maccagnino ou Angelo di Pietro da Siena
- 1425 - 1495 — Pellegrino di Mariano
- v. 1425 - ap. 1495 — Matteo Cesa ou Matteo da Cesa
- v. 1425 - 1500 — Leone Cobelli
- v. 1425 - v. 1504 — Jacopo Loschi
- actif v. 1425 — Maestro di Vignola
- 1427 - 1460 — Maître de Pratovecchio dit Jacopo di Antonio
- 1427- 1485? — Bartolomeo d'Agnolo Tucci
- 1427 - 1499 — Alesso Baldovinetti ou Alessio
- v. 1428 - 1507 — Gentile Bellini
- 1429 - 1519 — Vincenzo Foppa
- v. 1430 - v. 1473 — Belbello da Pavie (Giovanni di Luchino Belbello ou encore Giovannino de Grassi)
- v. 1430 - 1479 — Antonello da Messina
- v. 1430 - v. 1480 — Simone Pappa l'Ancien
- v. 1430 - ap. 1482) (XVe siècle) — Franco dei Russi
- v. 1430 - 1479 — Antonello de Messine
- v. 1430 - ap. 1483 — Girolamo de'Corradi (Girolamo da Cremona)
- 1430 - 1487 — Guglielmo da Pesaro
- 1430 - 1494  — Andrea Bellunello ou Andrea da San Vito ou encore Andrea di Foro
- v. 1430 - 1495 — Matteo di Giovanni ou Matteo da Siena ou encore Matteo di Giovanni di Bartolo
- 1430 - 1502 — Niccolò Alunno ou Niccolò di Liberatore et Niccolò da Foligno
- v.1430 - v.1506 — Pier Antonio Mezzastris ou Mezastris
- v. 1430 - v. 1510 — Antoniazzo Romano né (Antonio di Benedetto Aquilo degli Aquili),
- v. 1430 - 1512 — Lazzaro Bastiani
- 1431 - 1496  — Antonio Pollaiolo ou Antonio del Pollaiolo, Antonio di Jacopo Pollaiuolo né Antonio Benci
- 1431 -... — Maître des Vitae Imperatorum (nom donné par Pietro Toesca en 1912 à l'auteur anonyme des miniatures qui illustrent une traduction italienne des Vitae imperatorum de Suétone)
- v. 1431 - 1506 — Andrea Mantegna
- v. 1432 - 1492 — Francesco Benaglio
- v. 1432 - v.1499 — Bartolomeo Vivarini
- 1433 - 1484 — Francesco d'Antonio del Chierico
- 1433 - premier mois 1434 - 1504 — Mariano del Buono
- v. 1433 - 1511  — Giovanni Mazone
- v. 1434 / 1437 - 1531 — Bernardo Parentino (dit aussi Bernardino Parentino ou Bernardo da Parenzo ou encore Bernardino da Parenzo)
- 1435 - 1488 — Andrea del Verrocchio, Andrea di Michele di Cione dit Le Verrocchio
- vers 1435 - vers 1495 — Carlo Crivelli
- entre 1435 et 1441 - 1491 - Luca di Paolo da Matelica
- v. 1436 - 1477/ 1478 — Francesco del Cossa
- 1436 - 1509 / 1517 — Benvenuto di Giovanni (ou Benvenuto di Giovanni di Meo del Guasta)
- 1437 - 1517  —  Ambrosino da Tormoli (ou Ambrogino da Soncino ou Fra Ambrosino da Tormoli)
- 1438 - 1494 — Melozzo de Forlì, peintre de la pré-Renaissance de l'école de Forlì
- v. 1438 / 1441 - 1515 / 1525 — Antonio Leonelli ou Antonio Leonelli da Crevalcore
- 1439 - 1502 — Francesco di Giorgio Martini
- 1439 - 1507 — Cosimo Rosselli (di Lorenzo)
- 1440 - 1525 — Fiorenzo di Lorenzo
- 1440 - 1482 — Raimondo Epifanio
- v.1440 - 1482 — Agnolo degli Erri
- 1440 - 1498 — Giusto d'Andrea
- v. 1440 / 1450 - 1499  —  Jacopo da Montagnana
- v. 1440 / 1501 ou 1502  —  Vittorio Crivelli ou Vittore Crivelli
- av. 1441 - 1481 — Ambrogio Zavattari
- av 1441 - v. 1481 — Giovanni Zavattari
- av 1441 - 1481 — Gregorio Zavattari
- 1441 - 1526 — Liberale da Verona
- v. 1441 - 1496) Piero Pollaiuolo ou Piero del Pollaiuolo né Piero Benci
- actif 1442 - 1470 — Nicola da Siena ou Nicola di Ulisse da Siena
- 1442 - 1493 — Jacopo del Sellaio ou Jacopo di Arcangelo
- v. 1442 - 1518 — Domenico Morone
- v. 1443 - ap. 1504 — Baldassare d'Este ou Baldassare Estense
- 1443 - 1474 — Mattioli Battista di Baldassarre ou Baldassarre Mattioli
- 1443 - 1506 — Riccardo Quartararo
- actif 1444 - 1497 — Tommaso de Vigilia Masius de Vigilia, de Virgilio ou de Gilia
- 1444 - vers 1511 — Giovanni di Stefano
- 1444 - 1514 — Bramante (Donato di Angelo di Pascuccio)
- 1444/1445 - après 1497  — Pier Francesco Fiorentino
- 1444/1445 - 1510 - Sandro Botticelli
- v. 1445 - v. 1490 — Guglielmo Giraldi, (Guglielmo Giraldi del Magri) ou (del Magro)
- 1445 - 1497 — Gherardo di Giovanni del Fora ou Gherardo di Giovanni di Miniato, dit del Fora
- 1445 - avant 1513 — Francesco Rosselli
- v. 1445 - 1516 — Jacopo de' Barbari ou Jacopo di Barberino et Jacques de Barbary en français, surnommé le « Maître au caducée »

v. 1445 - 1516 — Pancrazio Jacovetti da Calvi
- av. 1446 - 1496 — Giuliano Amidei
- ~1446 - 1498 — Francesco Botticini ou Francesco di Giovanni Botticini
- 1446 - v. 1502 —  Alvise Vivarini
- 1446 - 1524 — Le Pérugin (Pietro di Cristoforo Vannucci)
- actif 1447 - 1482 — Bartolomeo degli Erri,
- 1447 - 1500 — Neroccio di Bartolomeo de' Landi ou Neroccio di Landi
- 1447 – v. 1520 — Paolo da San Leocadio
- 1447 - 1523 — Cesare da Sesto
- 1448 - 1507 — Domenico da Tolmezzo ou Mioni (Mion) ou encore Domenico di Candido
- 1447 - 1510 — Francesco Bianchi, dit il Frari,
- 1448 - 1502 — Bartolomeo della Gatta ou Don Bartolomeo Abbate di S. Clemente né Pietro di Antonio Dei
- v. 1448 - v. 1533 — Monte di Giovanni del Fora ou Monte di Giovanni di Miniato, dit del Fora
- actif 1449 à 1473 — Girolamo di Giovanni
- actif 1449 à 1480 — Ricciardo di Nanni (Ser)
- 1449 - 1494 — Domenico Ghirlandaio
- 1450 - ap. 1500 — Giovanni Canavesio
- 1450 - 1507 — Bernardino Butinone
- 1450 - 1523 - Bartolomeo Montagna (Bartolomeo Cincani)
- v. 1450 - av. 1516 — Antonio del Massaro da Viterbo (ou Pastura)
- 1450 - 1517  — Francesco Francia (Francesco di Marco di Giacomo Raibolini ou Francesco de Bologne ou Francesco Francia Bolognese), lat. Franciscus Bononiensis.
- v. 1450 - v. 1522/ 1525 — Ludovico Brea (ou Louis Bréa)
- v. 1450 - 1496 — Ercole Ferrarese (ou Ercole de’ Roberti)
- 1450 - 1503 / 1506 — Francesco dai Libri
- v. 1450 - ap. 1508 — Stefano Scotto
- v. 1450 - v. 1511 — Gianfrancesco da Tolmezzo ou Gian Francesco da Tolmezzo de son vrai nom Gianfranco del Zotto da Socchieve
- v. 1450 - 1524  — Luca Signorelli né Luca d'Egidio di Ventura appelé parfois Luca da Cortona
- v. 1450 - 1527 — Giovanni del Sega
- 1450 - 1527 — Bartolomeo Bonascia ou Bonasia ou De Bonasciis
- 1450 - env. 1516 — Guidoccio Cozzarelli (ou Guidoccio di Giovanni di Marco Cozzarelli)
- 1450 - 1526 —  Bernardo di Stefano Rosselli
- 1450 - 1528 — Giovanni di Pietro (dit Lo Spagna)
- v. 1450 - 1496 — Ercole Ferrarese ou Ercole de’ Roberti
- v. 1450-1534 — Alvise Donati ou Luigi ou Ludivico De Donati
- 1451 - v. 1475 — Cristoforo Moretti
- 1452 - 1509 — Pietro del Donzello
- 1452 -1517/1525 - Attavante degli Attavanti né Gabriello di Vante
- 1452 - 1519 — Léonard de Vinci
- 1453 - 1518 — Francesco Raibolini
- 1454 - 1513 — Pinturicchio (Bernardino di Betto)
- v. 1455 - v. 1508  — Giovanni Ambrogio de Predis
- v. 1455 - v. 1528 — Giovanni Martino Spanzotti
- vers 1456 - 1482/1488) — Jacobello d'Antonio ou encore Jacobello Antonello, Jacobello da Messina , ou Iacobello di Antonello
- 1456 - 1494 — Ippolito del Donzello (ou Polito del Donzello)
- 1457 - 1504 — Filippino Lippi
- 1458 - 1496 — Pietro di Francesco degli Orioli
- av. 1459 – 1508  — Giovanni Barbagelata
- 1459 - 1517 — Cima da Conegliano, né Giovanni Battista Cima
- v. 1459 - 1537 — Lorenzo di Credi
- act. 1460 - 1481 — Domenico di Zanobi
- 1460 - 1493 — Ludovico Urbani
- 1460 – 1505 — Filippo Mazzola dit Dell'erbetta
- v. 1460 - 1502 / 1503 — Donato Montorfano ou Giovanni Donato Montorfano
- 1460 - 1506 — Filippo di Antonio Filippelli
- vers 1400 - 1464 — Michele Pannonio
- v. 1460 / 1470 - 1510 — Lodovico Mantegna (ou Ludovico Mantegna)
- v. 1460 / 1465 - 1510 — Luca Baudo
- 1460 – 1513 — Sebastiano Mainardi ou Bastiano,
- v. 1460 - v. 1510 — Bernardino Zaganelli
- v. 1460 / 1465 - 1513 — Macrino d'Alba pseudonyme de Gian Giacomo de Alladio dit Macrino,
- 1460 - 1516 — Baldassarre Carrari le Jeune, peintre de l'école de Forlì
- v. 1460 - 1519 — Francesco Bonsignori (ou Francesco - Girolamo Monsignori)
- 1460 - 1522 — Roberto da Montevarchi dit (il Montevarchi)
- v. 1460 - 1523 — Pellegrino Aretusi (ou Pellegrino Munari ou Pellegrino da Modena)
- 1460 - 1524 — Andrea Solari  ou Solario né Andrea di Bartolo
- v. 1460 - 1525 — Benedetto Rusconi
- V. 1460 - 1526 — Bernardo ou Bernardino Zenale
- v. 1460 - v. 1526 Vittore Carpaccio (Vittore Scarpazza)
- v. 1460 - v. 1529 — Alessandro Araldi
- 1460 - 1529 — Giovanni Boccardi appelé aussi Boccardino il Vecchio
- v. 1460 - v. 1530 — Domenico Panetti
- v. 1460 - v. 1530 — Bernardino Lanzani
- 1460 - 1535 — Lorenzo Costa (Lorenzo Costa il Vecchio)
- v. 1460 - 1535 — Gian-Francesco de Maineri ou Francesco Maineri ou encore Gianfrancesco Maineri
- … - 1537 — Pietro Cavaro
- 1460 - 1539 — Marco Palmezzano
- v. 1460 - 1549 — Evangelista da Pian di Meleto
- v. 1460 - 1544 — Giannicola di Paolo, dit Smicca
- actif 1461 - 1479 — Giacomo da Campli
- après 1461 - avant février 1526 — Salvo d'Antonio ou Giovanni Salvo de Antonio
- actif 1462 - 1507 — Andrea di Giovanni dit Andrea da Murano
- 1462 - 1521 — Piero di Cosimo
- v. 1463 - ap. 1492 — Giovanni Baleison
- v. 1463 – v. 1518  —  Saturnino Gatti
- 1463 - 1518 — Lorenzo Fasolo ou Lorenzo da Pavia
- v. 1463 - v. 1525  —  Ercole Grandi ou Ercole da Ferrara
- actif 1464 - 1490  — Francesco Tacconi
- 1464 - 1515 — Pier Maria Pennacchi
- v. 1465 / 1467 - v. 1530 ou 1549 — Marco d'Oggiono
- v. 1465 - v. 1526 — Francesco Melanzio
- v. 1465 - 1535 ou 1537  — Giovanni Buonconsiglio ou Giovannu Bonconsigli, Le Marescalco, Marescalco Buonconsiglio
- v. 1465 - ap. 1544 — Giovanni Pagani
- act. 1466–1513 — Agnolo et Donnino del Mazziere
- act. 1466 - 1516 — Pancrazio Jacovetti da Calvi
- 1466 - 1515  — Biagio di Antonio Tucci
- 1466 - 1524 — Raffaellino del Garbo (vrai nom Raffaellino Capponi)
- v. 1466 - v. 1535 — Antonello de Saliba ou Antonio da Saliba,
- actif 1467 - 1500 — Maître des Missels della Rovere
- v. 1467 - v. 1525 — Boccaccio Boccaccino
- 1467 - 1516 — Giovanni Antonio Boltraffio ou Beltraffio
- 1467 - 1547 — Pellegrino da San Daniele dit Martino di Battista ou Martino da Udine
- actif de 1468 à 1503 — Lorenzo di San Severino le Jeune
- v. 1468 - v. 1520 — Nicolò Rondinelli ou Nicoló ou Niccoló Rondinello,
- 1469 - 1523 — Timoteo della Vite ou Timoteo Viti ou encore Timoteo da Urbino
- v. 1469 - v. 1535 — Bartolo Sinibaldi
- v. 1470 - ap. 1517 — Francesco Mantegna (peut-être Francesco di Mantovana)
- 1470 - v. 1519 — Giovanni Agostino da Lodi
- v. 1470 - 1524 — Tiberio d'Assisi né Tiberio Ranieri di Diotallevi
- v. 1470 - 1528 — Rinaldo Jacovetti ou Rinaldo da Calvi
- v. 1470 - v. 1518 ou 1539  — Luca Antonio Busati)
- v. 1470 - v. 1540 — Michele da Verona
- 1470 - 1524 — Girolamo Alibrandi (Raffaello da Messina)
- v. 1470 - 1524 — Tiberio d'Assisi (Tiberio Ranieri di Diotallevi)
- v. 1470 - v. 1530 — Mariano di ser Austerio
- actif années 1470 — Raimundo Napolitano
- v. 1470 - 1531 — Bartolomeo Veneto
- v. 1470 - 1531 — Vincenzo Catena ou Vincenzo di Biagio
- 1470 - après 1537 — Niccolò Pisano ou Niccolò di Bartolomeo de Brusis ou dell’Abrugia
- v. 1470 - 1554 — Francesco Bissolo (Pier Francesco Bissolo)
- v. 1471 - 1529 — Francesco Morone
- v. 1471 - 1546 — Gaudenzio Ferrari, dit Le Milanais
- v. 1471 - 1550 — Girolamo Marchesi
- actif 1472 à 1497 — Jacometto Veneziano
- actif 1472 à 1510 — Nicola di Maestro Antonio d'Ancona
- 1472 - 1517 — Fra Bartolomeo (Baccio della Porta)
- 1472 - 1529 — Girolamo Bonsignori, ou Girolamo Monsignori (dit Fra) ou Fra Monsignori,
- actif 1472 - 1523 — Ambrogio Borgognone ou Ambrogio Stefani da Fossano, dit il Bergognone ou Borgognone (le Bourguignon)
- vers 1472 / 1474 - 1505 — Francesco Marmitta
- 1473 - 1528 — Alesso di Benozzo également connu sous le nom d' Alesso Gozzoli
- act. 1474 - av. 1507 — Giovanni Antonio Merli
- 1474 - 1515 — Mariotto Albertinelli
- 1474 - 1552 — Amico Aspertini
- documenté de 1479 à 1509 - Tommaso Cagnola ou Cagnoli
- avant 1480 - après 1500 — Antonio Cicognara
- actif 1480 - 1501 — Bartolomeo di Giovanni ou Bartolommeo di Giovanni et même Alunno di Domenico
- actif 1480 - 1520 — Niccolò Brancaleone dit Macoreo ou Marcoreos
- fin du XVe début XVIe — Gioacchino Cavaro
- actif entre 1485 et 1509 — Jacopo da Valenza
- vers 1486 - 1520 et 1532  — Hugo de Carpi

### XVIesiècle: LeCinquecentoitalien
Voir aussi la Catégorie:Peintre italien du XVIe siècle
- Fin du XVe début XVIe siècle — Costantino di Jacopo Zelli ou Costantino Zelli
- première moitié du XVIe siècle — Matteo Balducci
- XVe et XVIe siècles — Cristoforo Scacco di Verona
- fin XVe début XVIe siècle — Maestro dell'Annunciazione Gardner
- fin XVe début XVIe siècle — Maître de Tavarnelle
- début du XVIe siècle - 1571 — Pompeo Cesura
- premier quart du XVIe siècle — Cesare Tamaroccio (ou Cesare Tamarozzo)
- premier quart du XVIe siècle — Maître des Cassoni Campana
- première moitié du XVIe siècle — Agostino Apollonio
- XVIe siècle — Giacomo Bargone
- XVIe siècle — Cherubino Bonsignori (ou Fra Cherubino Monsignori)
- XVIe siècle — Francesco Caccianemici
- XVIe siècle — Giovanni Battista Castello (peintre baroque)
- XVIe siècle — Zanobi Poggino (ou Poggini, Poggoni)
- XVIe siècle — Bartolommeo Penni
- XVIe siècle — Francesco Ruviali (ou Il Polidorino)
- XVIe siècle — Francesco Santafede
- XVIe siècle — Niccolò Spalletta ou Niccolò da Caccamo
- XVIe siècle — Pietro Venale da Imola ou Pietro di Giovenale Mongardini dit Pietro da Imola ou Pietro Venale
- XVIe siècle — Giovanni Antonio da Varese, dit « le Venosino »
- (deuxième moitié du XVIe siècle) — Gennesio Liberale ou Gensio
- fin du XVe siècle et XVIe siècle— Maestro di Castelsardo (le maître de Castelsardo)
- fin du XVe siècle et XVIe siècle — Franceschino II Zavattari
- fin du XVe siècle et XVIe siècle — Guidone Zavattari
- fin du XVe siècle et XVIe siècle — Giangiacomo Zavattari
- fin du XVe siècle et XVIe siècle — Vincenzo Zavattari
- fin du XVe siècle - 1515  — Paolo Zoppo
- actif 1462-1485  — Giacomo Borlone
- 1466 - 1524 — Raffaellino del Garbo ou encore Raffaele dei Carli (vrai nom : Raffaellino Capponi)
- v. 1466 – 1541 — Francesco da Montereale ou Francesco di Paolo
- 1469 - 1543 — Francesco Granacci
- vers 1470 - après 1531 — Girolamo Mocetto
- v. 1470 - v. 1544 —  Vincenzo Civerchio (Vincenzo Da Crema dit ) ou Il Civerchio
- v. 1470 - v. 1550 — Eusebio da San Giorgio
- v. 1470/1475 - 1535 — Giovanni Martini
- v. 1471 - 1506 — Francesco Pagano
- 1473 - 1544 — Zaccaria Zacchi
- v. 1474/ 1475 - 1555 — Girolamo dai Libri
- 1475 - 1536 — Galeazzo Campi
- 1475 - 1543 — Cesare Cesariano
- v. 1475 - v. 1550 — Sinibaldo Ibi (ou même Sinibaldi)
- 1475 - 1564 — Michel-Ange
- v. 1475 /1483 - 1559 ou 1560 — Francesco Vecellio
- … - 1528 — Girolamo Bertucci
- v. 1475 - 1530 — Francesco Bassano l'Ancien (Francesco da Ponte)
- v. 1475 - 1532 — Francesco da Cotignola, ou Zaganelli di Bosio Francesco
- v. 1475 - v. 1554 — Giuliano Bugiardini
- v. 1475 - v. 1566 — Bernardino di Mariotto ou (Bernardino di Mariotto dello Stagno)
- 1475/80 - 1523  — Martino Piazza  aussi Martino de' Toccagni
- ~ 1476 - 1551 — Girolamo Genga
- 1476 - 1526 — Jacopo Torni (dit Jacobo Fiorentino ou L'Indaco, ou Jacopo dell'Indaco)
- 1476 - 1555 — Niccolò Giolfino
- 1477 - ap. 1533 — Girolamo del Pacchia
- 1477 - 1549 — Le Sodoma
- v. 1477 - 1510 — Giorgione (Giorgio Barbarelli ou Zorzi da Vedelago ou da Castelfranco)
- doc. ent. 1478 - 1501 — Carlo Braccesco ou (Carlo da Milano)
- v. 1478 - 1528 — Floriano Ferramola
- 1478 - 1537 — Gianmaria Pomedello
- 1478 - 1548 — Andrea di Cosimo (Andrea Feltrini)
- actif 1479 - 1499 — Ugolino di Gisberto ou Ugolino di Gisberto da Foligno,
- v.1480 — Maître du Polyptyque de San Severino (nom donné à un maître anonyme napolitain)
- act. 1480 - 1510 — Maestro dei Baldraccani
- v.1480 - 1527 — Morto da Feltre
- v.1480 - 1528 — Andrea Previtali (le Cordeliaghi)
- 1480 - 1542 — Michele Coltellini
- v. 1480 - v. 1545 — San Danielo da Pellegrino
- v. 1480 - ap. 1548 — Giovanni Gerolamo Savoldo
- v. 1480 - v. 1553 — Domenico Alfani
- 1480 - 1555 — Giovanni Francesco Caroto
- v. 1480 - 1528 — Palma le Vieux (ou Palma l'Ancien), (en italien Palma il Vecchio), est le nom donné par les historiens de l'art à Jacopo d'Antonio Negretti
- v. 1480 - 1552 — Niccolò Soggi
- v. 1480 - ap. 1561 — Girolamo Tessari (surnommé Girolamo dal Santo)
- 1480 / 1485 - 1547 — Giovanni Cariani Giovanni Busi dit Cariani
- actif entre 1481 et 1502 — Andrea Utili (ou Andrea Utili da Faenza)
- 1481 - v. 1506 — Mattioli Ludovico di Angelo ou encore Angelo Mattioli,
- v. 1481 - 1532 — Bernardino de Scapis dit Bernardino Luini
- 1481 - 1537 — Baldassarre Peruzzi, peintre de l'école siennoise de la haute Renaissance
- 1481 - 1551 — Bastiano da Sangallo (dit Aristote)
- 1481 - 1559 — Benvenuto Tisi dit Il Garofalo,
- 1482 - 1525 — Franciabigio, Francesco di Cristofano ou Marcantonio Franciabigio ou encore Francia Bigio.
- v. 1483 - ap. 1518 — Leonardo di Francesco di Lazzaro Malatesta
- 1483 - 1520 — Raphaël
- 1483 - 1539 — Le Pordenone (en Italien Il Pordenone), surnom de Giovanni Antonio de' Sacchis
- v. 1483/ 1488 - ap.1558 — Marcello Fogolino
- 1483 - 1561 — Ridolfo del Ghirlandaio
- av. 1484 - ap. 1501 - Andrea Aloigi (Andrea di Aloigi di Apollonio da Assisi ou L'Ingegno)
- av. 1484 - 1525 — Michelangelo Membrini ou Michelangelo di Pietro Mencherini,
- 1484 - 1542 — Bartolommeo Ramenghi dit Bagnacavallo
- 1484 - après 1552/1554 — Zenone Veronese
- 1484 - 1557 — Giacomo Raibolini dit Giacomo ou Jacopo  Francia
- 1484/ 1487 - 1566 — Il Romanino vrai nom Girolamo di Romano
- documenté de 1485 à 1526/ 1527 — Giovanni di Niccolò Mansueti
- 1485 - 1547 - Sebastiano del Piombo
- v. 1485 - v. 1545 - Paolo da Caylina le Jeune
- v. 1485 - après 1547 — Antonio Semini
- v. 1485 - ap. 1525 — Andrea Piccinelli (dit Andrea del Brescianino ou encore Il Brescianino
- 1485 - 1528  — Pier Francesco Sacchi dit Il Pavese
- 1486 - 1531 - Andrea del Sarto
- v. 1486 - v. 1542 — Marco Cardisco (dit Marco Calabrese)
- 1486 - 1551 — Domenico Beccafumi (Domenico di Giacomo di Pace)
- 1486 - 1562 — Francesco Torbido (Francesco di Marco India Torbido, dit Il Moro)
- 1486 / 1488 - v. 1522 — Paolo Morando, dit il Cavazzola
- actif 1487 - 1504 — Giovanni Todeschino
- ~ 1487 - ~ 1542 — Francesco Xanto Avelli
- 1487 - 1530 — Andrea Sabbatini (dit Andrea da Salerno)
- 1487 - 1540 — Giulio Francia ou Giulio Raibolini
- 1487 - 1553 — Bonifazio Veronese ou Bonifazio Veneziano né Bonifazio de' Pitati
- fin XVe siècle - 1557 — Vincenzo degli Azani également connu comme Vincenzo da Pavia, Vincenzo Aniemolo, Vincenzo degli Azani da Pavia, Il Romano et Vincenzo Romano,
- 1487 - 1564 — Giovanni da Udine ou Giovanni Nanni, ou Giovanni do’Ricamatori,
- 1488 - 1566 — Giovanni Caroto,
- 1488 - 1576 — Titien,
- v. 1488/ 1496 - 1528 — Giovan Francesco Penni (ou Gianfrancesco Penni, dit Il Fattore)
- v. 1489 - v. 1526 — Bernardino Fasolo
- 1489 - 1534 — Le Corrège
- 1489 - 1537 — Lorenzo Leonbruno
- 1489 - 1540 — Bernardino Loschi
- 1489 - 1542 — Dosso Dossi (Giovanni di Niccolò de Lutero ou Luteri)
- v. 1489 - 1565 — Bernardino Licinio
- act 1490 - 1500 — Bernardino di Cola del Merlo
- av. 1490 - 1529 — Rocco Marconi
- v. 1490 - 1525 — Ortolano Ferrarese de son vrai nom Giovanni Battista Benvenuti
- v. 1490 - 1527 — Marco Dente
- v. 1490 - v. 1528 — Albertino Piazza
- v. 1490 - v. 1535 — Defendente Ferrari
- v. 1490 - 1538 — Giorgio Gandini del Grano
- 1490 - 1544 — Jacopo Siculo (Jacopo Siciliano ou Giacomo Santoro da Giuliana
- v. 1490 - v. 1547  — Altobello Melone
- v. 1490 - 1548 — Battista Dossi (ou Battista de Luteri)
- 1490 - 1550 — Francesco Maria Rondani
- 1490 - v. 1554 — Giuliano Presutti dit Da Fano
- v. 1490 - 1555 — Gerolamo Giovenone
- 1490 - 1556 — Raffaellino del Colle ou della Colle
- v. 1490 - 1568 — Vincenzo Pagani
- v. 1491 - 1570 — Francesco Melzi
- av. 1492 - ap. 1523 — Matteo da Milano
- 1492 - 1530 — Vincenzo Tamagni ou Vincenzo da San Gimignano
- v. 1492 - ap. 1533 — Benedetto Coda
- 1492 - 1552 — Giovann'Antonio Lappoli
- 1492 - 1556 — Michelangelo Anselmi
- ?   - ?   — Camillo Ballini
- act. 1493 - 1518  —  Gandolfino da Roreto ou Gandolfino d'Asti
- act. 1493 - 1520 — Michele Bertucci
- 1493 - 1560 — Baccio Bandinelli ou  Bartolomeo Bandinelli ou Bandelli, ou encore Bartolomeo Brandini
- … - 1559 — Tommaso Barnabei (Maso Papacello)
- 1494 - 1528  — Domenico Capriolo
- 1494 - 1540 — Rosso Fiorentino ou Giovanni Battista di Iacopo
- v. 1494 - v. 1550 — Innocenzo da Imola (Innocenzo di Pietro Francucci da Imola)
- v. 1494 - v. 1550 —  Innocenzo Francucci
- 1494 - 1557 — Francesco d'Ubertino ou Francesco Ubertini dit Le Bacchiacca,
- 1494 - 1557 — Pontormo, Jacopo Carrucci, connu sous le nom de Jacopo da Pontormo, ou le Pontormo
- vers 1494 - 1568  — Pompeo Morganti ou Pompeo da Fano
- vers 1495 - 1534 — Cesare Magni ou Magno
- 1495 - 1516  — Giovanni Battista Bertucci il Vecchio
- 1495 - 1543 — Polidoro Caldara, dit Polidoro da Caravaggio
- 1495 - 1554 — Jacone ou Jiacomo di Giovanni
- 1495 - 1570 — Pâris Bordone ou Bordon
- 1495 ou 1496 - 1576 — Bernardino Gatti (dit il Sojaro)
- v. 1496 - 1501 — Raffaelle Bertucci
- actif 1496 - 1508 — Giovan Maria Di Bartolomeo Baci Di Belforte dit Rocco Zoppo
- v. 1497 - 1530 — Pietro de Saliba
- act. 1498 - 1513 — Maestro di Marradi
- 1498 - 1554 — Alessandro Bonvicino, dit Il Moretto da Brescia
- 1498 - 1578 — Giulio Clovio Giorgio Giulio Clovio connu également sous le nom de Jure Glović
- 1499 - 1546 — Giulio Romano vrai nom Giulio Pippi de’ Jannuzzi, connu aussi en France sous le nom francisé de Jules Romain.
- v. 1500 / 1504 — 1556 — Luca Penni
- v. 1500 - v. 1526 — Luca Monverde
- v. 1500 - ap. 1543 — Sebastiano Florigerio
- 1500 - 1561 — Callisto Piazza
- v. 1500 - v. 1564  — Domenico Campagnola
- v. 1500 - 1575  — Apollonio de' Bonfratelli
- v. 1500 - 1584 — Giovanni Filippo Criscuolo
- 1500 - 1569  — Girolamo Mazzola Bedoli
- ~ - 1571/ 1573 — Le Riccio né Bartolomeo di Sebastiano Neroni
- 1500 - 1574 — Camillo Filippi
- 1500 ou 1509 — 1569 ou 1579 — Giovanni Battista Castello (il Bergamasco) (le Bergamasque)
- v. 1500 / 1510 - v.1580 — Giovanni Angelo Criscuolo
- 1501 - 1547 — Perin del Vaga (Piero di Giovanni Bonaccorsi)
- 1501 - 1556 — Girolamo da Carpi Girolamo Sellari, dit
- 1502 - v. 1548 — Leonardo da Pistoia, né Leonardo Grazia
- act. 1502 - 1548 — Francesco da Milano (peintre), vrai nom est Francesco Pagani,
- 1502 - 1572 — Giulio Campi
- 1502 - 1574 — Francesco Menzocchi
- 1502 - 1567 — Pier Francesco Foschi
- v. 1502 - 1579 — Giacomo Bertucci (dit Jacopone da Faenza)
- 1502 - 1607 (ou 1587?) — Lazzaro Calvi
- 1503 - 1572  —  Angelo di Cosimo di Mariano (ou Angelo di Cosimo ou Agnolo di Cosimo)
- 1503 - 1575  — Giovanni Battista Mantuano ou Giovanni Battista Sculptore,
- 1503 - 1577  — Michele Tosini dit Michele di Ridolfi ou Michele Ghirlandaio
- 1504 - 1531 — Giovannello da Itala
- 1504 - 1540 — Le Parmesan
- 1504 - 1570 — Le Primatice (Francesco Primaticcio)
- act 1505 - 1539 — Monaldo Trofi- également connu sous le nom de Monaldo Corso ou Monaldo da Viterbo ou il Truffetta -
- v. 1505 - 1565 — Pietro Negroni ou Il Giovane Zingaro, Zingarello
- v. 1505 - 1571-1573  — Bartolomeo Neroni « Il Riccio »
- 1505 - 1575 — Dono Doni (ou Adone Doni)
- 1505 - 1575 — Fermo Ghisoni da Caravaggio ou (Fermo Ghisoni ou encore Fermo da Caravaggio)
- 1505 - 1579 — Livio Agresti (dit Ritius, Il Ricciutello ou Il Ricciutino)
- 1505 - 1588 — Pomponio Amalteo
- v. 1505 - 1546 — Camillo Boccaccino
- av. 1506 - ap. 1545 — Raffaello Piccinelli (ou Raffaello del Brescianino)
- 1506 - 1561 — Ippolito Costa
- 1507 – 1580 — Luca Longhi
- 1508 - 1556 — Cristofano Gherardi
- act.1508 - 1549 — Giampietrino  (Giovan Pietro Rizzoli écrit Ricci ou Rizzi)
- v. 1508 - 1574 — Carlo Portelli da Loro également appelé Porteolli ou Carlo di Galeotto Partelli da Loro
- v. 1508 / 1511 - 1587  — Lelio Orsi
- v. 1508 - 1592 — Pastorino dei Pastorini ou Giovanni Michele Pastorino de Pastorino ou Guido Pastorini ou encore Pastorino Pastorini da Siena
- act. 1509 / 1512 — Antonio Pirri (Antonio di Manfredo Pirri)
- actif 1509 - 1536 — Gaspare Sacchi
- 1509 - 1566 — Daniele da Volterra (ou Daniele Ricciarelli ou le Volterran)
- av. 1510 - 1561 — Battista Franco ou Battista Franco Veneziano né Giovanni Battista Franco connu aussi sous le nom Il Semolei
- 1510 - 1563 — Francesco Salviati, pseudonyme de Francesco de' Rossi
- v. 1510 - v. 1579 — Giovanni Capassini
- v. 1510 - v. 1580 — Fermo Guisoni
- v. 1510 - 1583 — Orazio Alfani ou Orazio di Domenico ou encore Orazio di Paris Alfani,
- ~ 1510 - 1583 — Pirro Ligorio
- v. 1510 - 1585 — Deodato Guinaccia dit (Deodato Napolitano)
- 1510/ 1515 - 1563 — Andrea Meldolla dit Andrea Schiavone ou Lo Schiavone, ou Andrija Medulić
- 1510/ 1515 - 1565 — Polidoro da Lanciano parfois Polidoro de’ Renzi ; Polidoro ; Polidoro Lanzani ; Polidoro Veneziano
- 1510–début 1577 — Giovanni Battista Ponchini dit « Bazzacco » ou « Bozzato »
- act. 1511 - 1531  —  Pietro Paolo Agabito
- 1511 - 1574 — Giorgio Vasari
- act. 1511 - ap. 1575 — Biagio Pupini, dit Biagio delle Lame
- act. 1512 à 1520 — Francesco de Tatti (ou Francesco de' Tatti)
- av. 1512 - v. 1551 — Arrigo Licinio
- 1512 - 1572 — Lorenzo Rustici, dit Il Rustico
- v. 1512 - v. 1573 — Battista del Moro ou Battista Angolo del Moro ou Angeli, occasionnellement Angelo et Agnolo
- 1512 - 1580 — Giovanni Battista della Cerva
- 1512 - 1583 — Bernardino Lanino
- 1512 / 1515-1579 — Marcello Venusti
- 1510/1515 - 1565 — Polidoro Lanciano  parfois Polidoro de’ Renzi ; Polidoro ; Polidoro Lanzani ; Polidoro Veneziano
- vers 1513 - 1586 — Giovanni Battista Maganza (pseudonyme : Magagnò)
- act. 1515 - 1543 — Giovanni Francesco Bembo ou Gianfrancesco Bembo
- v. 1515 - ap. 1575 — Stefano dall'Arzere
- v. 1515 - 1576 — Gian Antonio Licinio le jeune Sacchiense
- 1515 - 1587 — Benedetto Nucci
- v. 1515 - 1590 — Pompeo Landulfo
- 1515 - 1592 — Jacopo Bassano, ou Jacopo da Ponte ou même Jacopo Bassano il Vecchio
- 1516 - 1567 — Domenico Riccio (Domenico Brusasorci)
- v. 1516 - 1609 — Giustino Salvolini dit Episcopi ou encore del Vescovo
- v. 1516 - 1591 — Luzio Dolci, ou Dolce ou encore De la Dolce
- … - ap. 1568  — Antonio Floriani
- 1517/1518 - 1588 — Antonio Palma ou Antonio Negretti (ou Nigreti, Negreti selon les versions)
- v. 1518 - 1560 — Antonio Badile
- 1518 - 1594 — Le Tintoret
- Documenté depuis 1519 – après 1573 — Giovanni Andrea de Magistris
- 1520 - 1572 — Mirabello Cavalori
- 1520 - 1591 — Bernardino Campi
- 1520 - 1591 — Ercole Procaccini il Vecchio
- v. 1520 - 1570 — Francesco Imparato
- v. 1520 - v. 1575 — Maestro dei dodici apostoli (le Maître des Douze Apôtres),
- 1520 - 1578 — Giovanni Battista Moroni ou Giambattista
- 1520 - 1582 — Giorgio Ghisi (ou Giorgio Mantuano)
- v. 1520 - v. 1582 — Lattanzio Pagani
- 1521 - v. 1580 - Girolamo Siciolante da Sermoneta
- 1521 - 1583 — Marco Pino (dit Marco da Siena)
- 1521 - 1593 — Pomponio Allegri, ou « Pomponio Leiti »
- ... - 1595  — Alessandro Ardente
- 1521 - 1601 — Giovanni Battista Ramenghi aussi connu sous le nom de Bagnacavallo junior ou Bagnacavallo il giovane (Bagnacavallo le jeune)
- 1521 - 1605 — Fabio Licinio
- 1523 - 1587 — Antonio Campi
- act. 1524 - 1578 — Benedetto Pagni ou Benedetto Pagni da Pescia
- 1524 - ap. 1587 — Zacchia Lorenzo il Giovane ou Zacchia di lucca Lorenzo il giovane
- 1524 - 1606 — Paolo Farinati (Farinato ou Farinato degli Uberti),
- v. 1525 - 1579  — Giovanni Capassini
- v. 1525 - v. 1580 — Ferrando Bertelli ou Ferdinando Bertelli
- 1525 – après 1585 — Carlo Urbino da Crema
- v. 1525 - 1590 — Cesare Baglioni (ou Cesare Baglione)
- v. 1525 - v. 1595 — Andrea Semini
- v. 1525 -  1598 — Alberto Alberti
- 1525 - 1605 — Cristofano dell'Altissimo
- 1526 - 1578 — Giovanni Battista Zelotti ou Battista Farinati
- 1526 - 1596 — Giuseppe Valeriano
- act. de 1527 à 1539 — Rinaldo Mantovano ou Il Mantovano (en français Le Mantouan),
- v. 1527 - ap. 1584 ou 1591 — Giulio Licinio Il romano
- 1527 - 1585 — Luca Cambiaso (ou Cambiasi, ou encore Cangiagio, dit Lucchetto da Genova)
- 1527 - 1593 — Giuseppe Arcimboldo
- 1527 - 1596 — Pellegrino Tibaldi ou Pellegrino di Tibaldo de Pellegrini dit il Pellegrini
- v. 1527 / 1530 - v. 1592/ 1593 — Orlando Flacco
- … - ap. 1586 - Francesco Floriani
- 1528 - 1588 — Paolo Veronese
- 1528 - 1590 — Bernardino India
- vers 1528 - 1592 — Girolamo Muziano (ou Le Mutien)
- … - v. 1590 — Giovanni Francesco Surchi (dit Il Dielai)
- act. 1529 - 1548 — Pietro degli Ingannati
- 1529 - 1566 — Taddeo Zuccaro ou Zuccari
- 1529 - 1592  — Bartolomeo Passarotti ou Passerotti
- actif 1530 - 1570 — Marco Bigio
- 1530 - 1572 — Giovanni Antonio Fasolo
- v. 1530 - 1604 — Ottavio Semini
- 1530 / 1540 -  v.1580 — Arcangelo Salimbeni
- V. 1530 -… — Giovanni Simone Comandè
- V. 1530 -… — Francesco Comandè
- v. 1530 - 1572 — Lattanzio Gambara
- v. 1530 - 1576 — Lorenzo Sabatini (parfois appelé Lorenzo Sabatini da Bologna)
- v. 1530 - ap. 1585 — Cesare di Napoli
- v. 1530 - 1602 — Tommaso Laureti (dit Tommaso Laureti Siciliano)
- actif 1530 - 1571 — Giovanni Francesco Bezzi dit il Nosadella
- 1532 - 1577 — Orazio Sammachini
- v. 1532 - 1589 — Pier Paolo Menzocchi
- 1535 - 1612  — Federico Barocci, (dit Barocci ou Baroccio, ou encore Fiori da Urbino), en français le Baroche.
- v. 1535 - 1598 — Ercole Ramazzani (aussi Ercole Ramazzani della Rocha ou encore Ercole Ramazzani di Roccacontrada).
- 1535 - 1598 — Giovanni Antonio di Amato le Jeune
- 1535 - v. 1600 — Sebastiano Menzocchi
- 1535 / 1539 - 1619 — Pietro Facchetti
- 1535 / 1541 - 1592 — Girolamo Macchietti
- 1536 - 1571 —  Maso da San Friano ou Maso di San Friano
- v. 1536 - 1589 — Giuseppe Mazzuoli dit il Bastaruolo ou il Bastarolo
- 1536 - 1591 — Vincenzo Campi
- 1536 - 1601 — Teodoro Ghigi ou Teodoro Mantuano ou Teodoro Ghisi
- v. 1536 - 1602 — Sebastiano Filippi dit Bastianino
- 1536 - 1603 — Santi di Tito
- 1536 - 1608 — Bernardo Buontalenti
- 1536 - 1614 — Giovanni De Vecchi
- v. 1536 - v. 1614 — Cesare Nebbia
- act. 1537 - ??? — Raffaele Crespi
- 1537 - 1583 — Lorenzo Costa le Jeune, Lorenzo Costa il Giovane
- 1537 - 1591 — Giovanni Battista Naldini
- act. 1537 — Turpino Zaccagna (ou Turpino di Bartolomeo Zaccagnini)
- vers 1537 - 1627 — Giovanni Battista Ricci surnommé Il Novara
- actif 1538 - 1592 — Giovanni Battista Cungi
- 1538 - 1592 — Giovanni Paolo Lomazzo
- 1538 - 1610 — Francesco Curia
- env. 1538 – 1611  — Simone de Magistris
- 1538 - 1623 — Durante Alberti dit « Durante del Nero »
- 1539 - 1605 — Felice Riccio né Felice Brusasorci
- 1539 - 1614 — Giovan Battista Bertucci il Giovane
- 1540 - 1559 — Irene di Spilimbergo
- 1540 - 1586 — Francesco Brina Francesco Brini ou Francesco del Brina
- 1540 - v. 1590 — Jacopo Zucchi
- 1540 – 1606 — Giovanni Maria Butteri ou Giovanmaria
- 1540 - 1614  — Cesare Arbasia
- v. 1540 - ap. 1610 — Nunzio Galizia
- v. 1540 - ap. 1602 — Francesco Montemezzano
- v. 1540 - v. 1610 — Livio Modigliani
- 1543 - 1599 — Coriolano Malagavazzo
- 1543 - 1609 — Federico Zuccaro
- 1544 - 1574 — Giacomo Zanguidi ou Jacopo Zanguidi ou Jacobo Bertoja, dit Bertoia
- 1544 - 1614 — Filippo Paladini
- 1544 - 1618 — Giovanni Guerra (ou Giovanni di Guerra)
- 1544 - 1618 — Francesco Longhi
- 1544 - 1628 — Palma le Jeune, (en italien Palma il Giovane), né Jacopo di Antonio Negretti
- 1544 - ?   — Giovanni Battista Brusasorci (Giovanni Battista Riccio)
- 1545 - 1582 — Francesco da Urbino
- 1545 - 1615 — Biagio Betti ou Biagio da Cutigliano ou Biagio Betti da Pistoia
- 1545 - 1621 — Virgilio Nucci
- 1546 - 1591 — Jacopo Coppi,  dit Il Meglio ou del Meglio
- 1547 - 1612 — Diana Scultori Ghisi ou Diana Mantovana ou encore Diana Mantuana,
- 1547 - 1616 — Matteo da Leccio (né Matteo Perez d'Aleccio dit Matteo d'Aleccio)
- 1547 - 1639 — Giovanni Battista Castello (il Genovese)
- 1548 - 1603 — Pietro Marone
- 1548 - 1608 — Ippolito Andreasi (Andreasino)
- 1548 - 1612 — Bernardino Poccetti
- …  - v. 1630 — Francesco Naselli
- 1548 - 1630 — Mariangiola Criscuolo
- 1549 - 1592 — Francesco Bassano le Jeune (Francesco Giambattista da Ponte)
- 1549 - 1593 — Cecilia Brusasorci (Cecilia Riccio)
- v. 1549 - v. 1599 — Antonio Capulongo (ou Antonio Capolongo)
- 1549 – 1605 — Giovanni Contarini
- 1549 - 1612 — Cesare Aretusi
- 1550 - 1578 — Raffaellino da Reggio (ou Raffaellino Motta)
- v. 1550 - v. 1580 — Donato da Formello
- v. 1550 - v. 1583 — Lattanzio Bonastri da Lucignano (Lattanzio Bonastri)
- v. 1550 - v. 1600 — Cristoforo Augusta (ou Fra Cristoforo
- 1550 - 1607 —  Alessandro Pieroni
- v. 1550 - 1610  — Giovanni Battista Cremonini
- v. 1550 - 1621 — Girolamo Imparato
- ap. 1550 - 1604 — Pier Angelo Basili
- v. 1550 - 1605 — Giorgio Picchi
- 1550 - 1611 — Giuseppe d'Alvino , également Albina et « il Sozzo  »
- 1550 / 1551 - 1620 — Scarsellino ou Ippolito Scarsella
- v. 1550 - v. 1623)  —  Antonio Cimatori dit Il visaccio
- 1550 - 1627 — Jacopo Ligozzi
- v. 1550 - v. 1631 — Gervasio Gatti
- v. 1550 - 1633 — Giovanni Laurentini dit Arrigoni
- v. 1550/1555 - 1604 — Filippo Bellini
- 1551 - 1590 — Alessandro Alberti
- 1551 - 1629 — Camillo Procaccini
- 1551 - 1640 — Jacopo Chimenti (dit Jacopo da Empoli ou encore L'Empoli)
- 1552 - 1606 — Alessandro Casolani (ou Casolano ou Alessandro della Torre)
- 1552 - 1614 — Lavinia Fontana
- …  - 1615 — Cesare Torelli Romano
- …  - 1620 — Francesco Zucchi
- v. 1552 - 1629 — Avanzino Nucci
- 1552 – 1638 — Barbara Longhi
- 1552 - 1641 — Cristoforo Rustici, dit Il Rusticcone
- 1553 - 1615 — Cherubino Alberti
- v. 1553 - 1626 — Niccolò Pomarancio (Cristoforo Roncalli)
- 1554 - 1627 — Giovanni Battista Paggi
- 1555 - 1619 — Giovanni Battista Trotti, (dit II Malosso(mauvais os))
- 1555 - 1619 — Lodovico Carracci ou Ludovico (ou encore Ludovic Carrache et Louis Carrache en français)
- 1555 - 1630 — Antonio Tempesta
- 1556 - 1612 — Giovanni Bizzelli
- 1556 - 1621 — Pietro Sorri
- 1556 - 1627 — Giovanni Paolo Cavagna (ou Gian Paolo Cavagna),
- 1556 - 1629 — Antonio Vassilacchi (appelé Aliense) (Αντώνιος Βασιλάκης)
- 1556 - 1629 — Bartolomeo Cesi
- av. 1556 – 1632 — Alessandro Maganza
- 1556 - 1632 — Vincenzo Rustici
- 1557 - 1602 — Agostino Carracci (dit aussi Caracci ou Augustin Carrache)
- 1557 - 1629 — Bernardo Castello ou Castelli
- 1557 - 1646 — Ascensidonio Spacca dit Il fantino di Bevagna
- 1557/ 1560 - 1634 — Benedetto Bandiera
- 1558 - 1601 — Giovanni Alberti
- 1558 - 1605 —  Gregorio Pagani
- 1558 - 1628 — Baldassare Croce
- 1558 - 1643 — Belisario Corenzio
- 1559 - 1613 — Lodovico Cigoli, Lodovico Cardi, dit Il Cigoli
- 1559 - 1625 — Bartolomeo Cavarozzi appelé aussi Crescenzi ou dei Crescenzi
- 1559 - 1629 — Paolo Guidotti parfois appelé il Borghese
- 1560 – 1608  — Bartolomeo Carducci, dit Carduccio ou Carducho par corruption de la prononciation espagnole de son nom
- 1560 - 1609 — Annibale Carracci, en français Annibal Carrache,
- 1558 / 1560 - 1636 — Domenico Cresti ou Crespi, dit le Passignano
- v. 1560 - v. 1611 — Ludovico Buti
- v. 1560 - v. 1639 — Baldassarre d'Anna
- 1560 - 1620 — Antonio Viviani dit il Sordo di Urbino
- 1560 - ap. 1631 — Giovanni Balducci dit il Cosci
- 1560 - 1634 — Fabrizio Santafede
- 1560 – 1635 — Domenico Tintoretto ou Domenico Robusti
- 1560 - 1638 — Andrea Commodi
- 1560 - 1644 — Claudio Ridolfi
- 1561 - 1605 — Leonardo Corona
- actif de 1562 à 1587 — Tiberio Billò
- 1562 - 1602 ou 1614 — Pietro Faccini da Bologna
- 1562 - 1622 — Giuseppe Bonachia (dit aussi Maxarato)
- 1565 - 1600 — Decio Termisani
- … - 1610 — Benedetto Gennari ou Benedetto Gennari Seniore
- 1565 - 1621 — Bernardino Cesari
- v. 1565 - v. 1635 — Antonio Ricci
- 1566 - 1621 — Gerolamo Bassano né Girolamo da Ponte dit
- 1566 / 1572 - 1629 ou 1630 — Giulio Cesare Amidano (ou Pomponio Amidano)
- 1566 - 1638 — Sante Peranda
- 1567 - 1630 — Pier Antonio Bernabei (surnommé Della Casa)
- 1568 - 1613 — Ventura Salimbeni (Ventura di Archangelo Salimbeni ou Bevilacqua)
- 1568 - 1625 — Pietro Antonio Novelli I (1568-1625) dit Novelli I
- 1568 - 1640 — Cavalier d'Arpin, Giuseppe Cesari dit le  ou Il Giuseppino, en français Le Joseppin ou Chevalier Josépin,
- act. 1568 — Francesco Capelli (dit Caccianemici)
- documenté de 1569 - 1586 — Giovan Paolo Cardone ou Giovanni Paolo Cardone
- 1569 - 1633 —  Lucio Massari
- 1570 - après 1620 — Giuseppe Agelio dit Agelio da Sorrento (écrit aussi Agellio)
- 1570 - 1661 — Francesco Curradi
- 1571 - 1626 — Anastasio Fontebuoni
- 1571 - 1630 — Carlo Antonio Procaccini
- 1573 - 1610 — Le Caravage
- XVIe  - début du XVIIe siècle) — Gabriello Ferrantini

### XVIIesiècle: LeSeicentoitalien
Voir aussi la Catégorie:Peintre italien du XVIIe siècle
- fin XVIe siècle vers 1647 - Marco Richiedei
- … – XVIIe siècle — Filippo Caparozzi dit Spagnoletto
- Début du XVIIe siècle — Alessandro Vaiani également connu sous le nom d'« Orazio Vajani  » ou « Vajano  »
- XVIIe siècle — Maestro della tela jeans ou Maestro della tela di Genova (Maître de la toile jeans)
- XVIIe siècle — Anna Angelica Allegrini
- XVIIe siècle — Pellegrino Ascani
- XVIIe siècle — Laura Bernasconi
- XVIIe siècle — Carlo Caroselli
- XVIIe siècle — Giacomo Fardella
- XVIIe siècle — Bernardino Castelli
- XVIIe siècle — Gian Battista Macolino
- XVIIe siècle — Onofrio Palumbo
- XVIIe siècle — Aniello Portio
- XVIIe siècle — Orazio Frezza
- XVIIe siècle — Ventura Ligli (Lirios)
- XVIIe siècle — Giovanni Vincenzo Zerbi (ou Vincenzio Zerbi)
- XVIIe siècle — Ignazio Oliva
- XVIIe siècle — Giulio Cesare Begni
- XVIIe siècle — Camillo Gabrielli (actif v. 1650)
- XVIIe siècle — Sebastiano Corbellini (vers v. 1650)
- XVIIe siècle — Cecco del Caravaggio
- XVIIe siècle — Giuseppe Fattoruso
- XVIIe siècle — Francesco Graziani
- XVIIe siècle — Antonio Seghizzi
- XVIIe siècle — Francesco Seghizzi
- XVIIe siècle — Innocenzo Seghizzi
- Seconde moitié du XVIIe siècle — Angelo Maria Rossi
- Seconde moitié du XVIIe  et début XVIIIe siècle — Giuseppe Moriani
- 1540 - 1601 — Giovanni Maria Baldassini
- v. 1542 – 1617/1618 — Andrea Vicentino
- 1553 - 1612 — Giovanni Maria Tamburini dit Pseudo Mastelletta
- 1555 - 1632 — Pietro Paolo Sensini
- 1555 / 1570 - après 1639 — Andrea Lilio ou Lilli dit l'Anconitano
- 1556 - 1618 — Pietro Malombra
- 1556 - 1622 — Aurelio Lomi
- 1560 - 1630 — Antonio Catalano le vieux
- 1560 - 1630 — Antonio Gandino
- v. 1560 - 1607 — Andrea Boscoli
- v. 1560 - 1627 — Giovanni Battista della Rovere Fiammenghini
- vers 1560 - après 1620 — Prospero Orsi ou encore Prosperino delle Grottesche
- 1562 - 1645 — Ferraù Fenzoni
- 1563 - 1613 — Ercole dell'Abate
- actif 1565 – 1597 — Niccolò Frangipane
- vers 1565 - 1632 — Lorenzo Franchi
- 1565 - 1647 — Orazio Lomi Gentileschi
- v. 1565/70 - 1626 — Enea Salmeggia dit « Tapino  » ou « Salmezza  »
- 1566 – 1643 — Giovanni Baglione
- 1566 - 1644 — Agostino Tassi né Agostino Buonamici
- ... - 1657  — Carlo Borzone
- 1566 - 1658 — Domenico Carpinoni
- 1567 - 1636 — Giovanni Giacomo Pandolfi
- 1568 - 1621 — Sebastiano Folli
- 1568 - 1625 — Guglielmo Caccia dit Il Moncalvo
- 1568 – 1638 — Vincenzo Carducci, également appelé en espagnol Vicencio ou Vicente Carducho
- 1569 - 1630 — Carlo Bononi (ou Bonone)
- v. 1570 - 1630 — Pasquale Ottini (surnommé Pascualotto)
- v. 1570/1575 - ap. 1615 — Domenico Malpiedi
- 1570 - 1620  — Annibale Castelli
- 1571 - 1626 — Antiveduto Grammatica ou della Grammatica ou Gramatica
- 1571 - 1635 — Giulio Parigi
- 1571 - 1639 — Rutilio Manetti
- 1572 - 1622 — Raffaello Schiaminossi
- 1572 - 1642 — Fabrizio Boschi
- 1574 - 1623 — Francesco Brizio dit Nosadella
- 1574 - 1625 — Giulio Cesare Procaccini
- 1574 – 1630 — Matteo Zaccolini appelé aussi « Zacolini » et « Zocolino »
- vers 1575 - 1580 — Tanzio da Varallo ou « Il Tanzio », né Antonio d'Enrico
- v. 1575 - av. 1625 — Tommaso Salini
- av. 1575 - 1630 — Cosimo Daddi
- v. 1575 -… — Innocenzio Taccone
- 1575 - 1640 —Giovanni Mauro della Rovere Fiammenghini
- 1575 - 1642 — Guido Reni
- v. 1575/1580 – v. 1632/1633 — Tanzio da Varallo né Antonio d'Enrico dit il Tanzio
- 1576 - 1622 — Leonello Spada ou Lionello Spada
- 1576 - 1622 — Giovanni Battista Viola
- 1576 - 1632 — Girolamo Curti dit il Dentone
- v. 1576 - 1636 — Pietro Paolo Bonzi (il Gobbo dei Carracci (le bossu de Carrache) ou il Gobbo dei Frutti (le bossu des fruits)
- 1577 - 1621 — Cristofano Allori ou Christophe Allori
- 1577 - 1635 — Giovanni-Battista Crescenzi
- 1577 - 1660 — Giacomo Cavedone
- 1578 - 1630 — Fede Galizia ou Fede Gallizi
- 1578 - 1630 —  Ottavio Leoni (ou Leoni de Marsari dit il Padovanino)
- 1578 - 1637 — Tiberio Titi
- 1578 - 1650  — Matteo Rosselli
- 1578 - 1660 — Francesco Albani (dit L'Albane)
- v. 1578 - 1616 — Orazio Borgianni
- 1578 - 1631 — Ortensio Crespi
- 1578 - 1649 —  Alessandro Turchi dit l' Orbetto ou Alessandro Veronese
- 1579 - 1620 — Carlo Saraceni
- 1579 – 1637 — Donato Mascagni ou Donato Arsenio Mascagni
- 1579 - ap. 1642 — Pietro di Fabrizio Accolti
- ... - 1649 — Ludovico Viviani ou Ludovico Viviani da Urbino
- années 1580 — Giovita Brescianino (ou Giovita da Brescia ou encore Brescianino)
- actif 1580 - 1609 — Salvio Savini
- 1580 - 1623 — Marzio di Colantonio ou di Colantonio Ganassini ou di Cola Antonio
- 1580 - 1651 — Giovanni Domenico Cappellino
- 1580 - 1633 — Giovanni Antonio Scaramuccia
- 1580 - 1640 — Alessandro Vitali
- 1580 - 1645 — Sebastiano Ghezzi
- 1580 - 1666 — Emilio Savonanzi, surnommé « il Reniano »
- 1581 - 1651 — Panfilo Nuvolone
- 1581 - 1644 — Bernardo Strozzi, dit, il Capucini Genovese ou, il Prete Genovese
- v. 1581 - 1668 — Cesare Sermei
- 1581 ou 1585 - v. 1647 — Sisto Badalocchio dit Rosa Sisto
- 1582 - 1622 — Vespasiano Strada
- 1582 - 1647 — Giovanni Lanfranco
- 1582 - 1649 — Giovanni Coccapani
- 1582 ou 1583 – 1656 — Remigio Cantagallina
- 1583 - 1633 — Alessandro Bardelli
- 1583 - ap. 1663 — Matteo Ponzone
- 1583 - 1666 — Antonio Catalano le jeune
- act. 1584 - 1606 — Felice Damiani (dit Felice da Gubbio)
- 1584 - 1631 — Giovanni Bernardo Carlone,
- 1584 - 1638 — Giovanni Andrea Ansaldo ou Andrea Ansaldo
- v. 1584 - v. 1650 — Giovanni Battista Bracelli
- 1584 - 1664 — Angelo Nardi
- 1585 - 1636 — Filippo Zaniberti
- 1585 - 1641 — Giovanni Battista della Torre
- 1585 - 1643 — Sigismondo Coccapani
- 1585 - 1644 — Giovanni Bilivert ou Biliverti ou Filiberto de Florence
- 1585 - 1644 — Ottavio Vannini
- 1585 - 1650 — Filippo Vitale
- 1585 - 1653 — Angelo Caroselli
- 1585 - av. 1653 — Spadarino (Giovanni Antonio Galli, dit lo Spadarino)
- v. 1585 - v. 1656 — Massimo Stanzione ou Stanzioni
- 1586 - 1648 — Andrea Polinori
- 1587 – 1639 — Tiberio Tinelli
- 1587 - 1663 — Francesco Allegrini da Gubbio (Francesco da Gubbio)
- 1588 - 1630 — Marcantonio Bassetti,
- 1588 – 1630 — Giuseppe Salerno dit Lo Zoppo di Gangi
- 1588 – 1649 — Francesco Gessi
- 1588 - 1657 — Giuseppe Badaracco (Il sordo)
- 1588 - 1661 — Ilario Casolano (ou Cristofano Casolano)
- 1589 - 1624 — Domenico Fetti
- 1589 - 1631 — Sinibaldo Scorza
- 1589 - 1657 — Giovanni Francesco Guerrieri
- 1589 - 1669 — Domenico Fiasella
- act. v. 1590 — Cesare Calense
- actif 1590 - 1609  — Gianfrancesco Modigliani
- 1590 - 1626 — Camillo Ricci
- 1590 - 1630 — Pietro Baschenis
- 1590 ou 1605 — 1635 — Camillo Berlinghieri dit Il Ferraresino
- 1590 - 1645 — Luciano Borzone ou Luciano Borzoni
- … - 1650  — Antonio Randa
- 1590 - 1660 — Caterina Ginnasi
- 1590 - 1660 — Zoppo di Lungano vrai nom : Gian-Battista Discepoli
- actif 1591 - 1622 — Crescenzio Gambarelli
- 1591 – 1645 — Giovanni Battista Mercati
- 1591 - 1661 — Pietro Martire Neri
- 1591 - 1666 — Giovan Francesco Barbieri Guercino, dit Guercino ou le Guerchin,
- v. 1592 - 1625 — Francesco Rustici dit il Rustichino
- 1592 - 1636 — Giovanni da San Giovanni né Giovanni Mannozzi
- 1592 - 1652 — Dario Pozzo
- 1592 - 1664 — Jacopo Vignali
- 1592 - 1668 — Giulio Benso
- 1593 -… — Giovanni Battista Pacetti dit Lo Sguazzino
- 1593 - 1630 — Orazio Riminaldi
- 1593 - 1680 — Girolamo Cialdieri
- 1594 - 1661 — Bartolomeo Gennari
- 1594 - 1649 — Anton Maria Fabrizi
- 1594 - 1658 — Carlo Ridolfi
- 1595 - 1622 — Francesco Carracci
- … - 1624 — Simone Ciburri
- 1595 - 1654 — Alessandro Algardi
- 1595 - XVIIe siècle — Jean-Baptiste Coriolan
- 1596 - 1645 — Bartolomeo Barbiani
- 1596 - 1657 — Cesare Dandini
- 1596 - 1675 — Andrea di Leone
- 1596 - 1669 — Pierre de Cortone (en italien :Pietro da Cortona, vrai nom Pietro Berrettini)
- 1597 - 1630 — Daniele Crespi
- v. 1597 - 1646 — Ludovico Lana ou Lodovico Lana
- 1597 - 1661 — Ercole Gennari
- 1598 - 1669 — Giovanni Andrea de Ferrari
- 1598 - 1680 — Le Bernin
- 1598 - 1651 — Niccolò Tornioli
- 1599 - 1622 — Arcangela Paladini
- 1599 - 1661 — Andrea Sacchi
- 1599 - 1667 — Francesco Borromini
- 1600 - 1630 — Giovanni Serodine
- 1600 - 1638 — Virginia Vezzi
- 1600 - 1658 — Vincenzo Mannozzi
- v. 1600 - 1640 — Bartolomeo Bassi
- v. 1600 - v. 1660 — Giuseppe Caletti dit Il Cremonese
- 1600 - 1670 — Giovanna Garzoni
- v. 1600 - 1678 — Domenico Ambrogi (appelé aussi Domenico degli Ambrogi, Menichino ou encore Menghino del Brizio)
- 1600 - v. 1682 — Jacopo Baccarini (Jacopo da Reggio)
- v. 1600 ou 1603 – 1646 — Francesco Furini
- 1600 - 1649  — Gioacchino Assereto
- 1600 - v. 1649 — Antonio Barbalunga ou Barbalonga également appelé Antonio Alberti
- 1600 ou 1607 - 1665 — Aniello Falcone
- v. 1600 - v. 1656 — Giulio Cesare Fellini
- 1600 - 1656 — Guido Ubaldo Abbatini
- … -  1660 — Marco Antonio Fellini
- vers 1600 - 1674 — Vincenzo Manenti (aussi Vincenzio Manenti)
- 1601 - 1661 — Cecco Bravo de son vrai nom Francesco Montelatici,
- 1602 - 1649 — Andrea Camassei
- 1602 - 1660 — Michelangelo Cerquozzi (Michelangelo delle battaglie)
- 1602 - 1676 — Michele Desubleo (Michel Desoubleay en français) ou Michele Fiammingo (Flamand) ou Michele di Giovanni de Sobleau.
- 1603 - 1649 — Paolo Antonio Barbieri
- 1603 - 1653 — Giacomo Recco
- 1603 - 1673 — Mario Nuzzi, dit Mario dei Fiori
- 1603 - 1678 — Pietro della Vecchia de son vrai nom Pietro Muttoni
- 1603 - 1681 — Pietro Paolini (ou Paolino)
- ... - 1682 — Giacinto de Popoli
- 1603 - 1684 — Giovanni Battista Carlone
- 1604 - 1651 — Cesare Fracanzano
- ... - 1685 — Giuseppe Marullo
- 1604 - 1656 — Baccio del Bianco ou Luigi Baccio del Bianco
- v. 1604 - 1656 — Giovanni Do
- 1604 - 1667 — Mario Balassi
- v. 1604 - 1670 — Viviano Codazzi,
- 1604 - 1670 — Andrea Vaccaro
- 1604 - 1687 — Angelo Michele Colonna
- v. 1605 - v. 1650 — Vincenzo Malo
- v. 1605 - 1660 — Francesco Maffei
- 1605 - 1661 — Ottavio Amigoni
- 1605 - 1675 / 1680 — Ercole Procaccini le Jeune
- 1605 – 1679 — Girolamo Forabosco ou Gerolamo Ferrabosco
- v. 1605 - 1682 — Francesco Cozza
- 1605 - 1687 — Pietro Liberi ou Pietro Libertino Liberi
- 1606 - 1657 — Orazio de Ferrari,
- 1606 - 1665 — Lorenzo Lippi
- 1606 - 1675 — Pietro Ricchi
- 1606 - 1680 — Giovanni Francesco Grimaldi (dit Il Bolognese)
- 1606 – 1681 — Giacinto Gimignani
- 1607 - 1640 — Alfonso Rivarola dit Il Chenda
- 1607 - 1654 — Pacecco de Rosa ou Francesco de Rosa
- 1607 - 1656 — Agostino Beltrano
- 1607 – 1665 — Francesco Cairo
- 1607 - 1675 — Vincenzo Dandini
- 1608 - 1647 — Pietro Antonio Novelli II (1608 - 1647) dit (Il Monrealese ou Pietro Malta Novelli)
- 1608 - 1662 — Carlo Francesco Nuvolone ou Carlo Francesco (Panfilo) Nuvolone ou Guido Lombardo,
- 1608 - vers 1675 — Giovanni Stanchi (dit Dei Fiori)
- 1608 - 1678 — Giacomo Torelli
- 1609 – 1660 — Bernardino Gagliardi
- 1609 - 1660 — Agostino Mitelli
- 1609 / 1610 - v. 1675 — (Domenico Gargiulo) dit Micco Spadaro
- 1609 - 1663 — Domenico Manetti
- 1609 – 1666 — Giovanni Angelo Canini
- ...  - 1677 — Niccolò de Simone
- 1609 - 1679 — Carlo Ceresa
- 1609 - 1681 — Giovanni Domenico Cerrini (il Cavalier Perugino)
- 1609 - 1685 — Giovanni Battista Salvi
- avant 1610 - 1659 — Filippo Gagliardi
- 1610 - 1662  —  Giovanni Francesco Romanelli
- 1610 - ap. 1656 — Orazio Fidani
- v. 1610 - 1670 — Luca Forte
- 1610 – 1679 — Giovanni Battista Passeri
- 1610 - 1692  — Pietro del Po
- vers 1610 - vers 1645 — Luca Saltarello
- v. 1610 - 1696 — Domenico Viola
- 1611 - 1651 ou 1654 — Francesco Guarino
- v. 1611 - 1654 — Francesco Noletti, dit Il Maltese
- 1611 - 1668  — Giovanni Battista Bolognini
- v. 1611 - 1678 — Sebastiano Mazzoni
- 1611 - 1680 — Francesco Quaini
- 1611 - 1689 — Volterrano (ou il Volterrano) né Baldassarre Franceschini
- 1611 - 1691 — Giovanni Francesco Cassana
- 1611 - 1698 — Simone Pignoni
- 1612 - 1648 — Simone Cantarini (ou Simone da Pesaro ou encore Il Pasarese)
- 1612 - 1666 — Pier Francesco Mola
- 1612 - 1676 — Domenico Maroli
- 1612 - 1676 — Bernardino Mei
- 1612 - 1679 — Baldassare Bianchi
- ...  - 1680 — Benedetto Orsi
- 1612 - 1691 — Giacinto Platania
- 1613 - 1649 — Aniella di Beltrano ou Anniella di Rosa
- 1613 – 1658 — Giovanni Battista Spinelli
- 1613 - 1685 - Giulio Trogli dit il Paradosso
- 1613 - 1699 — Mattia Preti
- 1613 - 1678 — Carlo Rosa
- 1613 - 1679 — Giulio Carpioni
- v. 1614 - v. 1684 — Pietro Paolo Baldini
- act. 1615 - 1650 — Maestro della natura morta Acquavella
- actif vers 1615 — Vincenzo Ansaloni
- 1615 - 1649 — Alfonso Boschi
- 1615 - 1660 — Giovan Battista Recco
- 1615 - 1673 — Salvator Rosa
- 1615 - 1680 — Giovanni Fulco
- 1616 - 1656 — Bernardo Cavallino
- 1616 - 1670 — Giovanni Benedetto Castiglione
- 1616 - 1681 — Pier Francesco Cittadini ou Pierfrancesco Cittadini
- 1616 - 1683 — Giovanni Bernardo Carbone
- 1616 - 1686 — Carlo Dolci,
- 1616 - 1715 — Plautilla Bricci ou Plautilla Brizio
- v. 1616 - 1683 — Agostino Melissi
- v. 1617 - 1673 — Paolo Porpora
- 1617 - 1677 — Evaristo Baschenis
- 1617/1625 - 1640 — Pellegro Piola ou Pellegrino Piola dit Il Pellegro
- 1618 - 1672  — Ginevra Cantofoli
- 1619 - 1657 — Francesco Merano (dit Il Paggio)
- 1618 - 1677 — Giovanni Battista Galestruzzi
- … - 1657 — Giovanni Battista Monti
- 1619 - après 1669 — Domenico Ferrucci
- 1619 - 1675 — Francesco Boschi
- 1619 – 1689 — Pietro Montanini ou Petruccio Perugino
- 1619 - 1703 — Giuseppe Nuvolone
- 1619 - 1706 — Onofrio Gabrieli
- né vers 1620 -... — Giovanni Battista Bonacina
- v. 1620 - 1664 / 1673 — Antonio Maria Vassallo
- 1620 - 1658 — Clemente Bocciardo dit il Clementone
- 1620 - 1676 — Salvatore Castiglione
- 1620 - 1678 — Domenico Maria Canuti
- 1620 - 1695 — Bartolomeo Ligozzi
- v. 1621 - 1678 — Giulio Cesare Milani
- 1621 - 1691 — Giacinto Brandi
- 1621 - 1696 — Filippo Jannelli
- 1621 – 1698 — Jacopo Chiavistelli ou Giacomo Chiavistelli,
- 1621 - 1705 — Giuseppe Diamantini
- 1622 - 1717 — Giovanni Maria Morandi
- 1623 - 1675 — Giovanni Battista Caccioli
- 1623 - 1683 — Giovanni Ghisolfi
- 1623 - 1690 — Niccolò Stanchi
- 1623 - 1690 — Francesco di Maria
- 1623 - 1694 — Filippo Lauri
- 1624 - 1659 — Valerio Castello
- 1624 - 1684 — Flaminio Allegrini
- 1624 - 1696 ou 1697 — Philippe Baldinucci ou Filippo Baldinucci
- vers 1624 - après 1680 — Scipione Compagno
- 1624 - 1698 — Andrea Malinconico
- 1624 - 1703 — Domenico Piola
- actif 1625 - 1662 — Matteo Loves
- 1625 - 1676 — Giovanni Battista Langetti (ou Giambattista Langetti)
- 1625 - 1679 — Francesco Maria Borzone dit Bourzon, ou Mario Francesco Borzoni
- 1625 - 1686 — Antonio Busca
- 1625 - 1704 — Cosimo Ulivelli
- 1625 - 1713 — Carlo Maratta ou Carlo Maratti
- 1625 ou 1627  – 1700 — Pietro Bellotti
- 1626 - 1673 — Angelo Stanchi
- 1626 - 1686 — Carlo Cesi parfois Carlo Cesio
- 1626 - 1699 — Antonio Domenico Triva
- 1627 - 1697 — Alessandro Rosi
- 1628 - 1679 — Pietro Negri
- 1629 - 1657 — Bartolomeo Biscaino
- 1629 - 1693 — Giovanni Battista Ruoppolo
- 1629 – 1694 — Giovanni Peruzzini dit l'« Ancônitain »
- 1629 - 1700 — Lorenzo Pasinelli
- 1629 - 1700 — Agostino Scilla
- 1629 - 1706 — Giacomo Farelli
- act. 1630 - 1650 — Maître de l'Annonce aux bergers
- act. 1630 - 1663 — Alessandro Grimaldi
- 1630 - 1684 — Andrea Seghizzi (Sghizzi)
- 1632 - 1677 — Giacomo Alboresi
- 1632 - 1698 — Giovanni Battista Merano
- 1632 - 1705 — Luca Giordano
- 1633 - 1700 — Agostino Bonisoli
- 1633 - 1715 — Benedetto Gennari le Jeune
- 1634 - 1689 — Ciro Ferri
- 1634 - 1694 — Ludovico Trasi
- 1634 - 1720 — Giuseppe Zanatta
- 1634 - 1721 — Giuseppe Ghezzi
- 1635 - 1700 — Pietro Santi Bartoli
- 1635 - 1719 — Sebastiano Bombelli
- 1636 - 1688 — Giovanni Battista Benaschi
- 1636 - 1700 — Giovanni Maria Viani
- 1636 - ap. 1700 — Francesco Paglia
- 1636 - 1714 — Filippo Maria Galletti
- 1637 - 1688 — Cesare Gennari
- 1637 - 1704 — Giovanni Marracci
- 1637 - 1706 — Andrea Celesti
- 1637 - 1712 — Michelangelo Palloni
- ap. 1637 -…  — Ippolito Marracci (XVIIe siècle)
- 1637 - 1724 — Sigismondo Caula
- 1638 - 1665 — Elisabetta Sirani
- 1638 - 1702 — Antonio Gherardi
- 1638 - 1709 — Antonio Franchi dit Il Lucchese
- 1638 - 1731 — Luigi Garzi (appelé aussi Ludovico Garzi)
- 1639 - ap. 1688 — Bartolomeo Bettera
- 1639 - 1697 — Giovanni Andrea Carlone dit il Genovese (le Génois)
- 1639 – 1707 — Antonio Verrio
- 1639 - 1709 — Baciccio, Giovan Battista Gaulli dit il Baciccio
- 1640 – 1702 — Enrico Haffner
- 1640 - 1708 — Giovanni Ventura Borghesi
- 1640 - 1711 — Francesco Botti
- 1641 - 1716 — Francesco Castiglione
- 1641 - 1722 — Pasquale Rossi ou Pasqualino Rossi
- 1642 - 1693 — Niccolò Codazzi
- 1642 - 1709 — Andrea Pozzo
- v. 1642 - 1732 — Andrea Belvedere (dit) Abate Andrea
- v. 1642/1647 - 1705  — Daniel Seiter, Seyter ou Saiter
- 1643 - 1695 — Antonio Rolli ou Roli
- 1643 - 1699 — Giovanni Battista Boncuore
- 1643 – 1699 — Pandolfo Reschi
- 1643 - 1717 — Luigi Quaini
- 1644 - 1705 — Domenico Bettini
- 1644 - 1710 — Andrea Scacciati
- v. 1644 - 1722 — Marziale Carpinoni
- 1645 - 1710 — Gian Antonio Fumiani
- 1645 - 1722 — Lorenzo Bergonzoni aussi appelé Lorenzo Bergunzi ou Bergunzoni
- 1645 - 1724 — Francesco Pittoni
- 1646 - 1707 — Giacinto Calandrucci
- 1646 - 1709 — Robert de Longe (dit Il Fiammingo)
- 1646 - 1712 — Pier Dandini ou (Pietro Dandini)
- 1646 - 1712 — Francesco Monti (Il Brescianino) (ou Francesco della Battaglia)
- 1643 ou 1646 – 1724  — Antonio Francesco Peruzzini
- act. en 1646 — Giovanni Francesco Zabello
- ~1647 - 1726 — Gregorio de Ferrari
- 1648 - 1729 — Marcantonio Franceschini
- 1648 - 1706 — Ambrogio Besozzi (Giovanni Ambrogio Besozzi )
- 1648  - 1723 — Arcangelo Guglielmelli
- deuxième moitié XVIIe siècle - début XVIIIe siècle — Mario Garzi
- 1649 - 1708 — Paolo Antonio Paderna
- v. 1649 – ap. 1734  — Atanasio Bimbacci
- v. 1650 - 1710 — Margherita Caffi
- 1650 - 1732  — Felice Boselli
- … - 1711 — Maria Vittoria Cassana
- 1651 - 1736 — Niccolò Bambini
- 1652 - ap. 1718 — Domenico Tempesti ou Domenico de Marchis
- 1652 – 1726 — Anton Domenico Gabbiani
- 1652 ou 1656 — 1728 — Santo Prunati
- 1652 - 1730 — Marcantonio Chiarini
- act. 1653 — 1665 — Carlo Coppola
- 1653 - 1723 — Angelo Massarotti
- 1653 - 1725 — Giovanni Girolamo Bonesi
- 1653 - 1736 — Tommaso Aldrovandini
- 1654 – 1704 — Antonio Maria Haffner
- 1654 - 1714 — Giuseppe Passeri
- 1654 - 1715 — Michelangelo Ricciolini
- 1654 - 1719 — Giovanni Gioseffo dal Sole
- 1654 - 1726 — Antonio Bellucci
- 1654 - 1726 — Giacomo del Po
- 1655 - 1706 — Lorenzo Vaccaro
- 1655 - 1722 — Filippo Tancredi
- 1655 – 1726 — Alessandro Gherardini
- 1655 - 1723 — Giovanni Battista Gherardini (peintre)
- 1655 - 1730 — Gregorio Lazzarini
- 1655 - 1743 — Fra Galgario ou Fra'Galgario (vrai nom Giuseppe Vittore Ghislandi), ou encore Fra Vittore del Galgario
- v. 1656 - 1704 — Giovanni Battista Lenardi
- 1656 - 1723 — Andrea Porta
- 1656 - 1727 — Giovanni Antonio Burrini
- 1656 - 1730 — Antonio Cifrondi
- 1656 - 1742 — Simone Brentana
- 1656 - 1746 — Francesco Trevisani
- 1657 - 1700 — Giorgio Bonola
- 1657 - 1736 — Giuseppe Nicola Nasini
- 1657 - 1743 — Ferdinando Galli da Bibiena
- 1657 - 1747 — Francesco Solimena dit l'Abbate Ciccio,
- v. 1658 - 1720 — Giovanni Agostino Cassana
- 1658 - 1740 — Rinaldo Botti
- 1659 - 1686 — Giovanni Battista Marmi
- 1659 - 1714 — Nicolo Cassana ou Nicoletto
- 1659 - 1730 — Giovanni Paolo Castelli dit Spadino
- 1660 -  ?   —  Giovanni Andrea Jannelli
- 1660 - 1703 — Francesco Civalli
- 1660 - 1731 — Giovanni Camillo Sagrestani
- 1660 - 1732 — Antonio Puglieschi
- 1660 - 1738 — Antonio Amorosi
- 1660 - 1745 — Giovanni Maria del Piane
- 1601 - 1663 — Guido Cagnacci
- 1661 - 1713 — Stefano Maria Legnani dit le Legnanino
- 1661 - 1716 — Paolo Pagani
- 1661 - 1729 — Scipione Angelini
- 1661 - 1730 — Clemente Spera
- 1662 - v. 1700 — Giuseppe Tortelli
- 1662 - 1729 — Elisabetta Lazzarini
- v. 1662 - 1744 — Domenico Maria Muratori
- 1663 - 1691 — Tommaso Nasini
- 1663 - 1708 ou 1716 ou 1721 — Pietro de' Pietri ou Pietro Antonio da Pietri, Pietro dei Pietri
- v. 1663 - 1721 — Nicola Malinconico
- 1663 - 1730 — Luca Carlevarijs ou Luca Carlevaris
- 1663 - 1731 — Giovanni Odazzi
- 1664 - 1712 — Giovanni Antonio de Grott
- v. 1664 - 1736 — Giacomo Francesco Cipper dit « Il Todeschini » (littéralement le petit allemand)
- 1664 – 1738 — Alessandro Marchesini
- 1665 – 1726 — Tommaso Redi
- 1665 - 1729 — Giovanni Battista Resoaggi
- 1665 - 1745 — Johan Richter ou Giovanni Richter
- 1665 - 1747 — Giuseppe Maria Crespi (Lo Spagnolo) (l'Espagnol)
- 1666 - 1724 — Benedetto Luti
- 1666 - 1727 — Mattia Battini
- 1666 - 1740 — Antonio Balestra
- 1666 - 1731 — Giovanna Fratellini née Giovanna Marmocchini Cortesi
- 1666 - 1746 — Giacinto Boccanera
- 1667 - 1743 — Giovanni Cinqui
- 1667 – 1743 — Giovanni Tuccari
- 1667 - 1748 — Felice Torelli
- 1667 - 1749 — Alessandro Magnasco, dit Il Lissandrino
- 1667 - 1753 — Federico Bencovich, (Federiko Benković ou Federico Bencovic, Federigo ou Federighetto ou Dalmatino)
- 1668 – 1732 — Giuseppe Tonelli
- 1668 - 1738 — Giovanni Battista Cassana
- 1668 - 1738 — Carlo Antonio Tavella dit Il Solfarola
- 1669 - ap. 1731 — Bartolomeo Letterini  (ou Litterini)
- 1672 - 1730 — Pietro Nelli
- 1672 - 1743 — Giuseppe Zola
- 1673 - 1721 — Andrea dell'Asta
- 1675 - 1741 — Sebastiano Galeotti
- 1676 - 1744  — Giuseppe Mastroleo
- 1677 - 1732 — Gaspare Lopez
- 1677 - 1735 — Lorenzo del Moro

### XVIIIesiècle: LeSettecentoitalien
Voir aussi la Catégorie:Peintre italien du XVIIIe siècle
- actif première moitié du XVIIIe siècle — Pietro Giovanni Abbati
- actif première moitié XVIIIe siècle — Girolamo Cenatiempo
- fin du XVIIe  et au début du  XVIIIe siècle — Elisabetta Marchioni
- fin du XVIIe  et au début du  XVIIIe siècle — Giovanni Battista Ciceri
- XVIIe siècle - XVIIIe siècle — Stefano Papi
- XVIIIe siècle — Pietro Adami
- XVIIIe siècle — Maria Giacomina Nazari
- XVIIIe siècle — Gioseffo Vitali
- 1650 - 1710 ou 1713 — Giuseppe Simonelli
- 1651– 1731 ou 1733 — Gioacchino Pizzoli
- 1656 - 1733 — Pietro Antonio Avanzini
- 1660 - 1729 — Giacomo Parravicino (Paravicini ou Parravicini)
- 1663 - 1714 — Gennaro Greco dit « Il Mascacotta  »
- 1671 - 1749 — Donato Creti
- 1672 – 1732 — Giovanni Battista Revello
- 1672 - 1740 — Giuseppe Antonio Caccioli
- 1672 – 1740 — Francesco Costa
- 1673 - 1721 — Biagio Puccini
- 1673 - 1741 — Pietro Paltronieri dit il Mirandolese ou Mirandolese dalle prospettive
- 1673 - 1747 —  Giuseppe Melani
- 1674 - v. 1738 — Bernardino Fergioni dit « Lo sbirretto »
- 1674 - 1755 — Pier Leone Ghezzi
- 1674 - 1765 — Giampietro Zanotti
- …  - 1734 — Pietro Capelli
- v. 1675 - 1756  — Pietro Pertichi
- 1675 - 1735 — Antonio Beduzzi
- 1675 - 1741 — Giovanni Antonio Pellegrini
- 1675 - 1742  —  Francesco Melani
- 1675 - 1757 — Rosalba Giovanna Carriera,
- 1676 - 1716 — Antonio Pittaluga (peintre)
- 1676 - 1730 — Marco Ricci
- 1677 - 1735 — Antonio Dardani
- 1677 – 1762 — Lucia Casalini ou Lucia Casalini Torelli
- 1678 - 1713 — Giovanni Francesco Bagnoli
- 1678 - 1716 — Domenico Guardi
- 1678 - 1730 — Tommaso Dossi
- 1678 - 1745 — Domenico Antonio Vaccaro
- 1678 - 31 décembre 1746  — Antonio Baroni
- 1679 - 1748 — Ignazio Stern (ou Ignaz Stern et en italien Ignazio Stella)
- 1669 - 1743 — Antonio Filocamo
- 1669 - 1756 — Matteo Bonechi
- 1679 - 1755 — Pietro Domenico Olivero
- 1679 - 1758 — Francesco Mancini (peintre)
- 1679 - 1758 — Giuseppe Dallamano
- 1679 - 1759 — Girolamo Pesci
- v. 1680 - 1746 — Domenico Bocciardo
- 1680 - 1725 — Giuseppe Gambarini (ou Gioseffo Gambarini)
- 1680 ou 1683 - 1735 — Rosalba Bolognini
- 1680 - 1744 — Lorenzo De Ferrari (ou Abate De Ferrari)
- 1680 - 1747 — Antonio Paglia (ou Antonio Paglia di Francesco)
- 1680 - 1764 — Sebastiano Conca, dit « il Cavaliere »
- 1681 - 1738 — Ranieri del Pace ou (Giovanni Battista Ranieri del Pace)
- 1681 - 1743 — Girolamo Donnini
- 1681 - 1763 — Angelo Paglia
- 1681 – 1767 — Giacomo Zoboli
- 1682 - 1741 — Giacomo Adolfi
- 1682 - 1746 — Matteo Ripa
- 1682 - 1748 — Nicola Grassi (ou Nicolò Grassi)
- 1683 - 1750 — Davide Campi
- 1683 - 1758 — Ciro Adolfi
- 1683 - 1768 — Francesco Monti
- documenté 1684 - 1736 — Pietro Santi Bambocci
- 1684 - 1752 — Alessio de Marchis ou il Marchis
- 1684 - 1757 Matteo Bottiglieri
- 1684 - 1772 — Giovanni Angelo Borroni
- 1685 - 1752 — Jacopo Amigoni
- 1685 - 1767 — Clemente Ruta
- 1686 - v. 1753 — Francesco Simonini
- 1686 - 1775 — Ludovico Mazzanti
- 1687 – 1755 — Pietro Anderlini ou Pietro Andorlini
- 1687 - 1763 — Ferdinando Porta
- 1687 - 1767 — Giovanni Battista Pittoni
- 1687 - 1771 — Giovanni Battista Cimaroli, Cimarolo, Cimarollo, Cimeroli, Simarolo, Chimeroli, Cingheroli ou Cignaroli
- 1687 - 1772 — Niccolò Ricciolini
- 1688 - 1766 — Giacomo Boni
- 1688 - 1743 — Paolo Filocamo
- 1688 - 1765 — Ercole Graziani le Jeune
- 1688 - 1755 — Tommaso Martini
- 1688 - 1775 — Lorenzo Somis ou Giovanni Lorenzo Somis
- 1688 - 1782 — Antonio Visentini
- 1689 - 1750 — Baldassarre de Caro
- 1689 - 1752 — Leonardo Antonio Olivieri ou « Oliviero »
- 1689 - 1762 — Agostino Veracini
- 1689 - 1767 — Gaspare Diziani
- 1689 - 1770 — Domenico Duprà (ou Giorgio Domenico Duprà)
- 1690 - 1729 — Lorenzo Fratellini ou Lorenzo Maria Fratellini
- v. 1690 - 1763 — Angela Maria Pittetti (Palanca)
- 1690 - 1758 — Nicola Maria Rossi
- 1690 - 1765 — Olivio Sozzi
- 1690 - 1769 — Giuseppe Bazzani
- v. 1690 - 1771 — Giovanni Conca,
- 1690 - 1789 — Orazio Solimena
- v. 1691 – 1758 — Agostino Masucci
- 1691 – 1743 — Litterio Paladino
- 1691 - 1765 — Giovanni Paolo Panini (ou Pannini)
- 1691 – 1773 — Niccoló Nasoni ou Nicolau Nasoni
- 1692 - 1761 — Maria Giovanna Clementi
- 1692 - 1765 — Giovanni Pannini
- 1692 - 1768 — Giovanni Domenico Campiglia
- 1692 - 1768 — Giovanni Domenico Ferretti ou (Giandomenico d’Imola)
- 1692 - 1768 — Apollonio Nasini
- v. 1692 - v. 1768 — Antonio Baldi
- 1692 - 1776 — Vittorio Bigari  (Vittorio Maria Bigari)
- 1694 - 1740 — Pietro Bianchi
- 1694 - 1766 — Claudio Francesco Beaumont ou Claude François
- 1694 - 1766 — Vincenzo Meucci
- 1695 - 1750 — Mattia Bortoloni
- v. 1696 - v. 1756 — Stefano Gherardini
- 1694 ou 1696 - 1767 — Antonio Elenetti ou Antonio Lenetti
- 1696 - 1770 — Giambattista Tiepolo
- 1696 - 1782 — Francesco de Mura
- 1697 - 1730 — Michele Pagano
- 1697 - 1732 — Antonio Gionima
- 1697 - 1760 — Pietro Paolo Vasta
- 1697 – 1762 — Giovanni Francesco Braccioli
- 1697 - 1773 — Paolo Anesi
- v. 1697 - ap. 1760 — Donato Paolo Conversi
- 1698 - 1760 — Carlo Borsetti
- 1699 - 1758 — Bartolomeo Nazari
- 1699 - 1765 — Sigismondo Betti
- 1699 - 1766 — Giuseppe Nogari
- 1699 - 1769 — Giuseppe Grisoni (Giuseppe Pierre Joseph Grisoni), Grifoni ou Grison
- v. 1700 - 1765 — Pietro Guarienti
- 1700 - 1755 — Giovanni Manzolini
- 1700 - 1777 — Antonio Joli
- 1701 - 1761 — Giuseppe Mattia Borgnis
- 1701 - 1765 — Carlo Lodi
- 1702 - 1759 — Placido Costanzi
- 1702 - 1766 — Ercole Lelli
- 1702 - 1788 — Francesco Zuccarelli
- documenté 1703 - 1730 — Angelo Maria Crivelli dit Il crivellone
- 1703 - 1765 — Corrado Giaquinto
- 1703 - 1767 — Fabio Canal ou Canale
- 1703 - 1783 — Sebastiano Ceccarini
- 1703 - 1784 — Giuseppe Duprà
- 1703 - 1778 — Ignazio Hugford ou Ignatius Heckford
- 1704 - 1773 — Gaetano Lapis
- 1704 - 1792 — Francesco Appiani
- 1705 – 1784 — Andrea Casali
- 1705 - 1784 — Egidio dall'Oglio
- 1706 - 1770 — Giambettino Cignaroli
- 1707 - 1762 — Pietro Rotari
- 1707 - 1770 — Maria Felice Tibaldi
- 1707 - 1789 — Giuseppe Bonito
- 1707 - 1791 — Giuseppe Ghedini
- v. 1708 - ap. 1745 — Giuseppe Menabuoni
- v. 1708 - 1787 — Francesco Zugno
- 1708 - 1762 — Giovanni Michele Graneri
- 1708 - 1787 — Pompeo Girolamo Batoni
- 1708 - 1799 — Luigi Crespi
- 1709 - 1759 — Francesco Fontebasso
- 1709 - 1774 — Giuseppe Antonio Luchi
- 1709 - 1783 — Violante Beatrice Siries
- 1710 - 1743 — Michele Marieschi
- 1710 – 1776 — Giuseppe Peroni
- 1710 – après 1779 — Paolo Monaldi
- 1710 - 1780 — Francesco Foschi
- 1710 - 1801 — Giovanni Andrea Lazzarini ou Giannandrea Lazzarini,
- v. 1711 - v. 1780 — Giovanni Battista Marcola
- 1711 - 1783 — Giacinto Fabbroni
- 1711 - 1784 — Francesco Capella (dit Daggiù)
- 1711 - 1789 — Pietro Scandellari
- 1711 - 1794 — Jacopo Marieschi (Giacomo Marieschi)
- 1711 - 1798 — Andrea Urbani
- 1712 - 1782 — Paolo Gamba
- 1712 - 1784 — Stefano Torelli
- 1712 - 1798 — Giuseppe Angeli
- 1712 - 1800 — Antonio Sarnelli
- 1713 - 1794 — Domenico Maggiotto
- 1714 – 1773 — Gregorio Guglielmi
- 1714 - 1785 — Giuseppe Romei
- 1715 - v. 1770  —  Apollonio Domenichini ou Maestro della Fondazione Langmatt, dit Menichini ou il Menichino
- 1715 - 1797 — Tommaso Gherardini
- 1717 - 1784 — Giuseppe Bottani
- 1717 - 1801 — Fedele Tirrito ou Matteo Sebastiano Palermo, Padre Fedele, Fedele da San Biagio
- 1718 - 1769 — Vito d'Anna
- 1718 - 1782 — Maria Maddalena Baldacci (Gozzi)
- 1719 - 1777 — Lorenzo De Caro
- 1719 - 1781 — Giuseppe del Moro
- 1719 - 1800 — Santi Pacini (ou Sante)
- 1720 - 1788 — Anna Bacherini Piattoli
- 1720 - 1806 — Carlo Magini
- v.1721 - 1757 — Francesco Albotto
- 1721 - 1780 — Bernardo Bellotto
- 1721 – 1782 — Pietro Antonio Lorenzoni
- 1721 - 1794 — Giuseppe Paladino
- 1721 - 1803 — Domenico Corvi
- 1722 - 1770 — Gaspare Traversi
- 1722 - 1782 — Lodovico Buffetti
- 1722 - 1796 — Francesco Battaglioli
- 1722 - 1803 — Giuseppe Baldrighi
- 1723 - 1797 — Giorgio Anselmi
- 1723 - 1806 — Domenico Mondo
- 1723 - 1812 — Pio Panfili
- 1724 - 1793 — Alessandro Vasta
- 1724 - ap. 1793 — Nazario Nazari
- 1725 - 1776 — Antonio Dusi,
- 1725 - v. 1790  — Antonio Orgiazzi ou Giovanni Antonio Orgiazzi il Vecchio,
- 1725 - 1804 — Nicola Peccheneda
- 1726 - 1795 — Antonio Zucchi,
- 1727 - 1790 — Giovanni Battista Cipriani
- 1727 - 1804 — Giandomenico Tiepolo
- 1728 - 1781 — Ubaldo Gandolfi
- 1728 ou 1731 - 1806 — Pietro Bardellino
- 1729 - 1800 — Oronzo Tiso
- 1729 - 1804 — Pietro Antonio Novelli (dit Novelli III)
- 1729 - 1806 — Michelangelo Morlaiter
- 1729 - 1814 — Francesco Celebrano
- 1730 -… — Niccolò Carissa
- act. 1730 - 1760 — Maestro dei fiori guardeschi (Maître des fleurs Guardi)
- 1730 - 1766 — Mauro Antonio Tesi
- v. 1730 - v. 1775 — Sebastiano Lo Monaco
- v. 1730 - 1790 — Gaetano Mercurio
- 1730 - 1790 — Niccolò Lapiccola
- v. 1730 - 1799 — Gabriele Bella,
- 1731 - 1803 — Giacinto Diano (parfois Diana)
- 1731 - 1807 — Mariano Rossi
- 1731 - 1791 — Ermenegildo Costantini
- 1731 - 1818 - Marcello Bacciarelli
- 1732 - 1780 — Giovanni Battista Cantalupi
- 1732 - 1792 — Antonio Cioci
- 1732 - 1792 — Fedele Fischetti
- 1732 - 1795 — Francesco Sozzi
- 1732 - 1810 — Baldassarre Orsini
- 1732 - 1816 — Giuseppe Jarmorini ou Giuseppe Armorini
- 1733 - 1813 — Alessandro Longhi (ou Messio Longhi)
- 1734 - 1792 — Vincenzo Monotti
- 1734 - 1802 — Gaetano Gandolfi
- 1734 - 1822 — Tommaso Conca,
- 1735 - 1805 - Francesco Biondo  ou Anton Francesco Biondi
- 1764 - 1836 — Giovanni Folo
- 1736 - 1776 — Lorenzo Tiepolo
- 1736 - 1779 — Gioacchino Martorana
- 1737 - 1797 — Antonio Diziani
- 1738 - 1796 — Giovanni Battista Mengardi ou Giambattista Mengardi
- 1739 - 1810 — Giuseppe Troni (portugais : José Troni)
- 1739 - 1811 — Giuseppe Maria Terreni
- 1739 - 1819 — Santo Cattaneo (ou Sante Cattaneo ou encore Santino)
- 1739 - 1820 — Antonio Concioli
- v. 1740 - v. 1804 — Luigi Campovecchio
- v. 1740 - 1805  — Pietro Antoniani
- 1740 - 1793 — Marco Marcola parfois Marco Marcuola
- 1741 - 1764 — Lorenzo Pavia
- 1741 - 1811 — Costantino Cedini
- 1741 - 1812 — Bernardino Nocchi
- 1741 - 1816 — Carlo Antonio Porporati
- 1742 - 1812 — Domenico Muzzi
- act. 1743 - 1782 —Gabriele Ricciardelli
- 1743 - 1790 — Giovanni David
- 1745 - 1797 — Francesco Tironi,
- 1745 - 1812 — Francesco Pannini ou Panini
- 1745 - 1821 — Saverio dalla Rosa
- 1745 - 1825 — Francesco Camuncoli
- 1745 - 1825 — Giovanni Battista Canal ou Canale
- 1746 - 1810 — Alessandro d'Anna
- 1746 - ap. 1828  — Giors Boneto
- 1748 - après 1795 — Giuseppe Antonio Fabbrini
- 1748 - 1817 — Carlo Labruzzi
- 1748 – 1838 — Giuseppe Mazzola
- 1749 - 1819 — Paolo Borroni
- 1750 - 1799 — Giuseppe Cades
- 1750 - 1805 — Francesco Maggiotto
- 1750 - 1806 — Giuseppe Soleri Brancaleoni
- 1750 - 1827 — Giuseppe Velasco
- v. 1750 - ap. 1821 — Luigi Agricola ou Luigi Bauer ou encore Luigi Pauer
- 1751 - 1831 —  Agostino Cappelli
- 1752 - 1795 — Antonio Cavallucci
- 1752 - 1812 — Stefano Tofanelli
- 1753 - 1831 — Teodoro Matteini
- 1754 - 1804 — Giovanni Campovecchio
- 1754 - 1815 — Carlo Alberto Baratta ou encore Carlo Baratta
- 1754 - 1817 — Andrea Appiani
- 1756 - 1828  — Giuseppe Gherardi
- 1756 - 1829 — Paolo Vincenzo Bonomini (dit Borromini)
- 1756 - 1830 — Gaspare Landi
- 1757 – 1805 — Raffaele Gioia
- 1758 – 1826 — Agostino Ugolini
- vers 1759 - 1839 —  Marco Gozzi
- 1759 - 1840 — Domenico Pellegrini
- 1760 - 1823 — Gianni Felice
- 1760 - 1853 - Costanzo Angelini
- 1761 - 1842 — Ludovico Caracciolo
- 1762 - 1841 — Francesco Rosaspina
- 1762 - -…  — Giovanni Battista Gandolfi
- 1764 - 1834 — Mauro Gandolfi
- 1764 - 1844 — Antonio Vighi (En russe:Anton Karlovich)
- 1763 - 1800 — Carlo Frigerio
- 1764 - 1836 — Francesco Novelli
- 1764 - 1849 — Luigi Ademollo
- 1765 - 1821 — Domenico Del Frate
- 1765 - 1821 — Domenico Vantini
- 1765 - 1837 — Giovanni Battista Frulli
- 1766 - 1850 — Giuseppe Cammarano
- 1767 - 1853 — Johann Dominik Bossi
- 1767 - 1828 — Pietro Palmaroli
- 1768 - 1821 — Liberale Cozza
- 1768 - 1853 — Lattanzio Querena
- 1769 - 1844 — Pietro Benvenuti
- 1770 - 1812 — Raffaele Albertolli
- 1770 - 1845 — Antonio Pasini
- 1771 - 1844 — Vincenzo Camuccini
- 1772 - 1850 — Luigi Sabatelli
- 1774 - 1846 — Pietro Tomba
- 1774 - 1850 - Pietro Ermini
- 1775 - 1849 — Giovanni Carlo Bevilacqua
- 1775 - 1860 — Pelagio Palagi
- 1777 - 1815 — Giuseppe Bossi
- 1777 - 1858 — Natale Schiavoni,
- 1777 - 1857 — Agostino Aglio
- 1778 - 1834 — Domenico dalla Rosa,
- 1779 - 1846 — Giuseppe Diotti
- XVIIIe  et  XIXe siècle — Matteo Desiderato,

### XIXesiècle:L'Ottocentoitalien
Voir aussi la Catégorie:Peintre italien du XIXe siècle
- XIXe siècle — Alonzo et Giuseppe Antonio Avondo
- XIXe siècle — Bice Lombardini
- XIXe siècle — Emma Moretto
- XIXe siècle — Francesco Spagnuoli ou Francesco Spagnoli ou encore Franceso Spagnuoli
- 1770 - 1849 — Giuseppe Borsato
- 1779 - 1832 — Rodolfo Fantuzzi
- 1779 - 1858 — Matilde Malenchini
- 1780 - 1837 — Anton Sminck Pitloo (nom italianisé Antonio Pitloo)
- 1781 - 1835 — Bartolomeo Pinelli
- 1781 - 1850 — Francesco Nenci
- 1781 - 1862 — Pietro Ronzoni
- 1783 - 1854 — Pietro Nocchi
- 1785 - 1837 — Giovanni Migliara
- 1785 - 1846 — Odorico Politi
- vers 1786 - après 1842 — Gaetano Orlandi
- 1786 - 1839 — Carlo Maria Viganoni
- 1786 - 1853 — Prospero Minghetti
- 1786 - 1859 — Giovanni De Min
- 1787 - 1837 — Domenico Quaglio le jeune
- 1787 - 1840 — Vincenzo Chialli
- 1787 - 1852 — Giacomo Conca,
- 1787 - 1863 — Fortunato Duranti
- 1787 - 1868 — Letterio Subba
- 1787 - 1869 — Giuseppe Bisi
- 1787 - 1871 — Tommaso Minardi
- 1788 - 1847 — Giuseppe Canella
- 1788 - 1854 — Paolo Toschi
- 1788 - 1859 — Ernesta Legnani ou encore Ernesta Legnani - Bisi
- 1788 - 1861 — Antonio Marini (peintre)
- 1788 - 1874 — Michele Bisi
- 1789 - 1866 — Sebastiano Santi
- 1790 - 1846 — Giovan Battista Borghesi (ou Giovanni Battista Borghesi)
- 1790 - 1853 — Tommaso Gazzarrini
- 1791 - 1882 — Francesco Hayez
- 1792 - 1855 — Giuseppe Gandolfo
- 1792 - 1855 — Pasquale Saviotti
- 1793 - 1854 — Michele Ridolfi
- 1794 – 1880 — Gaspare Sensi (Gaspar Sensi y Baldachi)
- 1795 - 1848 — Clementina Gandolfi
- 1795 - 1857 — Filippo Agricola
- 1795 - 1864 — Raffaele Carelli
- 1795 - 1878 — Antonio Liverani
- 1795 - 1885 — Giovanni Servi
- 1797 - 1871 — Napoleone Angiolini
- 1798 - 1863 — Carlo Ruspi
- 1798 - 1865 — Giovanni Marghinotti
- 1798 - 1878 — Filippo Bigioli
- 1798 - 1882 — Gabriele Smargiassi
- 1799 - 1853 — Giuseppe Rapisardi
- 1800 - 1843 — Francesco da Codogno pseudonyme d'Angelo Zuccotti
- 1800 - 1851 — Giuseppe Bonolis
- 1800 – 1867 — Giuseppe Molteni
- v. 1800 - 1870 — Achille Leonardi
- … - ap. 1870 — Cesare Bernieri
- 1800 - 1895 — Francesco Podesti
- 1801 - 1847 — Pietro Paoletti
- 1801 - 1849 — Carlo Bellosio
- 1801 - 1869 — Luigi Calamatta
- 1801 - 1870 — Giovanni Andrea Darif
- 1801 - 1873 — Carlo Arienti
- 1801 - 1870 — Michelangelo Grigoletti
- 1801 - 1873 — Carlo Arienti
- 1802 - 1856 — Lodovico Lipparini
- 1802 - 1885 — Federico Moja
- 1803 - 1864 — Clemente Albèri
- 1803 - 1865 — Bernardino Rossi
- 1803 – 1867 — Onorato Andina
- 1803 - 1886 — Francesco Scaramuzza
- 1803 - 1894 — Achille Vianelli
- 1804 - 1873 — Giovanni Carnovali dit Piccio (« Le petit »)
- 1804 - 1879 — Cesare Mussini
- 1804 - 1889 — Francesco Pisante
- 1805 – 1878 — Giuseppe Gauteri
- 1806 - 1876 — Giacinto Gigante
- 1806 - 1881 — Teodoro Ghezzi
- 1806 - 1886 — Giovanni Busato
- 1806 – 1891 — Adeodato Malatesta
- 1807 - 1868 - Alessandro Capalti
- 1807 - 1874 — Giuseppe Macinata
- 1807 - 1876 — Michele Fanoli
- 1807 - 1882 — Giacomo Rossetti
- 1808 - 1859 — Cosroe Dusi
- 1808 - 1892 — Michele de Napoli
- 1809 - 1841 — Achille Pinelli
- 1809 - 1872 — Romolo Liverani  (Romolo Achille Liverani)
- 1811 - 1894 — Domenico Pasquale Cambiaso
- 1811 - 1868 — Andrea D'Antoni
- 1811 - 1878 — Antonio Caimi
- 1812 - 1882 — Giacomo Trecourt
- 1812 - 1886 — Antonio Bignoli
- 1812 - 1888 — Carlo de Notaris
- 1812 - 1888 — Giuseppe Palizzi
- 1813 - 1866 — Antonietta Bisi
- 1813 - 1879 — Giuseppe Mancinelli
- 1813 - 1879 — Eliseo Sala
- 1814 - 1882 — Fausto Antonioli
- 1814 – 1884 — Nicola Consoni
- 1814 – 1886 — Luigi Bisi
- 1814 - 1892 — Alessandro Mantovani
- 1814 - 1892 — Antonio Zòna
- 1814 - 1902 — Silvestro Valeri
- 1815 - 1860 — Mauro Conconi
- 1815 - 1869 — Beniamino De Francesco
- 1815 - 1869 — Luigi Scrosati
- 1815 - 1876 — Luigi Zuccoli
- 1815 - 1878 — Domenico Induno
- 1815 - 1892 — Paolo Bozzini
- 1815 - 1894 — Antonio Muzzi
- 1816 - 1860 — Cherubino Cornienti
- 1816 - 1865 — Lodovico Aureli
- 1816 - 1867 — Teodoro Duclère
- 1816 - 1873 — Alfonso Chierici
- 1816 - 1890 — Luigi Campini
- 1817 – 1863  — Raffaele Spanò
- 1817 - 1876 — Enrico Pollastrini
- 1817 - 1884 — Angiolo Tricca
- 1818 - 1865 — Louisa Grace Bartolini
- 1818 - 1874 — Domenico Pellizzi parfois écrit « Pellisi »
- 1818 - 1880 — Achille Carillo
- 1818 - 1882 — Antonio Fontanesi
- 1818 - 1899 — Giulio Cesare Ferrari
- 1818 - 1899 — Filippo Palizzi (di Vasto)
- 1818 - 1900 — Consalvo Carelli
- 1818 - 1911 — Fulvia Bisi
- 1818 - 1889 — Nicola Sanesi
- 1819 - 1888 — Alessandro Guardassoni
- 1819 - 1892 — Gaetano Bianchi
- 1819 – 1894 — Pompeo Marino Molmenti
- 1820 - 1870 — Nicola Palizzi
- 1820 - 1892 — Vincenzo Marinelli
- 1820 - 1900 — Gabriele Carelli
- 1820 – 1902 — Fabio Borbottoni
- 1821 - 1905 —  Cesare Dell'Acqua
- 1822 - 1886 — Michele Rapisardi
- 1822 - 1897 — Antonio Puccinelli
- 1823 - 1896 — Vincenzo Petrocelli
- 1824 - 1887 - Luigi Querena
- 1824 - 1873 - Francesco Gandolfi
- 1824 - 1904 — Cristiano Banti
- 1824 - 1911 — Carlo Ademollo
- 1825 - 1898 — Giuseppe Bertini
- 1825 - 1890 — Gerolamo Induno
- 1825 - 1898 — Luisa Silei
- 1825 - 1899 — Tammar Luxoro
- 1825 - 1908 — Giovanni Fattori
- 1825 - 1912 — Emma Gaggiotti-Richards
- 1826 – 1889 — Andrea Gastaldi
- 1826 - 1891 — Giuseppe Zattera
- 1826 - 1892 — Serafino De Tivoli
- 1826 - 1897 — Giuseppe Ugolini
- 1826 - 1899 — Alberto Pasini
- 1826 - 1901 — Domenico Morelli
- 1826 - 1903 — Giovanni Costa (dit Nino Costa)
- 1826 - 1903 — Eleuterio Pagliano
- 1827 - 1874 — Antonio Dugoni
- 1827 - 1897 — Antonino Bonaccorsi
- 1827 - 1924 — Pietro Volpes
- 1828 - 1883 — Gabriele Castagnola
- 1828 - 1903 — Antonio Rotta
- 1828 – 1914 — David Sani
- 1829 - 1892 — Juan Mochi
- 1829 - 1910 — Carlo Mancini
- 1830 - v. 1890 — Angiolino Romagnoli
- 1830 - 1899 — Giorgio Bandini
- 1830 - 1903 — Cesare Bartolena
- 1830 - 1905 — Francesco Mancini (peintre 1830-1905)
- 1831 - 1882 — Gaetano Fasanotti
- 1831 - 1886 — Ferdinando Cicconi
- 1831 - 1894 — Vincenzo Paliotti
- 1832 - 1865 — Luigia Mussini-Piaggio
- 1832 - 1884 — Giulio Gorra
- 1832 - 1891 — Nicolò Barabino
- 1832 - 1891 — Amos Cassioli
- 1832 - 1895 — Giovanni Battista Calò
- 1833 - 1869 — Federico Faruffini
- 1833 - 1898 — Edoardo Chiossone
- 1833 - 1903 — Cesare Sighinolfi
- 1833 - 1905 — Odoardo Borrani
- 1833 - 1916 — Napoleone Verga
- 1834 - 1903 — Pietro Michis
- 1834 - 1914 — Albano Lugli
- 1834 - 1911 — Giuseppe Sciuti (ou Giuseppe Sciuto)
- 1834 - 1912 — Antonio Ermolao Paoletti
- 1835 - 1900 - Luigi Toro
- 1835 - 1901 — Telemaco Signorini
- 1835 - 1909 — Michele Gordigiani
- 1835 - 1920 — Michele Cammarano
- 1835 - 1883 — Benedetto Musso
- 1836 - 1886 — Adriano Cecioni
- 1836 - 1891 — Gioacchino Toma
- 1836 - 1901 — Cesare Mariani
- 1836 - 1910 — Vittorio Avondo
- 1836 - 1910 — Oreste Cortazzo
- 1837 - 1878 — Tranquillo Cremona
- 1837 - 1888 — Federigo Pastoris ou Comte Federico Pastoris
- 1837 - 1901 — Egisto Sarri
- 1837 - 1902 — Achille Talarico
- 1837 - 1914 — Gaetano D’Agostino
- 1838 - 1908 — Francesco Jacovacci
- 1838 - 1909 — Guido Carmignani
- 1838 - 1913 — Alessandro Franchi
- 1838 - 1920 — Gaetano Chierici
- 1839 - 1875 — Emilio Praga
- 1839 - 1890 — Gaetano Mormile
- 1839 - 1891 — Modesto Faustini
- 1839 - ap. 1893 — Vincenzo Scala
- 1839 - 1904 — Filippo Costaggini
- 1839 - 1911 — Cecrope Barilli
- 1839 - 1911 — Fermo Forti
- 1839 - 1918 — Charles Edward Perugini
- 1839 - 1915 —  Alfredo d'Andrade
- 1839 -… — Salvatore Mormile
- 1840 - 1873 — Ernesto Rayper
- 1840 - 1904 — Mosè Bianchi
- 1840 - 1892 — Santo Bertelli
- 1840 - 1905 — Lazzaro De Maestri
- 1840 - 1906 — Teofilo Patini
- 1840 - 1910 — Domenico Bruschi
- 1840 - 1917 — Gaetano de Martini
- 1840 - 1919 — Cesare Maccari
- 1841 - 1910 — Filippo Colarossi
- 1841 - 1910 — Giuseppe Barbaglia
- 1841 - 1915 — Eduardo Dalbono
- 1841 - 1918 — Giuseppe Boschetto
- 1841 - 1920 — Noè Bordignon
- 1842 - 1916 — Giuseppe Mazzolani
- 1842 - 1917 — Guglielmo Ciardi
- 1842 - 1931 — Giovanni Boldini
- 1843 - 1889 — Daniele Ranzoni
- 1843 - 1894 — Giuseppe Grandi
- 1843 - 1930 — Leonardo de Mango
- 1844 - 1883 — Giacomo Di Chirico
- 1844 - 1908 — Ludovico Seitz
- 1844 - 1918 — Luigi Cavenaghi
- 1844 - 1931 — Raffaello Sorbi
- 1845 - 1877 — Giulio Viotti
- 1845 - 1905 — Alfredo Tartarini
- 1845 - 1907 — Ettore Roesler Franz
- 1845 - 1911 — Pietro Pajetta
- 1845 - 1914 — Giuseppe Guzzardi
- 1845 - 1917 — Quinto Cenni
- 1846 - 1884 — Giuseppe De Nittis
- 1846 - 1911 - Enrico Coleman
- 1846 - 1932 - Giacomo Gandi
- 1847 - 1900 — Pio Sanquirico
- 1847 - 1916 — Tito Troja
- 1847 - 1929 — Edoardo Matania
- 1847 - 1930 — Federico Andreotti
- 1847 – 1935 — Andrea Landini
- 1849 - 1887 — Giacomo Favretto
- 1849 - 1926 — François Brunery
- 1849 - 1932 — Francesco Rovetta
- 1850 - 1906 — Eugenio Gignous
- 1850 - 1915 — Luigi Nono
- 1850 - 1920 — Ezechiele Acerbi
- 1850 – 1938 — Ettore De Maria Bergler
- 1851 - 1900 — Giovanni Battista Castagneto connu aussi comme  João Batista Castagneto
- 1851 - 1923 — Emilio Gola
- 1851 - 1929 — Francesco Paolo Michetti
- 1851 - 1941 — Carlo Anadone
- 1851 - 1943 — Rosina Mantovani Gutti
- 1852 - 1876 — Emilio Cavenaghi
- 1852 - 1888 — Pietro Aldi
- 1852 – 1917 — Luigi Conconi
- 1852 - 1920 — Gaetano Previati
- 1852 - 1928 — Egidio Coppola
- 1852 - 1930 — Antonio Mancini
- 1852 - 1944 — Ulisse Ribustini
- 1853 - 1895 — Francesco Filippini
- 1853 - 1895 — Luigi Lombardi
- 1853 - 1919 — Cesare Tallone
- 1853 - 1922 — Gaetano Brunacci
- 1853 - 1934 — Roberto Ferruzzi
- 1854 - 1932 — Napoleone Parisani
- act 1855 - 1877 — Giovanni Ponticelli
- 1855 - 1880 — Ottorino Caracciolo
- 1855 - 1921 — Clemente Origo
- 1855 – 1926 — Ettore Ximenes
- 1855 - 1929 — Vincenzo Volpe
- 1855 - 1937 — Paolo Vetri
- 1856 - après 1916  — Arturo Petrocelli
- 1856 - 1932 — Giulio Del Torre ou Giulio del Torre
- 1856 - 1922 — Pietro Fragiacomo
- 1856 - 1935 — Augusto Sezanne
- 1856 - 1936 — Vincenzo Caprile
- 1856 - 1936 — Achille Carelli
- 1856 - 1949 — Attilio Pratella
- 1856 - 1925 — Domenico Casella
- 1857 - 1927 — Pompeo Mariani
- 1857 - 1929 — Raffaele Tafuri
- 1857 - 1931 — Giuseppe Mentessi
- 1858 - 1899 — Giovanni Segantini
- 1858 - 1911 — Gaetano Esposito
- 1858 - 1918 — Federico Schianchi
- 1858 - 1921 — Giuseppe Carelli
- 1858 - 1936 — Beatrice Morgari Vezzetti
- 1858 - 1938 — Vincenzo Migliaro
- 1858 - 1940 — Cesare Pascarella
- 1859 - 1933 — Vittorio Matteo Corcos
- 1859 - 1933 — Vittorio Matteo Corcos
- 1859 - 1944 — Eugenio Zampighi
- 1860 - 1926 — Giovanni Beltrami (1860-1926)
- 1860 - 1932 — Giulio Aristide Sartorio
- 1860 - 1938 - Federigo Pedulli
- 1860 - 1949 — Vincenzo Irolli
- 1861 - 1939 — Arnaldo Zuccari
- 1861 - 1941 — Giuseppe Casciaro
- 1861 - 1944 — Giorgio Belloni
- 1861 - 1946 — Fabio Fabbi (peintre)
- 1861/1862 - ... — Achille Petrocelli
- 1862 – 1933 — Eugenio Cisterna
- 1862 - 1934 — Tullio Allegra
- 1862 - 1937 — Edoardo Gioja
- 1863 – 1920 — Pietro Scoppetta
- 1863 - 1928 — Giovanni Battista Carpanetto
- 1863 - 1934 — Riccardo Pellegrini
- 1864 - 1936 — Alberto Pisa
- 1864 - 1939 — Enrico Ravetta
- 1865 -… — Luisa Mussini - Franchi
- 1865 – 1906 — Aleardo Villa
- 1865 – 1942 — Giuseppe Cassioli
- 1866 - 1927 — Riccardo Salvadori
- 1866 – 1943 — Plinio Nomellini
- 1866 - 1956 — Conrad Hector Raffaele Carelli
- 1866 - 1956 — Onofrio Tomaselli
- 1867 – 1934 — Tommaso Francesco Testa
- 1868 - ...  — Giulio Versorese
- 1868 – 1907 — Giuseppe Pellizza ou Pellizza da Volpedo
- 1868 - 1934 — Cesare Saccaggi
- 1869 - 1920 — Mario Puccini (peintre)
- 1869 - 1924 — Juana Romani
- 1869 - 1936 — Arturo Viligiardi
- 1869 - 1959 — Pietro Canonica
- 1870 - 1941 — Tita Gori
- 1870 - 1945 - Fausto Eliseo Coppini
- 1870 - 1955 — Antonio Dattilo Rubbo
- 1871 - 1951 — Giulio Romano Vercelli
- 1871 - 1968 — Carlo Fornara
- 1872 - 1958 — Lionello Balestrieri
- 1873 - 1947 — Ernesto Aurini
- 1875 - 1932 — Beppe Ciardi nom de naissance Giuseppe Ciardi
- 1875 - 1947 — Carlo Bazzi
- 1875 - 1952 — Erma Bossi, née Erminia Bosich1
- 1876 - 1944 — Gino Parin (Federico Guglielmo Jehuda Pollack)
- 1876 - 1959 — Alberto Zardo
- 1877 - 1949 — Guido Colucci (
- 1879 - 1933 — Emma Ciardi
- 1880 - 1934 — Cesare Ferro Milone
- 1880 - 1949 — Bruto Mazzolani
- 1882 - 1960 — Francesco Agnesotti

### XXesiècle: LeNovecentoitalien
Voir aussi la Catégorie:Peintre italien du XXe siècle
- 1864 – 1956 — Giuseppe Ferdinando Piana
- 1868 - 1920 — Giuseppe Chiarolanza
- 1869 - 1954 — Giovanni Guarlotti
- 1871 - 1958 — Giacomo Balla
- 1872 - 1931 — Achille Cattaneo
- 1872 - 1938 — Giuseppe Boano
- 1873 – 1942 — Daniele de Strobel
- 1874 - 1928 — Adolfo de Carolis
- 1874 - 1940 — Paolo Baratta
- 1874 - 1953 — Arturo Noci
- 1876 - 1936 — Luca Postiglione
- 1876 - 1945 — Oscar Ghiglia (peintre)
- 1876 - 1954 — Alberto Martini, Alberto Giacomo Spiridione Martini
- 1876 - 1954 — Fausto Vagnetti
- 1877 - 1941 — Cesare Giri dit César Giris
- 1877 - 1948 - Biagio Biagetti
- 1878 - 1962 — Marcello Dudovich
- 1878 - 1964 — Pio Semeghini
- 1879 - 1949 — Umberto Brunelleschi
- 1879 - 1964 — Ardengo Soffici
- 1879 - 1966 — Felice Carena
- 1880 - 1953 — Mario Bettinelli
- 1880 - 1965 — Mario Biazzi
- 1881 - 1963 — Fortunino Matania
- 1881 - 1966 — Carlo Carrà
- 1881 - 1967 — Gino Romiti
- 1881 - 1970 — Alfonso Frangipane
- 1882 - 1936 — Lorenzo Viani
- 1883 - 1925 — Armando Spadini
- 1883 - 1961 — Latino Barilli
- 1883 - 1966 — Arturo Ciacelli
- 1883 - 1966 — Gino Severini
- 1884 - 1947 — Gino Rossi
- 1884 - 1965 — Pasquale Avallone
- 1886 - 1951 — Romano Rossini
- 1882 - 1916 — Umberto Boccioni
- 1883 - 1956 — Emilio Sommariva
- 1883 - 1976 — Amedeo Bocchi
- 1883 - 1979 — Renato Natali
- 1884 - 1920 — Amedeo Modigliani
- 1884 - 1939 — René Berti (Renato Berti dit René Berti et Ribet)
- 1884 - 1967 — Giovanni Barrella
- 1884 – 1977 — Francesco Cangiullo
- 1884 - 1977 — Gerardo Dottori
- 1885 - 1947 — Luigi Russolo
- 1885 - 1961 — Mario Sironi,
- 1885 - 1963 — Paolo Paschetto
- 1885 - 1968 — Moses Levy
- 1886 – 1937 — Renato Paresce
- 1886 - 1942 — Giovanni Bartolena
- 1886 - 1973 — Aldo Carpi
- 1887 - 1918 — Aroldo Bonzagni
- 1887 - 1955 — Anselmo Bucci
- 1887 - 1964 — Pippo Rizzo
- 1888 – 1953 — Ugo Piatti
- 1888 - 1968 — Giulio Vittini
- 1888 - 1971 — Alberto Magnelli
- 1888 - 1978 — Giorgio de Chirico
- 1889 - 1954 — Antonino Sartini
- 1889 - 1942 — Ubaldo Oppi
- 1889 - 1958 — Luigi Spazzapan
- 1890 - 1964 — Giorgio Morandi
- 1890 - 1966 — Enrico Castello (dit Chin (III) ou Richin ou encore Verdenne),
- 1800 - 1895 — Francesco Podesti
- 1891 - 1943 — Tarquinio Sini
- 1891 - 1952 — Alberto Savinio ; vrai nom : Andrea Francesco Alberto de Chirico
- 1891 - 1959 — Pia Galise
- 1891 - 1962 — Cipriano Efisio Oppo
- 1891 - 1984 — Virgilio Guidi
- 1891 - 1959 — Cesare Monti
- 1892 - 1960 — Fortunato Depero
- 1892 - 1967 — Italo Mus
- 1892 - 1974 — Gio Colucci (ou Géo Colucci)
- 1893 - 1969 — Edmondo Passauro
- 1893 – 1976 — Giuseppe Caselli
- 1893 – 1977 — Oreste Emanuelli
- 1894 - 1952 — Luigi Zago
- 1894 - 1956 — Enrico Prampolini
- 1894 - 1958 — Osvaldo Licini
- 1894 - 1965 — Carlo Zocchi
- 1894 - 1967 — Guido Tallone
- 1894 - 1985 — Giuseppe Pognante (Joseph Pognante)
- 1895 - 1957 — Ottone Rosai
- 1896 - 1953 — Atanasio Soldati (Anton)
- 1896 - 1956 — Filippo De Pisis
- 1896 - 1968 — Ettore Colla
- 1897 – 1977 — Ambrogio Casati
- 1897 – 1977 — Benedetta Cappa surnommée « Beny »
- 1898 - 1956 — Gianni Vagnetti ou Giovanni Vagnetti
- 1898 - 1970 — Ottavio Baussano
- 1898 - 1973 — Pompeo Borra
- 1898 - 1980 — Umberto Lilloni
- 1898 – 1983 — Edina Altara
- 1898 - 1987 — Mario Radice
- 1898 - 1989 — Mino Maccari
- 1899 - 1953 — Mario Avallone
- 1899 - 1965 — Antonio Ligabue
- 1899 - 1968 — Lucio Fontana
- 1899 - 1975 — Fausto Pirandello
- 1899 - 1980 — Venusto Papini
- 1900 - 1966 — Rico Lebrun (Rico Frederico Lebrun)
- 1900 - 1966 — Onofrio Martinelli
- 1900 - 1972 — Giuseppe Capogrossi
- 1901 - 1945 — Alfredo Gauro Ambrosi
- 1901 - 1952 — Gino Boccasile
- 1901 - 1957 — Manlio Rho
- 1901 - 1968 — Luigi Corbellini
- 1901 - 1986 — Fausto Melotti
- 1902 - 1980 — Giuseppe Balbo
- 1902 - 1981 — Ezio Moioli da Olcio
- 1902 - 1990 — Giuseppe Gambarini
- 1902 - 1965 — Mario Mafai
- 1903 - 1965 — Leone Tommasi
- 1903 - 1971 — Gianfilippo Usellini
- 1903 - 1978 — Vincenzo Bianchini
- 1903 - 1978 — Antonio Calderara
- 1903 - 1987 — Emilio Giuseppe Dossena
- 1903 ou 1908 - 1997 — Giuseppe Migneco
- 1904 - 1936 — Fillia de son vrai nom Luigi Colombo
- 1904 – 1970 — Ignazio Lucibello
- 1904 - 1974 — Edoardo Giordano dit « Buchicco »
- 1904 - 1981 — Emanuele Cavalli
- 1904 - 1987 — Pino della Selva (pseudonyme de Pino Giuffrina)
- 1904 - 1994 — Luce Balla
- 1904 - 1995 — Gregorio Calvi di Bergolo
- 1905 - 1959 — Renato Birolli
- 1905 - 1979 — Antonio Sicurezza
- 1905 - 1980 — Stanislao Lepri
- 1905 – 1993 — Enzo Benedetto
- 1905 – 1996 — Adriana Pincherle
- 1906 - 1963 — Beniamino Joppolo
- 1906 - 1967 — Luigi Roccati
- 1906 - 1973 — Gino Gregori
- 1906 - 1985 — Romano Gazzera
- 1907 - 1982 - Silvia de Bondini
- 1907 - 1992 - Carla Badiali
- 1907 - 1998 — Bruno Munari
- 1908 - 1998 — Luigi Veronesi
- 1908 - 1999 — Franco Grignani
- 1909 - 1981 — Franco Gentilini
- 1909 - 2004 — Antonio Corpora
- 1909 - 2008 — Enrico Donati
- 1910 - 1976 — Corrado Cagli
- 1910 - 1988 — Francesco Pagliazzi
- 1910 - 1992 — Ennio Morlotti
- 1910 - 1994 — Orfeo Tamburi
- 1910 - 1998 — Umberto Mastroianni
- 1911 - 1981 — Bruno Amadio connu comme Giovanni Bragolin
- 1911 - 1987 — Renato Guttuso
- 1911 - 1991 — Franco Assetto
- 1911 - 1994 — Carlo Mattioli
- 1911 - 1998 — Silvano Bozzolini
- 1912 - 1981 — Marcello Avenali ou Marcelo appelé par erreur Avenali
- 1912 - 1991 — Costanzo W. Figlinesi
- 1912 - 1999 — Korri Elio Corradini
- 1912 - 2000 — Aligi Sassu
- 1913 - 1965 — Adriano Gajoni
- 1913 - 1987 — Pericle Fazzini
- 1913 - 1988 — Piero Fornasetti
- 1913 - 1993 — Fabrizio Clerici
- 1913 - 2004 — Carla Maria Maggi
- 1914 – 1979 —  Enrico Brandani
- 1914 - 1986 — Antonio Cardile
- 1914 - 2000 — Dino Ferrari
- début XXe siècle - 1995 — Gemma Vercelli
- 1915 - 1995 — Alberto Burri
- 1915 - 1997 — Salvatore Fiume
- 1915 - 2002 — Olga Biglieri Scurto, connue sous le pseudonyme de « Barbara »
- 1916 - 1974 — Carlo Zinelli dit Carlo
- 1916 - 2002 — Lila De Nobili
- 1916 - 2013 — Vilmo Gibello
- 1917 - 1992 — Mario Nigro
- 1918 - …    — Carol Rama, née Olga Carolina Rama
- 1919 - 2006 — Emilio Vedova
- 1920 - 1976 — Voltolino Fontani
- 1920 - 2007 — Enrico Accatino
- 1920 - 2007 — Ferruccio Bortoluzzi
- 1920 - …    — Eugenio Carmi
- 1921 - 1972 — Roberto Crippa
- 1921 - 2008 — Pietro Cascella
- 1921 - 2014 — Paolo Intini
- 1922 - 1986 — Emilio Scanavino
- 1922 - 1993 — Bruno Pulga
- 1922 - 2003 — Fernando Carcupino
- 1922 - 2010 — Gianni Bertini
- 1922 - 2015 — Vasco Bendini
- 1922 -… — Enzo Apicella ou Vincenzo Apicella
- 1922 -… — Guido Strazza
- 1923 - 2006 — Ugo Attardi
- 1923 - 2008 — Luigi Guardigli
- 1924 -… — Gianfranco Baruchello
- 1924 - 2022 - Paolo Schiavocampo
- 1924 - 2001 — Renzo Vespignani
- 1924 - 2009 — Mario De Donà
- 1924 - 2014 — Carla Accardi
- 1924 - 2015 — Giuseppe Zigaina
- 1925 - 1991 — Gianni Dova
- 1925 – 1991 — Franco Nonnis
- 1925 - 2010 — Leonardo Cremonini
- 1925 - 2012 — Carlo Rambaldi
- 1925 - 2016 — Sergio Vacchi
- 1925 - 2018  — Ida Barbarigo
- 1925 - 2020 — Bonaria Manca
- 1926 - 1982 — Antonino Virduzzo
- 1926 - 1999 — Vittorio Miele
- 1926 - 2000 — Bernard Damiano
- 1927 - 1964 — Tancredi Parmeggiani
- 1927 - 2005 — Piero Dorazio
- 1927 - 2009 — Norberto Proietti
- 1927 - 2010 — Ruggero Pazzi
- 1927 - 2012 — Nicola Simbari
- 1928 - 1973 — Silvan Gastone Ghigi dit Silvan
- 1928 - 2007 — Simonetta Bardi
- 1928 - 2008 — Marcello Tommasi
- 1928 - 2010 — Luigi Marengo
- 1929 - 2018 — Giancarlo Vitali
- 1930 - 2001 — Alberto Manfredi
- 1930 - 2004 — Dadamaino pseudonyme de Eduarda Emilia Maine
- 1930 - 2006 — Ruggero Giangiacomi
- 1930 - 2011 — Udo Toniato
- 1930 -… — Enrico Castellani
- 1931 - 2013 — Guido de Bonis
- 1931 - 2024 — Giuliano Vangi
- 1931 -… — Pietro Diana
- 1932 - 2022 — Sergio Dangelo
- 1932 -…  — Giosetta Fioroni
- 1932 -…  — Mario Donizetti
- 1933 -…  — Michelangelo Pistoletto
- 1933 -… — Lucio Del Pezzo
- 1933 - 1963 — Piero Manzoni
- 1933 - 1970 — Domenico Gnoli
- 1933 - 1983 — Guido Biasi
- 1934 - 1995 — Tarcisio Merati, dit Coccolone
- 1934 – 2000 — Riccardo Tommasi Ferroni
- v. 1935 -… — Camilla Adami née Cantoni Mamiani della Rovere
- 1934 -… — Dolores Puthod
- 1934 - 1998 — Mario Schifano
- 1935 -… — Valerio Adami
- 1935 -… — Ercole Pignatelli
- 1935 - 2013 — Agostino Bonalumi
- 1936 - 1989 — Marco Lusini
- 1936 - 2022 — Giorgio Salmoiraghi
- 1936 -… — Carlo Marangio
- 1936 -… — Bernardino Toppi
- 1936 -… — Mino Montanari (
- 1937 -…  — Alberto Biasi
- 1938 -… — Eduardo Amato
- 1939 -… — Getulio Alviani
- 1939 -… — Maurizio Diana
- 1939 - 2024 — Gaetano Pesce
- 1940 -… — Chicco Beiso
- 1940 - 1994 — Alighiero Boetti
- 1940 -… — Sergio Birga
- 1940 - 1971 — Paolo Scheggi
- 1940 - 2013 — Francesco Maiolo
- 1941 -… — Gian Paolo Dulbecco
- 1941 -… — Paolo Carosone
- 1941 -… — Ugo Nespolo
- 1942 -… — Marco Sassone
- 1943 - 2016 — Emilio Prini
- 1943 -… — Pier Paolo Calzolari
- 1943 -… — Massimo Scolari
- 1943 -… — Guido Marzulli
- 1943 -… — Umberto Pettinicchio
- 1944 -… — Francesco Del Casino
- 1944 -… — Battista Mombrini
- 1945 -… — Arduino Cantafora
- 1946 -… — Sandro Chia
- 1946 -… — Renzo Eusebi
- 1947 -… — Gianni Burattoni
- 1947 -… — Luciano De Liberato
- 1948 -… — Živa Kraus
- 1948 -… — Mimmo Paladino (Domenico Paladino)
- 1949 -… — Enzo Cucchi
- 1949 -… — Piero Fantastichini ou Piero
- 1950 -… — Marco Del Re
- 1951 -… — Paola Romano
- 1952 -… — Gaetano D'Alessandro
- 1952 -… — Giuseppe Zevola
- 1952 -… — Bruno Ceccobelli
- 1952 -… — Francesco Clemente
- 1952 -… — Angelo Mazzoleni
- 1953 -… — Salvatore Garau
- 1953 -… — Attilio Lauricella
- 1954 -… — Nicola De Maria
- 1958 -… — Alessandro Papetti
- 1960 -… — Maurizio Cattelan
- 1961 -… — Marco Cingolani
- 1962 -… — Elena Tommasi Ferroni
- 1962 -… — Giuseppe Prinzi
- 1967 -… — Carlo Alberto Buzzi
- 1967 -… — Giovanni Tommasi Ferroni
- 1970 -… — Manfredi Beninati
- 1971 -… — Giuseppe Veneziano
- 1974 -… — Simona Atzori
- 1977 -… — Valerio Berruti
- 1978 -… — Roberto Ferri
- XXe siècle -… - Galeazzo von Mörl
- XXe siècle -… - Stellario Baccellieri (le peintre du Caffè Greco ou le peintre des cafés)
- fin XXe siècle-… - Umberto Verdirosi